# Cerdeña
Cerdeña (en italiano, Sardegna; en sardo, Sardigna o Sardìnnia; en alguerés, Sardenya; en gallurés, Saldigna; en sassarés, Sardhigna) es una de las veinte regiones que conforman la República Italiana. Su capital y ciudad más poblada es Cagliari. Está ubicada en la Italia insular. Limita al norte con el estrecho de Bonifacio, que la separa de la isla francesa de Córcega, al este con el mar Tirreno y al sur y oeste con el mar Mediterráneo. 
Con 24 100 km² es la tercera región más extensa del país —por detrás de Sicilia y Piamonte— y con 69 hab/km², la tercera menos densamente poblada detrás de Valle de Aosta y Basilicata. Es una de las cinco regiones italianas con estatuto especial. Por superficie es la segunda isla del Mediterráneo, la octava de Europa y la cuadragésimoctava del mundo.

## Toponimia
La mención más temprana a la isla aparece en la Estela de Nora, una inscripción fenicia encontrado al sur de la isla que contiene el topónimo šrdn (𐤔𐤓𐤃𐤍) y que también menciona Tarsis (𐤕𐤓𐤔𐤔).

## Historia

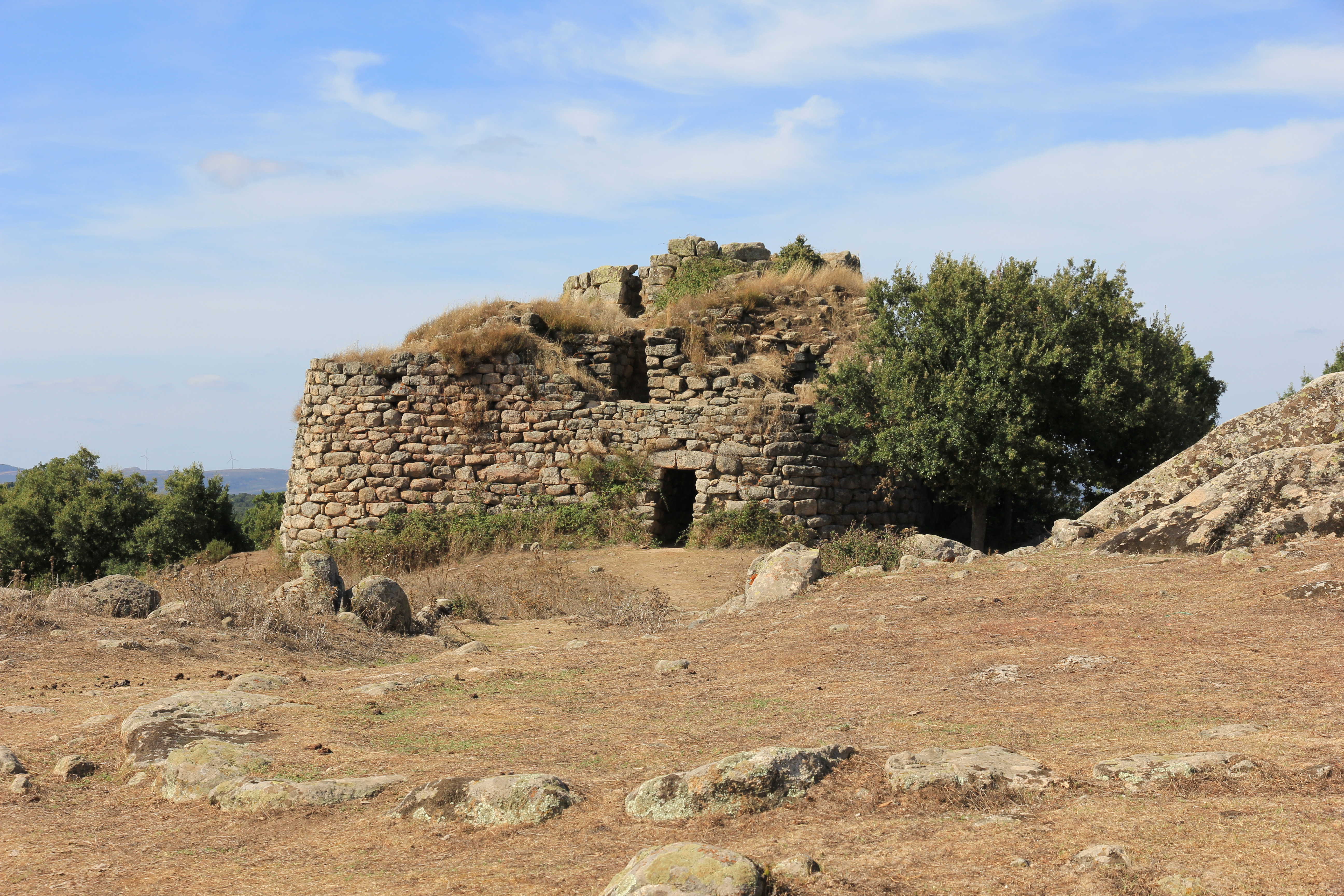
El nuraghe Loelle (Buddusò).

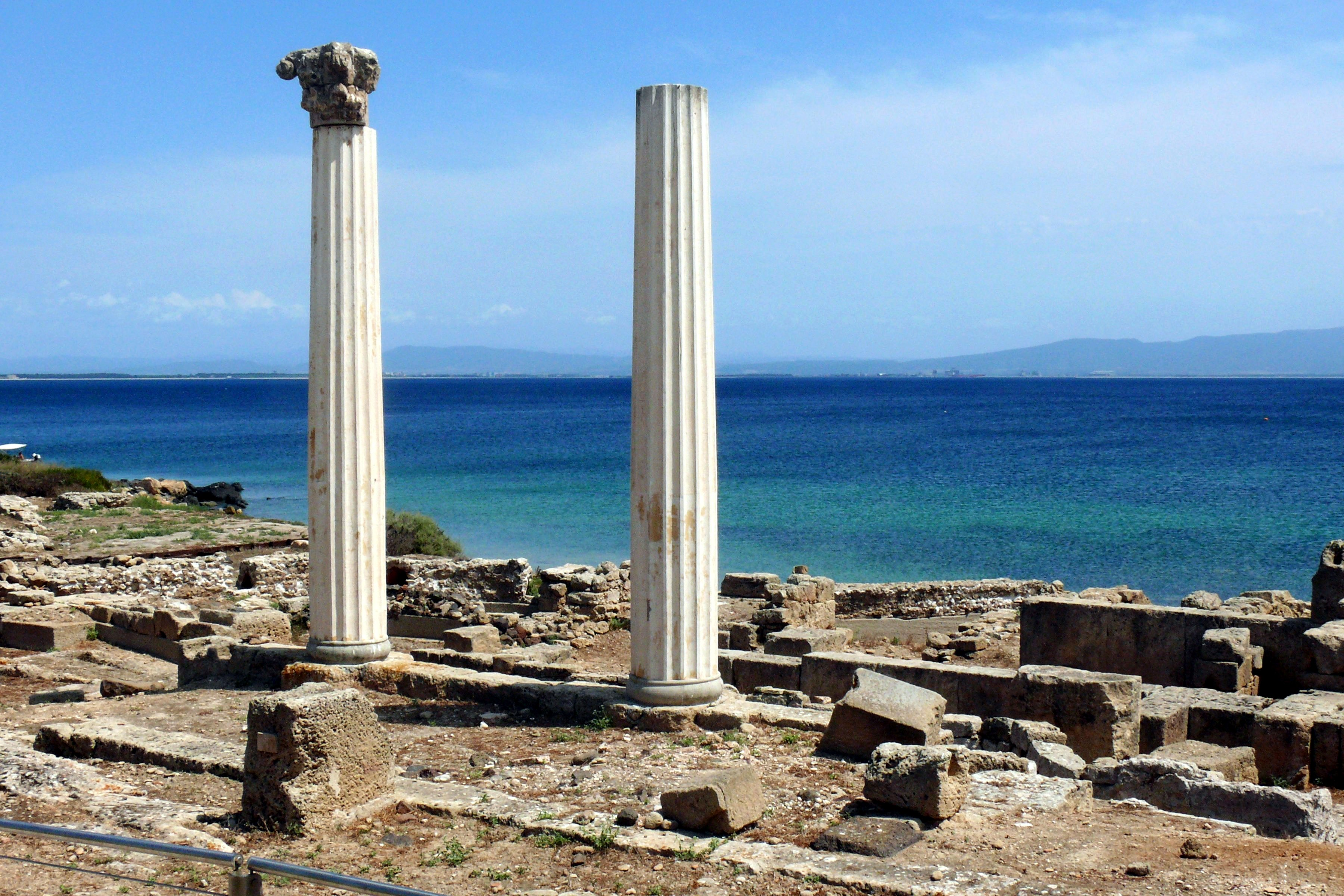
La ciudad fenicia y romana de Tharros.

En Cerdeña hubo una civilización prehistórica de la que quedan monumentos megalíticos. Las primeras domus de janas (casas de las hadas) se remontan al 2000-1800 a. C., en plena Edad del Bronce; se trata de pequeñas tumbas excavadas en la roca, a veces reunidas en grupos numerosos, en las que según la tradición popular moraban hadas y brujas. La cultura nurágica, de la que quedan sobre todo los nuragas, se desarrolló desde el siglo XVI hasta el IX a. C. Entonces llegaron los fenicios: se han descubierto en las excavaciones terracotas de origen fenicio. Estos la llamaron "ŠRDN" (Shardan/Sherden o variantes cercanas). A los fenicios los sucedieron los cartagineses, cuyas ciudades más importantes fueron: Káralis, Tharros y Nora.
En el 238 a. C. la tomaron los romanos, como consecuencia de la derrota cartaginesa en la Primera Guerra Púnica. Cerdeña se convirtió en provincia romana, y las ciudades costeras que existían fueron engrandecidas y embellecidas, mientras que se fundaron colonias como Turris Lybissonis y Feronia, que fueron pobladas por inmigrantes romanos. La ocupación romana acabó con la civilización nurágica. A pesar de las campañas por las cordilleras centrales, llamadas por los romanos Barbaria (sardo moderno Barbagia), la dominación romana del centro de Cerdeña fue más bien nominal.
Tras 694 años, en los primeros siglos de la Edad Media, Cerdeña fue saqueada por los vándalos (siglo V), quienes ocuparon Caralis junto con otras ciudades costeras de Cerdeña. El dominio duró setenta y siete años de los que poco se sabe, salvo que los vándalos adoptaron en gran medida la previa estructura romana. También la ocuparon los godos. Sin embargo, los bizantinos  la recuperaron para el Imperio en el año 533, cuando los vándalos fueron derrotados por los ejércitos de Justiniano I al mando del general Belisario en la batalla de Tricamaro. Los bizantinos se quedaron en la isla hasta el siglo X. La autoridad bizantina era centralizada hasta alrededor del año 650, después la autoridad se delegó en las manos de los legados bizantinos locales. Se debió en gran medida a problemas locales como los ataques de los moros y de los bereberes sobre las costas sardas. Los sarracenos hicieron incursiones en esta isla del Mediterráneo (el primer ataque se documenta en el año 705) y ocuparon la isla durante setenta años. Estos ataques fueron cada vez más importantes, lo que dio como resultado que los habitantes abandonaran las ciudades costeras.
En los siglos XII y XIII, Génova, Pisa y los Estados Pontificios lucharon largo tiempo por imponer su poder en los Juzgados. A finales del siglo XIII el papa Bonifacio VIII determinó que Cerdeña pasara a la Corona de Aragón. La cesión se formalizó en el año 1324, cuando el entonces infante Alfonso, futuro Alfonso IV, «el Benigno», tomó Cerdeña durante los últimos años del reinado de Jaime II.
El dominio se prolongó hasta el siglo XVIII y mantuvo en la isla una organización de tipo feudal cuya presencia destaca sobre todo en Alguer, repoblada por catalanes, después de una sublevación en la ciudad. Cerdeña se cedió a Austria en el año 1713, en virtud del tratado de Utrecht. Pero en 1718, después del Congreso de Londres, Cerdeña pasó a ser posesión de Víctor Amadeo II de Saboya. Y, a través de la casa de Saboya, fue incorporada finalmente al Reino de Italia en el año 1861.

## Geografía

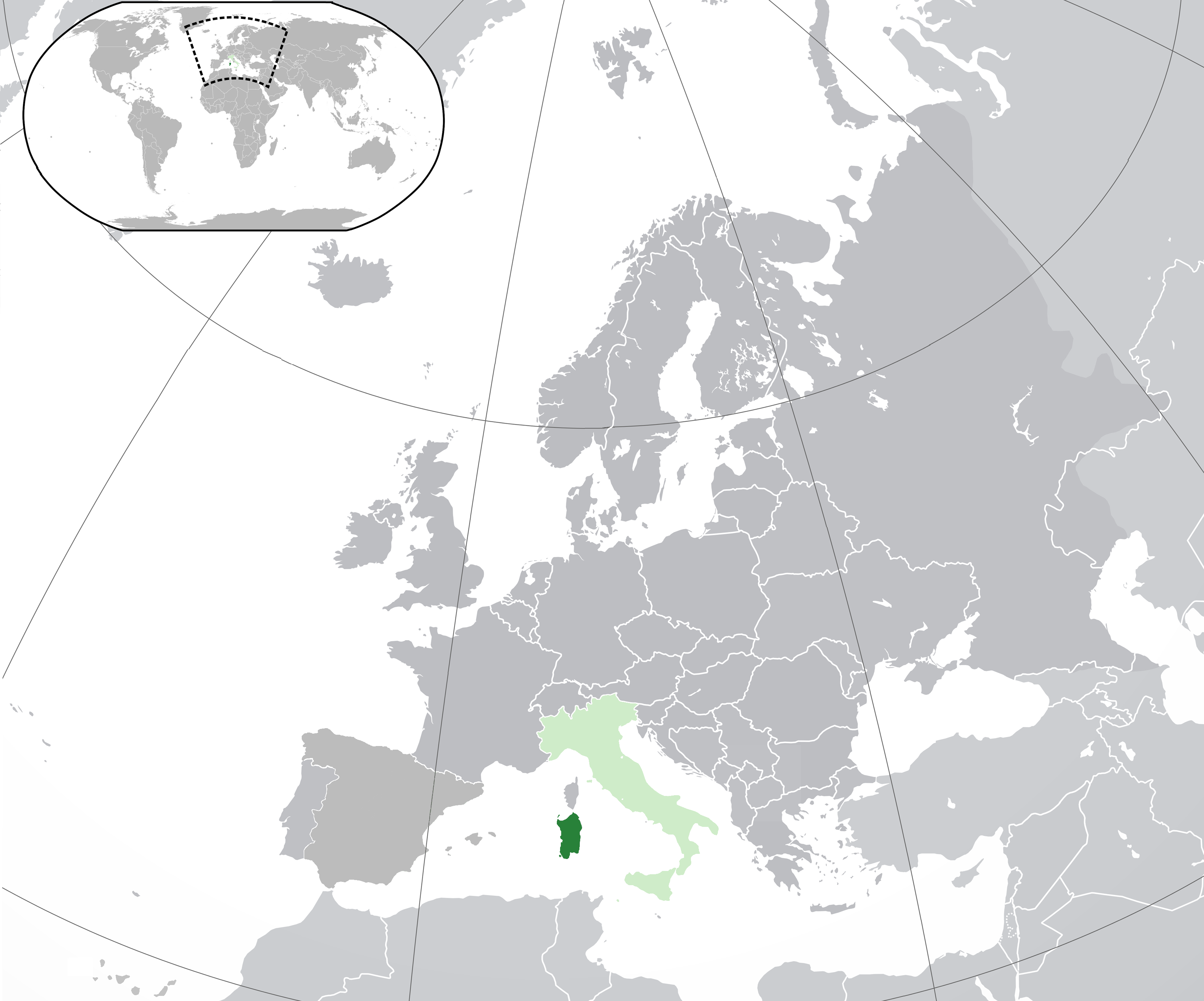
Ubicación de Cerdeña (verde) en Europa (gris oscuro) e Italia (verde claro).

Esta isla se encuentra en el centro del mar Mediterráneo occidental, entre Córcega al norte, de la que la separa el estrecho de Bonifacio, la península italiana al este, Túnez al sur y las islas Baleares al oeste. Ocupa una superficie de 24.090 km². (un área comparable a la de Israel).
La isla es de geoformación antigua y, a diferencia de Sicilia y la Italia continental, no tiene riesgo sísmico. Sus rocas datan del Paleozoico (hasta 500 millones de años de antigüedad). Las tierras altas de la isla están formadas de granito, esquisto, traquita, basalto (llamados jarras o gollei), arenisca y caliza dolomítica (llamados tonneri), con una altitud media entre 300 y 1000 metros.
Los ríos son de régimen de estiaje y los más importantes son: el Tirso de 151 km de largo, que fluye al mar de Cerdeña, luego está el Coghinas (115 km) y después el Flumendosa (127 km). Hay 54 lagos artificiales formados por presas que proporcionan agua y electricidad. El único lago natural de agua dulce es el de Baratz, al norte de Alguero. En la costa hay una serie de lagunas salobres grandes y poco profundas. También destaca la cascada de Sa Spendula uno de los símbolos geológicos de Cerdeña.
Las costas de Cerdeña (1849 km de largo) son, en general, altas y rocosas con franjas largas, relativamente rectas, de litoral, con muchos cabos y unas pocas bahías, anchas y profundas, además de unas cuantas rías. Entre los golfos más destacados figuran Asinara al norte, Orosei al este, Cagliari al sur, y Oristán al oeste. Hay muchos islotes y varias islas menores frente a la costa, entre las que puede mencionarse Asinara, San Pietro, Sant’Antioco, Tavolara y el archipiélago de la Magdalena con Caprera.
Es una isla rica en bosques, es la región italiana con mayor extensión de superficie forestal. La precipitación media es en torno 800 mm al año; en el cabo Carbonara se ha registrado el valor mínimo absoluto con una media de 381 mm anuales. En las áreas internas de la mayor parte de la isla la precipitación media es de 1000 mm y en las proximidades de los principales relieves montañosos, se registran los valores pluviométricos mayores de toda la región que puede también superar los 1000 mm anuales. La lluvia se concentra en el invierno y el otoño, con algunas lluvias torrenciales en la primavera y nevadas en las tierras altas.

### Relieve

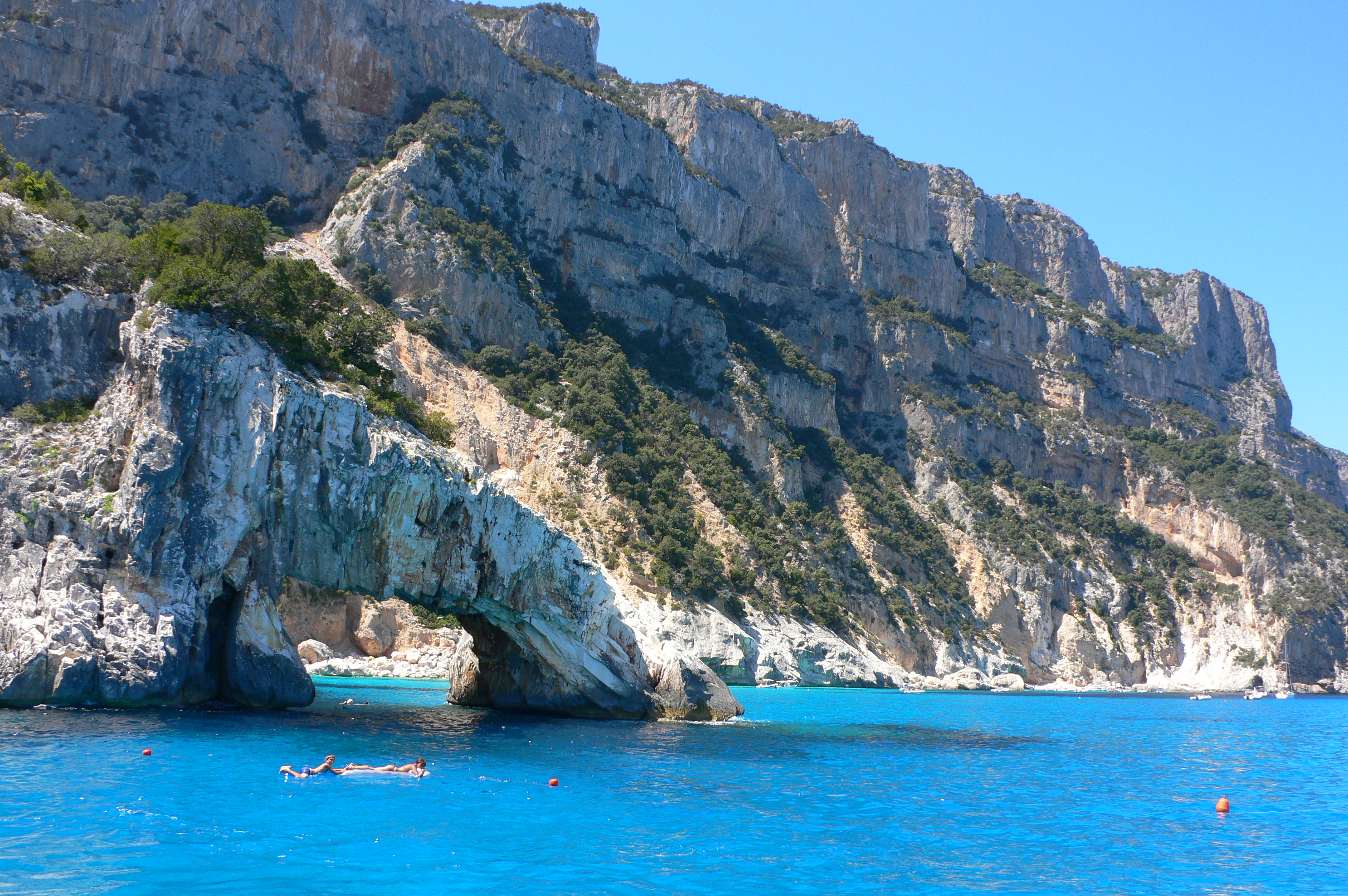
Golfo de Orosei

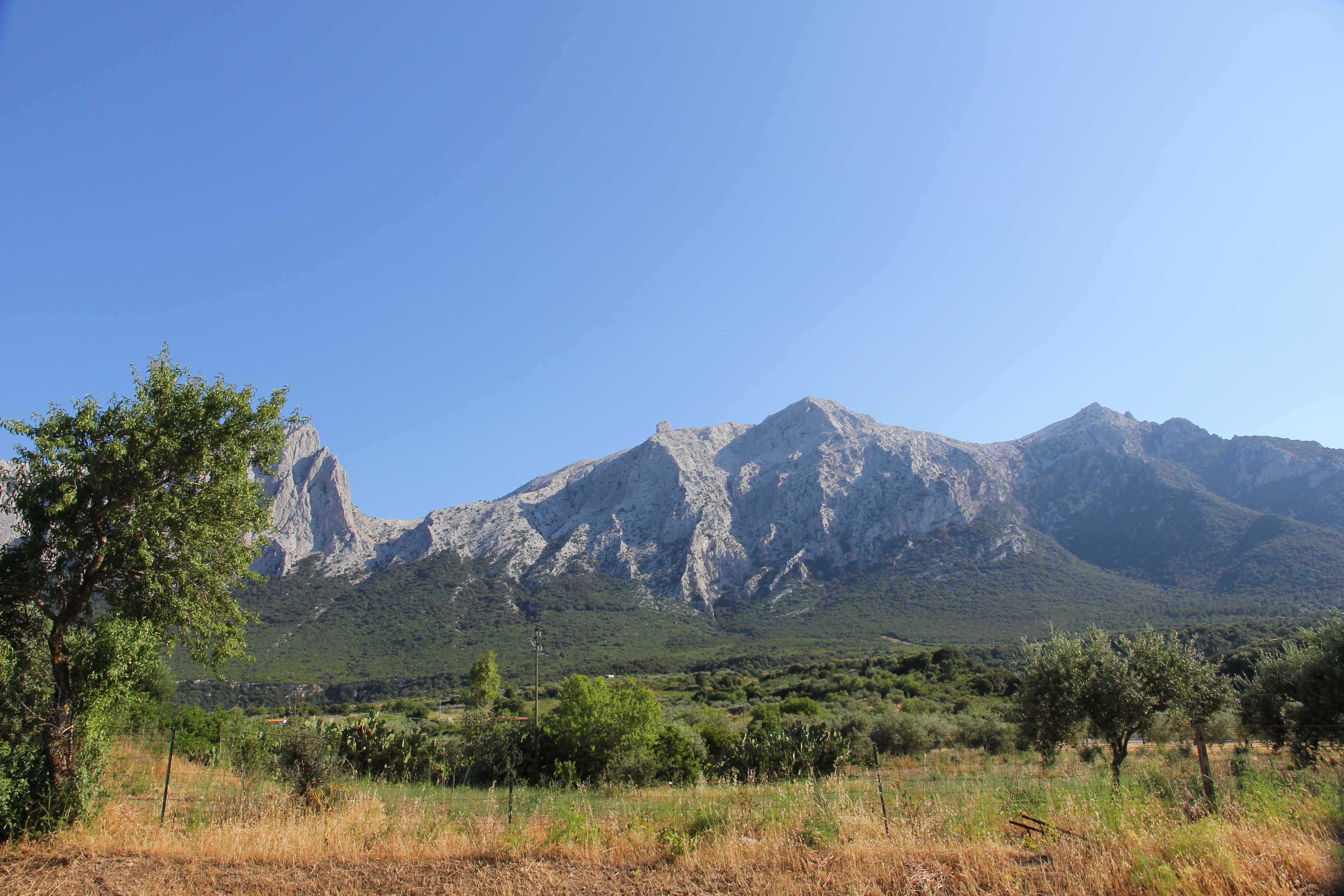
Supramonte

Más del 80 % del territorio está formado por montañas o colinas; el 67,9 % son colinas y altiplanos rocosos, algunos de los cuales, muy característicos, son llamados giare o gollei. Las montañas son el 13,6 % y están formadas de rocas antiquísimas niveladas por un lento y continuo proceso de erosión. La cima más elevada de estas montañas es Punta La Mármora (1834 m), en el macizo de los Gennargentu, que están en la parte oriental de la isla. Al norte y noreste se encuentran el monte Limbara (1362 m), Lerno (1093 m), Rasu (1269 m) y Albo (1057 m), macizo calizo cuya máxima altura está formada por dos cimas: punta Catirina y punta Turuddò, las dos de 1127 m. Al oeste, en la comarca de Montiferru, existe un macizo de origen volcánico con el mismo nombre cuya máxima elevación es el monte Urtigu (1050 m). En la Cerdeña meridional se encuentran los montes del Sulcis cuya cima más elevada es Monte Is Caravius (1116 m), y el Monte Linas (1236 m) en el suroeste, cuya cima más alta, Punta Perda de sa Mesa (1236 m) es la más alta del sur de la isla. La llanura de Campidano, en la mitad meridional, es la más extensa de toda la isla.

### Clima

Altimetría de la isla.

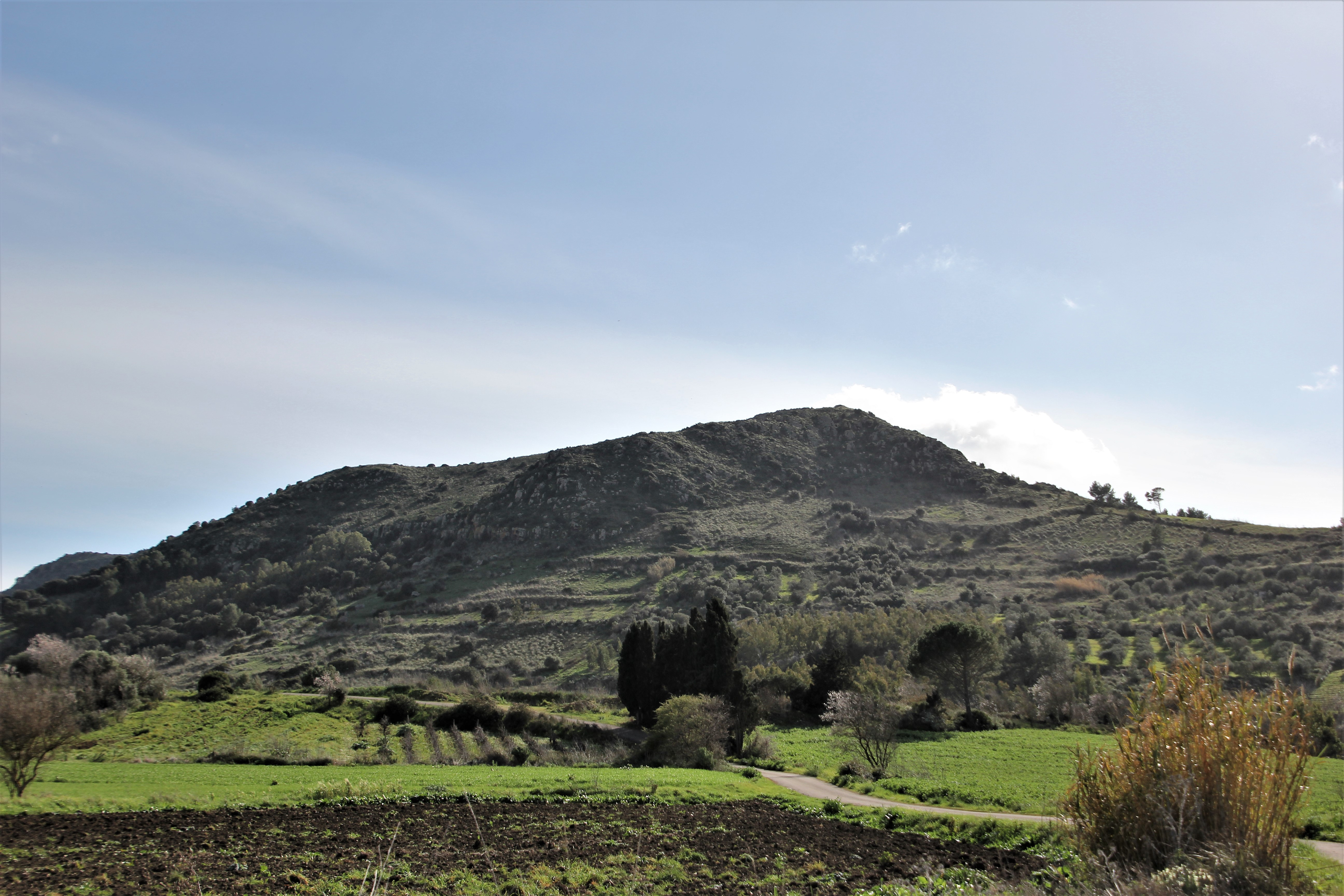
Monte Fortuna

La isla es muy ventosa; el viento dominante es el mistral, que procede del noroeste a lo largo de todo el año, aunque sobre todo sopla en el invierno y la primavera. Normalmente es seco y fresco, y a veces alcanza velocidades muy altas. También se encuentra con cierta frecuencia el siroco. Estos vientos han favorecido la implantación de algunos parques eólicos sobre las crestas de algunos relieves y en algunas plantas industriales (Macchiareddu y Fiume Santo).
En la isla predomina el clima mediterráneo, aunque en algunas zonas internas es más severo. Durante el año hay aproximadamente 300 días sin lluvia. A lo largo de la zona costera, donde reside gran parte de la población, los inviernos son suaves, gracias a la presencia del mar, con raras nevadas y los veranos calurosos y secos. En el interior de la isla, la baja humedad y la fuerte ventolera permite soportar fácilmente las elevadas temperaturas veraniegas, capaces de alcanzar esporádicamente los 35-40 °C, particularmente cuando se producen grandes incendios forestales. En las zonas más próximas a la costa raramente se alcanzan dichas temperaturas, pero se observa una humedad mucho más elevada, si bien la presencia del viento hace más soportable el calor del verano. En las zonas internas el clima es más rígido. Sobre los montes del Gennargentu en los meses de invierno nieva y la temperatura desciende bajo cero. En verano el clima es fresco, sobre todo durante la noche y raramente caluroso durante muchos días consecutivos.
| Parámetros climáticos promedio de Cagliari (4 m s. n. m.), Cerdeña                    | Parámetros climáticos promedio de Cagliari (4 m s. n. m.), Cerdeña | Parámetros climáticos promedio de Cagliari (4 m s. n. m.), Cerdeña | Parámetros climáticos promedio de Cagliari (4 m s. n. m.), Cerdeña | Parámetros climáticos promedio de Cagliari (4 m s. n. m.), Cerdeña | Parámetros climáticos promedio de Cagliari (4 m s. n. m.), Cerdeña | Parámetros climáticos promedio de Cagliari (4 m s. n. m.), Cerdeña | Parámetros climáticos promedio de Cagliari (4 m s. n. m.), Cerdeña | Parámetros climáticos promedio de Cagliari (4 m s. n. m.), Cerdeña | Parámetros climáticos promedio de Cagliari (4 m s. n. m.), Cerdeña | Parámetros climáticos promedio de Cagliari (4 m s. n. m.), Cerdeña | Parámetros climáticos promedio de Cagliari (4 m s. n. m.), Cerdeña | Parámetros climáticos promedio de Cagliari (4 m s. n. m.), Cerdeña | Parámetros climáticos promedio de Cagliari (4 m s. n. m.), Cerdeña |
| Mes                                                                                   | Ene.                                                               | Feb.                                                               | Mar.                                                               | Abr.                                                               | May.                                                               | Jun.                                                               | Jul.                                                               | Ago.                                                               | Sep.                                                               | Oct.                                                               | Nov.                                                               | Dic.                                                               | Anual                                                              |
| ------------------------------------------------------------------------------------- | ------------------------------------------------------------------ | ------------------------------------------------------------------ | ------------------------------------------------------------------ | ------------------------------------------------------------------ | ------------------------------------------------------------------ | ------------------------------------------------------------------ | ------------------------------------------------------------------ | ------------------------------------------------------------------ | ------------------------------------------------------------------ | ------------------------------------------------------------------ | ------------------------------------------------------------------ | ------------------------------------------------------------------ | ------------------------------------------------------------------ |
| Temp. máx. media (°C)                                                                 | 14.3                                                               | 14.8                                                               | 16.5                                                               | 18.6                                                               | 22.9                                                               | 27.3                                                               | 30.4                                                               | 30.8                                                               | 27.4                                                               | 23.1                                                               | 18.3                                                               | 15.4                                                               | 21.7                                                               |
| Temp. media (°C)                                                                      | 9.9                                                                | 10.3                                                               | 11.8                                                               | 13.7                                                               | 17.7                                                               | 21.7                                                               | 24.7                                                               | 25.2                                                               | 22.3                                                               | 18.4                                                               | 13.8                                                               | 11.0                                                               | 16.7                                                               |
| Temp. mín. media (°C)                                                                 | 5.5                                                                | 5.8                                                                | 7.1                                                                | 8.9                                                                | 12.4                                                               | 16.2                                                               | 18.9                                                               | 19.6                                                               | 17.1                                                               | 13.7                                                               | 9.3                                                                | 6.6                                                                | 11.8                                                               |
| Lluvias (mm)                                                                          | 49.7                                                               | 53.3                                                               | 40.4                                                               | 39.7                                                               | 26.1                                                               | 11.9                                                               | 4.1                                                                | 7.5                                                                | 34.9                                                               | 52.6                                                               | 58.4                                                               | 48.9                                                               | 427.5                                                              |
| Días de lluvias (≥ 1.0 mm)                                                            | 6.8                                                                | 6.8                                                                | 6.8                                                                | 7.0                                                                | 4.4                                                                | 2.1                                                                | 0.8                                                                | 1.3                                                                | 4.3                                                                | 6.5                                                                | 7.4                                                                | 7.4                                                                | 61.6                                                               |
| Horas de sol                                                                          | 136.4                                                              | 139.2                                                              | 186.0                                                              | 213.0                                                              | 269.7                                                              | 288.0                                                              | 334.8                                                              | 310.0                                                              | 246.0                                                              | 198.4                                                              | 147.0                                                              | 127.1                                                              | 2595.6                                                             |
| Fuente: Servicio Meteorológico, Observatorio de Hong Kong para datos de horas de sol. |                                                                    |                                                                    |                                                                    |                                                                    |                                                                    |                                                                    |                                                                    |                                                                    |                                                                    |                                                                    |                                                                    |                                                                    |                                                                    |

### Geología
La historia geológica de Cerdeña está claramente separada de la de la península italiana (que se formó en el Cenozoico) y está vinculada en cambio (junto con la de Córcega) a la de la Europa continental, de la que formó parte hasta finales del Eoceno. Se la puede hacer comenzar con la llamada fase sarda de la orogenia caledoniana, a principios del Paleozoico, en la que se formó el primer núcleo del actual Sulcis para luego emerger por completo, junto con Córcega, durante la orogenia hercínica (Carbonífero). Debido a los desplazamientos y colisiones entre la gran placa africana, la placa euroasiática y la placa del Atlántico Norte, hace entre treinta y cinco y trece millones de años, a lo largo de la costa desde Cataluña (España) hasta Liguria, se creó una profunda fractura de la que, hace unos veinte millones de años, se originó el desprendimiento de una microplaca en el noreste, que incluía las actuales Cerdeña y Córcega (Francia).

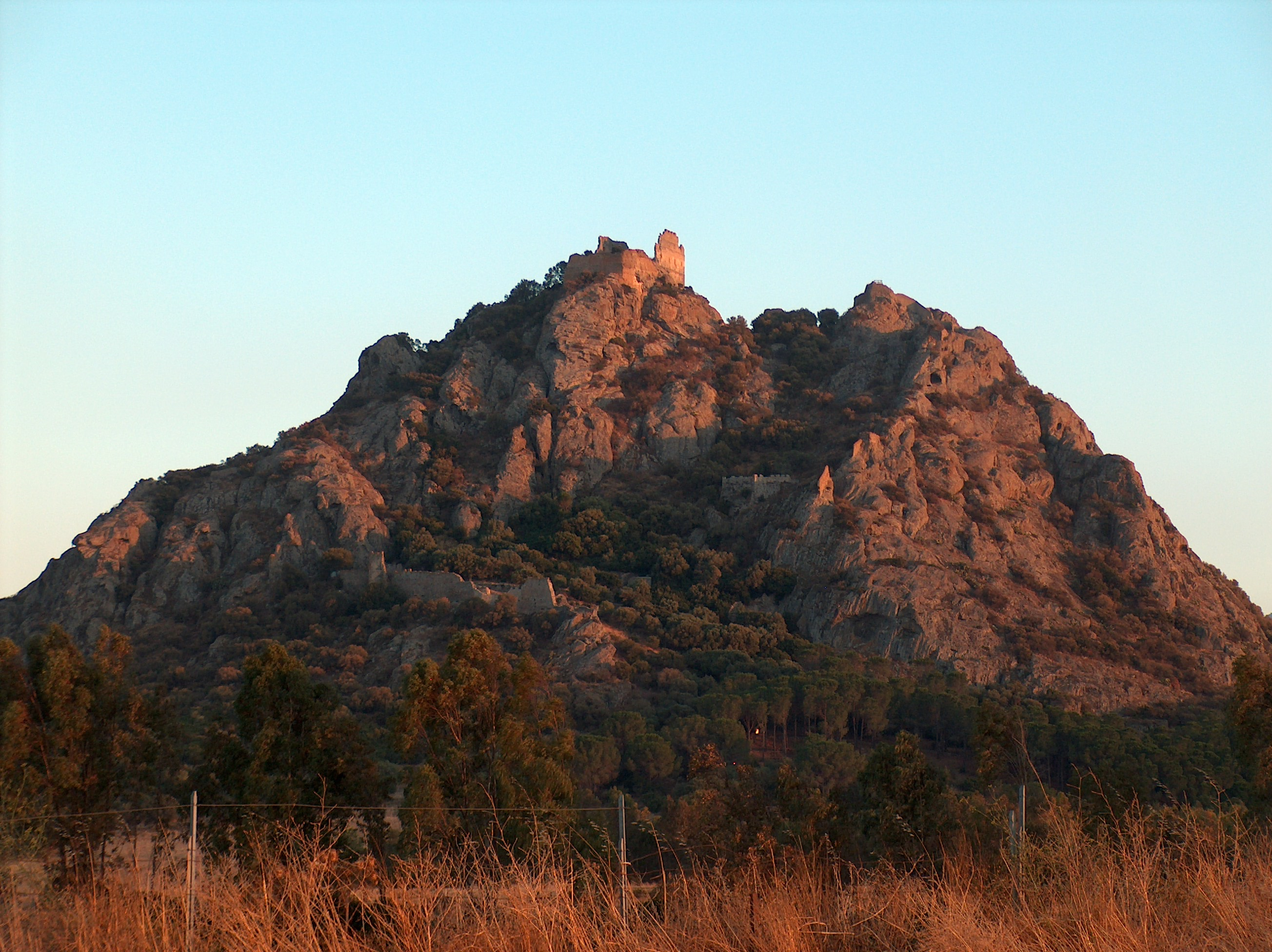
Domo andesítico de Acquafredda

Las dos islas alcanzaron su posición actual hace unos seis o siete millones de años y al fenómeno migratorio se unió posteriormente la tensión de apertura del mar Tirreno, que creó en consecuencia la conformación oriental entre las dos islas y la península itálica. Aunque se han documentado terremotos en el pasado, Cerdeña se considera una zona no sísmica y todos sus municipios están clasificados como zona sísmica 4. De hecho, por su territorio no pasan fallas que puedan generar grandes terremotos. Los únicos macrosismos corresponden a temblores que se han producido y pueden producirse en el Tirreno central y meridional.
Debido a la rareza de los afloramientos, se sabe muy poco sobre la historia geológica de Cerdeña en el período anterior al inicio del Paleozoico y se confundien en parte con formaciones geológicas que se remontan al Cámbrico inferior, ya que son de datación incierta.Se ha atribuido un probable origen precámbrico a protolitos localizados en el sur de Cerdeña (cerca de Capo Spartivento) y en el norte de Cerdeña, en diversos yacimientos de Gallura, las Baronías, Anglona y Asinara.Los protolitos del norte de Cerdeña se encuentran al norte de la línea Posada-Asinara. 

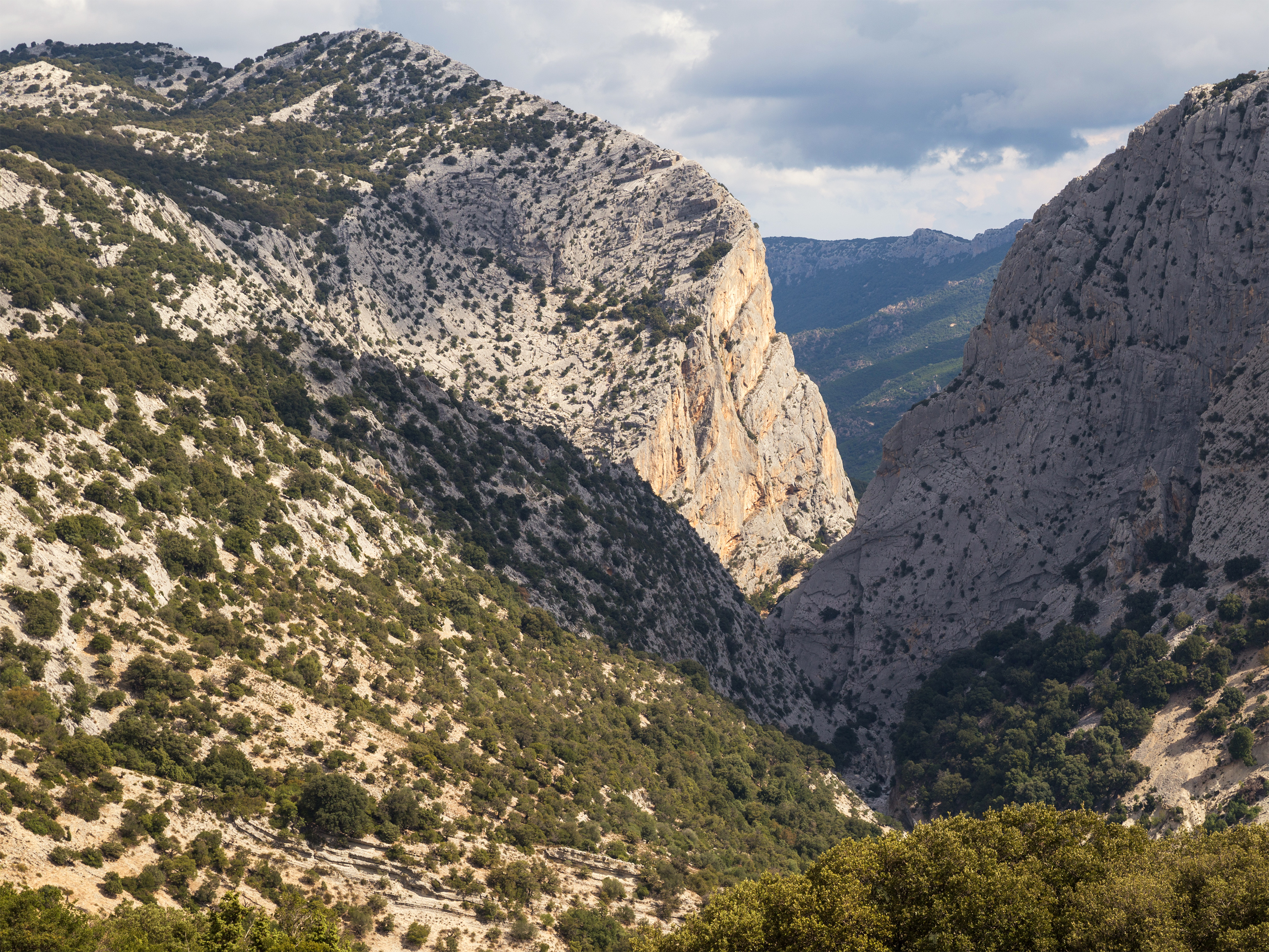
Desfiladero de Gorropu

Estas antiguas formaciones estuvieron implicadas, según los casos, en procesos de anatexis e intrusión del plutón granítico durante la orogenia hercínica, dando lugar a la formación de migmatitas (agmatitas y nebulitas), metamorfitas de grado medio (micaesquistos, ortogneises) o metamorfitas de grado alto (anfibolitas).
El origen de los afloramientos situados en Sulcis, atribuidos al Precámbrico o al Cámbrico inferior, es dudoso.Se trata de dos formaciones metamórficas-magmáticas-sedimentarias contiguas y distintas situadas en Chia (Domus de Maria), al norte del promontorio de Capo Spartivento.Según trabajos recientes, estas formaciones formarían parte de una unidad tectónica prepaleozoica, denominada unidad de Capo Spartivento, compuesta por los ortogneises de composición granodiorítica del Monte Filau y los micaesquistos del Monte Settiballas.

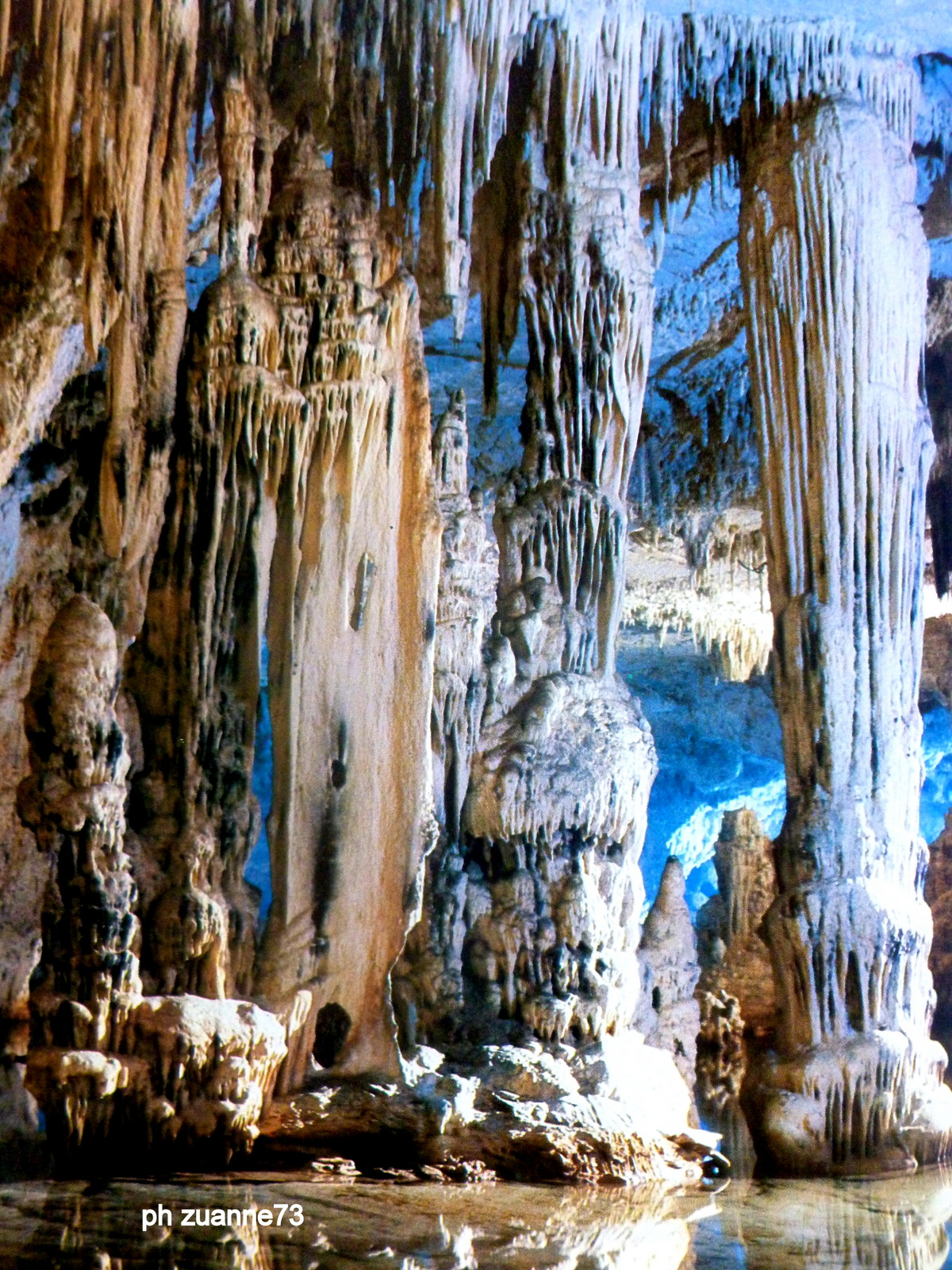
Cueva de Neptuno

Durante el Paleozoico, hace entre 540 y 250 millones de años, la región se vio afectada por algunos acontecimientos geológicos importantes que dieron lugar a la formación del denominado basamento paleozoico sardo-corso, que constituye una imponente y compleja formación geológica constituida básicamente por rocas metamórficas, denominadas genéricamente "esquistos", y rocas intrusivas de las series alcalina y alcalinocálcica, denominadas genéricamente "granitos.

### Cuevas
Se cree que las rocas de Cerdeña figuran entre las más antiguas de Italia. Las formaciones kársticas cubren un área bastante restringida en relación con las graníticas o metalíferas y constituyen el 6% de la superficie total, es decir, 1 500 km². Las formaciones geológicas más antiguas se remontan al Paleozoico, pero otras aparecieron en periodos posteriores, en el Mesozoico, Terciario y Cuaternario, contribuyendo a la creación de una considerable variedad de formaciones rocosas.

El patrimonio espeleológico sardo incluye más de 1.500 cuevas. La zona de Supramonte es la más rica, junto con la de Sulcis-Iglesiente y el promontorio de Capo Caccia. Entre las submarinas, la cueva de Nereo está considerada la mayor de todo el Mediterráneo. Las cuevas costeras más conocidas son las de Neptuno, en Alguer, y las de Bue Marino, en Cala Gonone. Entre las cuevas terrestres destacan las de Sa Oche-Su Bentu en Oliena, Is Zuddas en Santadi, Su Mannau en Fluminimaggiore, la cueva de Su Marmuri en Ulassai, la cueva de Ispinigoli cerca de Dorgali, la cueva de San Giovanni cerca de Domusnovas, en el Iglesiente, y la cueva de Santa María en Sulcis.

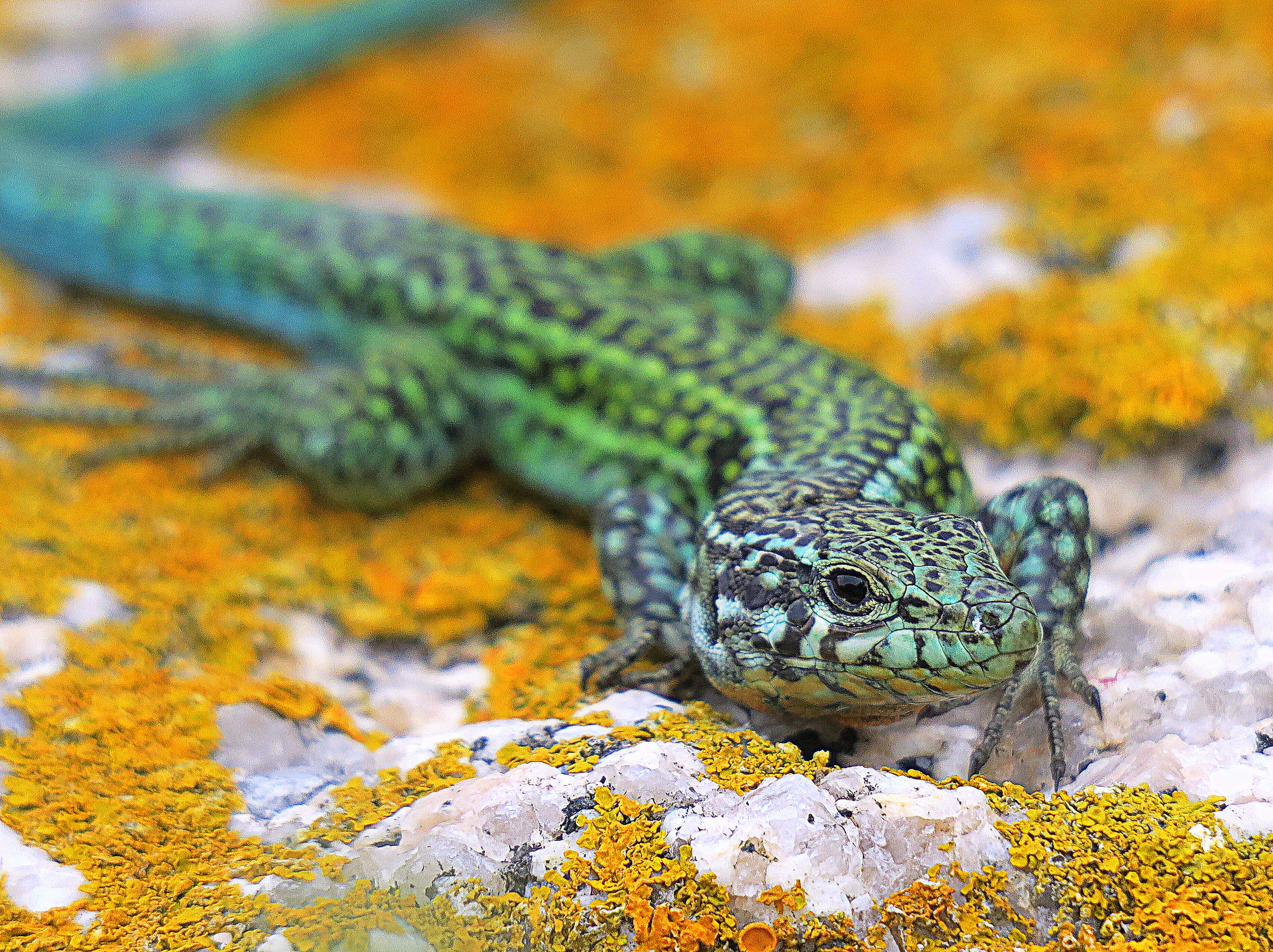
Una Lagartija Tirrena (Podarcis tiliguerta) en Cerdeña

### Fauna
La fauna incluye varios ejemplares de especies de gran interés. La fauna de los vertebrados superiores presenta similitudes y diferenciaciones con respecto a la de Europa continental: las similitudes se deben a las migraciones durante las glaciaciones o a la introducción por el hombre en el Neolítico o en épocas más recientes, mientras que las diferenciaciones se deben a un largo aislamiento geográfico que ha dado lugar a neoendemismos a nivel de subespecies o, más raramente, de especies.
Las poblaciones de los grandes mamíferos herbívoros (ciervos y muflones) sufrieron una drástica contracción, alcanzando auténticas situaciones de emergencia hasta los años setenta, pero en las últimas décadas han retomado un crecimiento significativo gracias a las acciones de protección. El jabalí sardo, en cambio, está muy extendido, al igual que varias especies de roedores y lagomorfos.

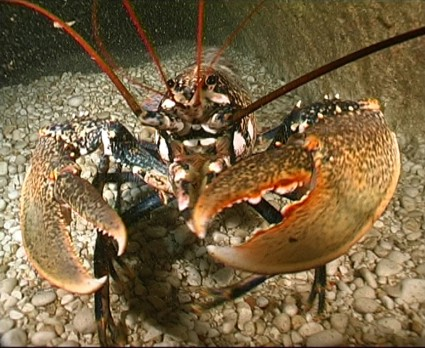
Un bogavante (Homarus gammarus) en la Gruta de Nereo

Los mayores depredadores son el zorro común sardo y el raro gato montés sardo, a los que se suman pequeños carnívoros como los mustélidos. Entre los mamíferos, además de la cabra sarda, raza caprina, despierta especial curiosidad una variante del asno doméstico, el asno blanco, presente sólo en la isla de Asinara (hay unos 90 ejemplares), pero también el característico caballo de Giara (Equus caballus giarae), especie endémica de caballo, de origen incierto o muy probablemente importado por marineros fenicios o griegos en los siglos V-IV a. C.
El interés por la avifauna se divide en tres contextos: aves rapaces, avifauna de humedales y avifauna de arrecifes. Las aves rapaces están representadas por casi todas las especies europeas, entre las que hay algunas subespecies endémicas; dos especies de buitres se han extinguido y unas pocas colonias de buitres leonados sobreviven sólo en los territorios de Bosa y Alghero. La avifauna de las zonas húmedas cuenta con una larga lista de especies, muchas de las cuales están amenazadas por la fuerte disminución de su hábitat. El gran número de estanques y lagunas costeras (unas 12 000 hectáreas, es decir, el 10% del patrimonio italiano) hace que esta región cuente con nada menos que ocho sitios Ramsar (la segunda de Italia, después de Emilia-Romaña). El símbolo de esta fauna es el flamenco rosa, que forma colonias de miles de ejemplares en algunos estanques.

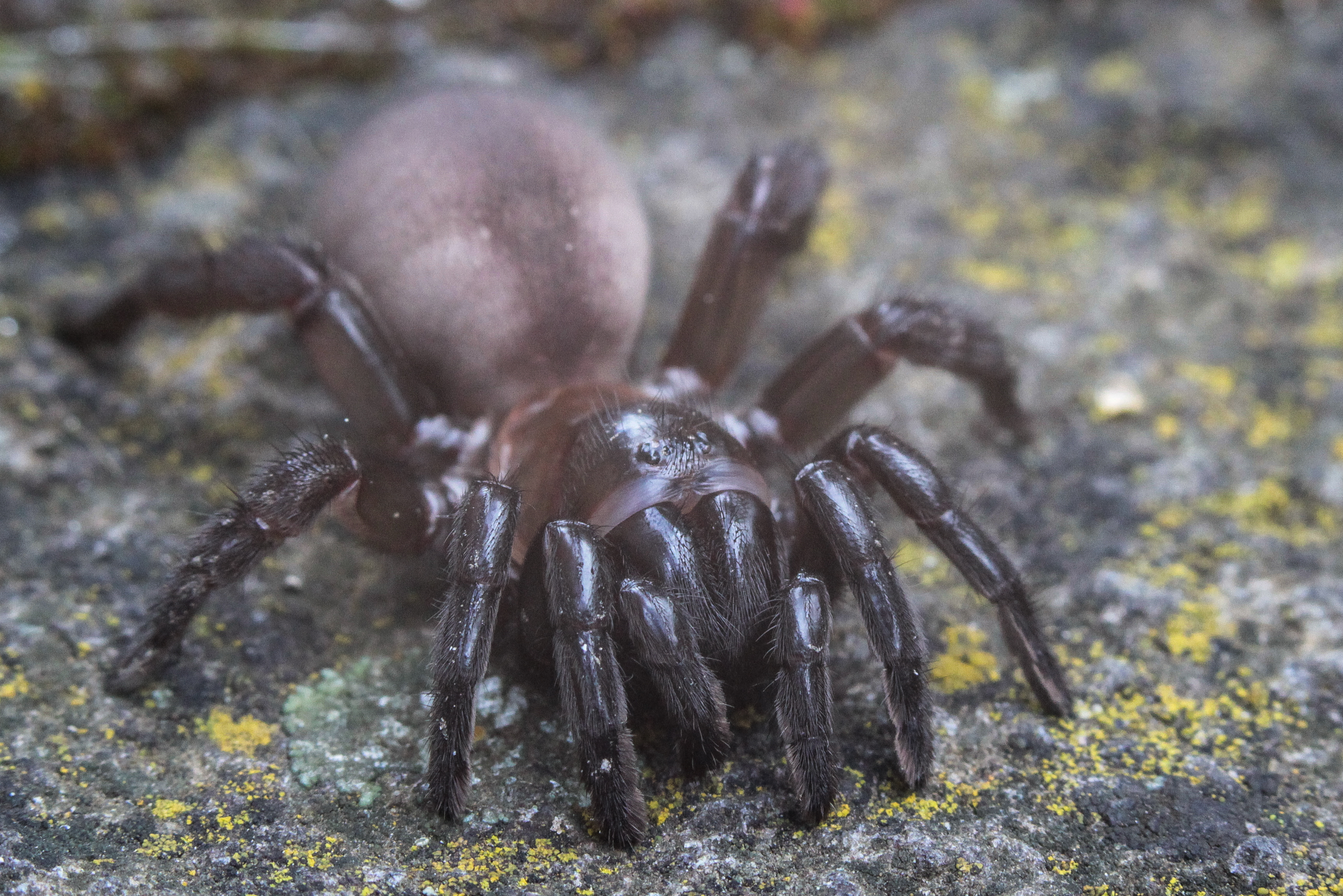
Una Araña (Amblyocarenum nuragicus) en Laerru, Cerdeña

Esta especie, históricamente invernante en los estanques sardos, también nidifica desde hace varios años. De los 1 897 km de costa, el 76% está formado por arrecifes y un gran número de islas y rocas. Este es el reino de las aves marinas, que pueden formar colonias de miles de individuos. Entre las especies más interesantes está la gaviota corsa, extremadamente rara. Por último, hay cuatro subespecies endémicas de aves, que son el pinzón vulgar (Fringilla coelebs sarda), el pico picapinos (Dendrocopos major ssp. harterti), el carbonero común (Parus major ssp. ecki) y el arrendajo (Garrulus glandarius ssp. ichnusae). Entre los vertebrados terrestres menores figuran los reptiles y anfibios, entre los que hay muchos endemismos tirrénicos, sardos o sardos importantes; de ellos, algunos tienen una localización geográfica marcada y exclusiva.

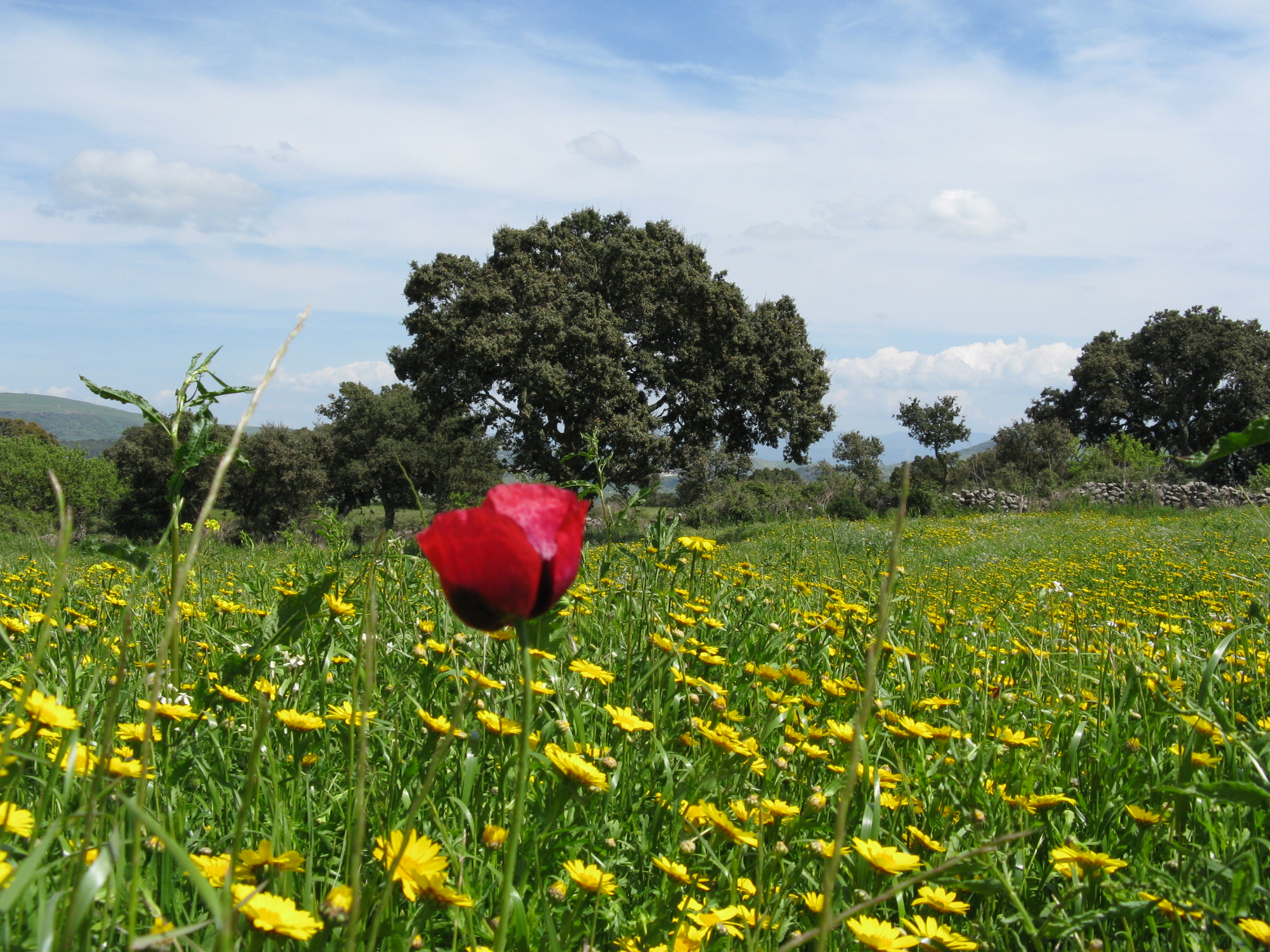
Una amapola silvestre (Papaver rhoeas) en medio de un campo cubierto de Flores en Cerdeña

### Flora
Aunque procede de un sustrato mediterráneo común, la flora de Cerdeña se caracteriza por sus especificidades y endemismos. Las zonas fitoclimáticas presentes se limitan al Lauretum y a la subzona cálida del Castanetum, esta última restringida a las zonas más frías del interior y a las zonas montañosas; la vegetación forestal está por tanto representada en gran parte por maquis mediterráneo y bosque perennifolio, y sólo por encima de los 1000 metros es significativa la frecuencia de especies caducifolias del Castanetum.
La especie arbórea predominante es la encina, acompañada y parcialmente sustituida por el roble pubescente en las estaciones más frías y por el alcornoque en las más cálidas. En las estaciones más frías, también persisten relictos de una antigua flora cenozoica (tejo, acebo, arce trilobita). En las cumbres de los relieves metamórficos paleozoicos, a 1 000-1 900 metros, se desarrollan estepas y garrigas asimilables a la flora alpina que, en otras regiones, ocupa altitudes de 2500-3500 metros. La cubierta forestal es lo que queda de una intensa deforestación que alcanzó su punto álgido en la segunda mitad del siglo XIX.
El paso de vastos territorios de la Cassa ademprivile a la Propiedad del Estado y, posteriormente, a la antigua EFDRS, permitió la conservación y lenta reconstitución del patrimonio forestal restante, a pesar de la amenaza anual de incendios. La grave degradación de vastas zonas expone a la isla a la desertización, pero el patrimonio forestal cuenta con algunas peculiaridades, como el matorral de Sulcis, considerado el mayor de Europa, y el bosque estatal de Montes, uno de los últimos encinares primarios del Mediterráneo. 

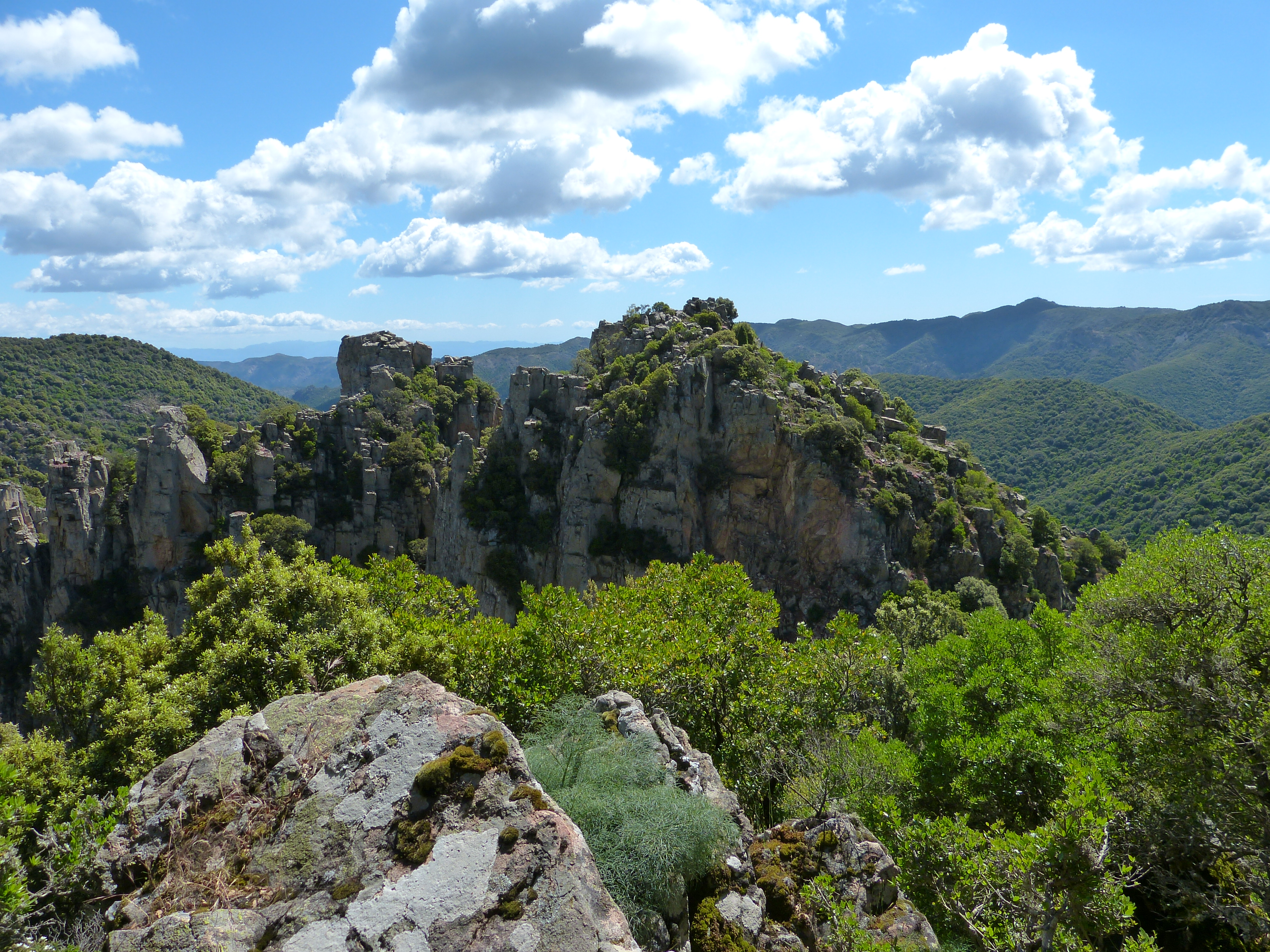
Bosques de Gutturu Mannu

La labor de protección y recuperación del patrimonio remanente sitúa a Cerdeña como la región italiana con mayor superficie forestal, con 1.213.250 hectáreas de bosques (según datos del Inventario Nacional Forestal y del Carbono del Cuerpo Forestal del Estado, publicado en mayo de 2007). También son de gran interés botánico, por sus endemismos y rareza, las asociaciones florísticas menores que pueblan los estanques costeros, los litorales arenosos y los acantilados.

## Demografía
Tiene una población de 1 656 960 habitantes (al 31 de marzo de 2016), llamados sardos. Con una densidad de 68,65 hab./km², ligeramente más de un tercio de la media nacional, Cerdeña es la cuarta región menos poblada de Italia. La distribución de la población ha sido tradicionalmente anómala en relación con otras regiones costeras italianas. De hecho, contrario a la tendencia general, el asentamiento urbano no ha tenido lugar principalmente a lo largo de la costa sino hacia el centro de la isla. Hay razones históricas para ello, como los repetidos ataques sarracenos durante la Edad Media, lo que hacía que el litoral resultara inseguro, las actividades pastoriles, difundidas tierra adentro, y la naturaleza pantanosa de las llanuras costeras, que no se ocuparon hasta el siglo XX. Sin embargo, la situación ha evolucionado en la tendencia opuesta como consecuencia del turismo de playa y mar. Hoy todos los principales centros urbanos de Cerdeña se encuentran cerca de la costa, mientras que el interior de la isla el poblamiento es muy heterogéneo y disperso.

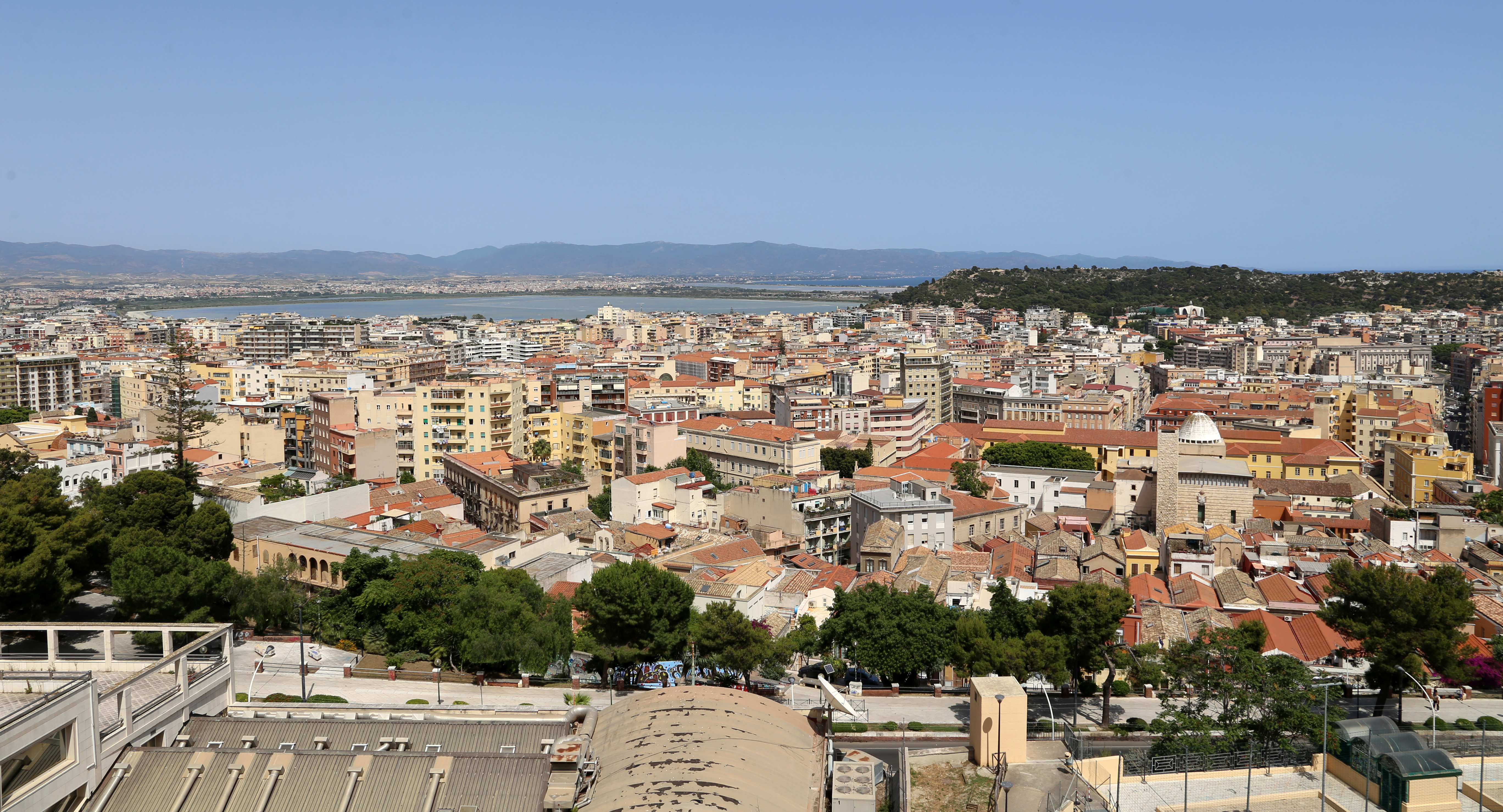
Vista de Cagliari, la ciudad más poblada de la isla.

Es la región italiana con la más baja tasa de fertilidad total (1,087 nacimientos por mujer), y la región con la segunda más baja tasa de natalidad; estos factores, junto con el alto nivel de urbanización de la población, permiten la conservación de la mayor parte del medio natural. Sin embargo, la población ha aumentado en años recientes debido a la inmigración, principalmente del Este de Europa, África, China e Iberoamérica.
La esperanza de vida media es 81 años (85  para las mujeres y 78 para los hombres). Cerdeña comparte con la isla japonesa de Okinawa la mayor tasa de centenarios en el mundo (22 centenarios/100 000 habitantes).
La capital de la región de Cerdeña es la ciudad de Cagliari, situada al sur de la isla, con 154  460 habitantes. Otras poblaciones que superan los 50 000 habitantes son: Sácer (127 706), que está al norte-oeste de la isla; Quartu Sant'Elena (71 216), que forma parte del área metropolitana de Cagliari; Olbia (59 479), que se ubica al noreste de Cerdeña.

### Idiomas

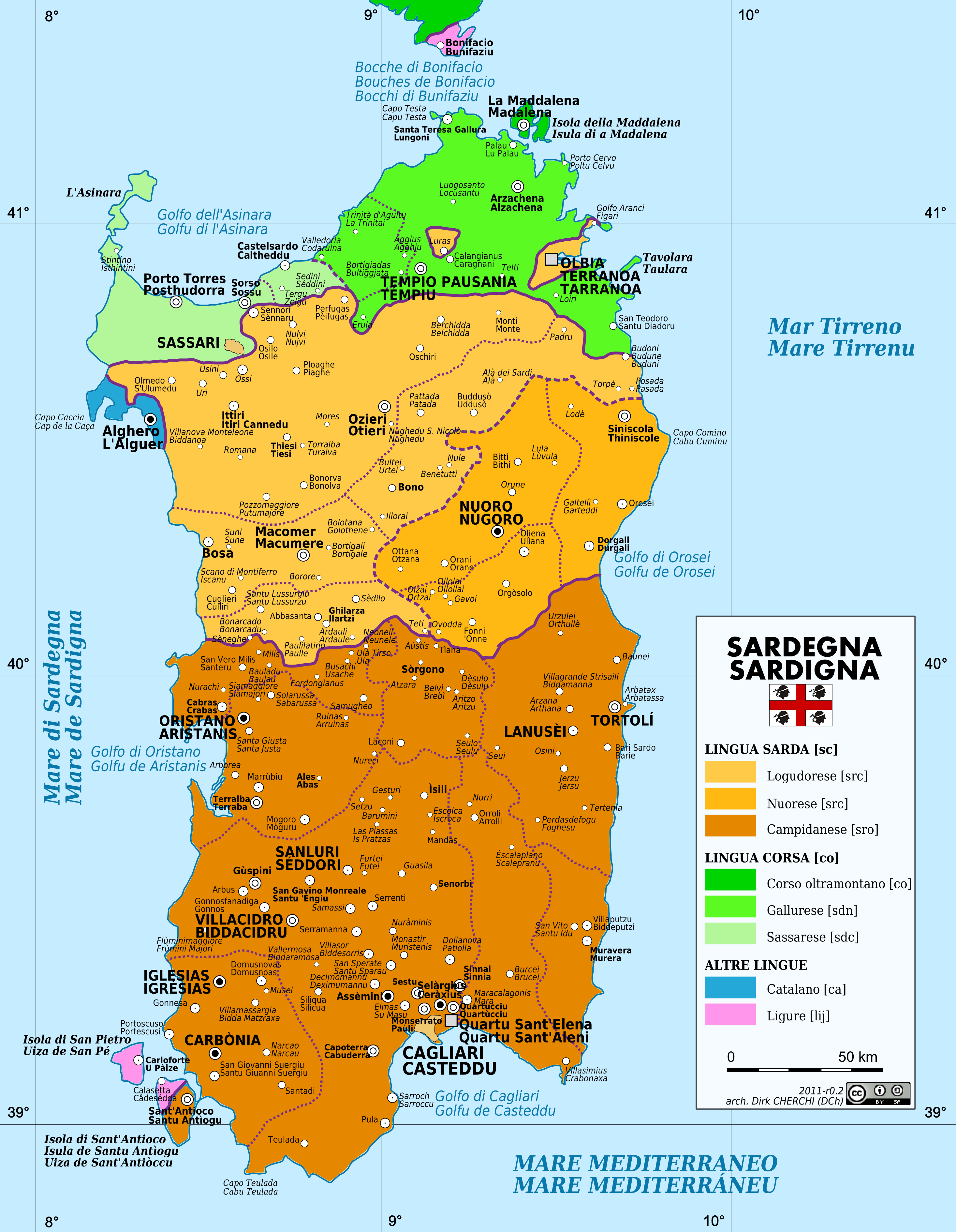
Distribución geográfica de los idiomas y de los dialectos hablados en Cerdeña.

Las lenguas más habladas en Cerdeña son el italiano y el sardo. El sardo (sardu en lengua sarda), clasificado como lengua indoeuropea románica y, en particular, como lengua neolatina insular, está constituida por un conjunto de variantes dialectales y es considerada como la más conservadora de las lenguas derivadas del latín. En las regiones norteñas de Gallura y Sácer (Sàssari) existe una lengua hablada que es una variante meridional del corso, en Alguer se habla un catalán antiguo, conocido como alguerés, debido a una repoblación que se hizo en la ciudad por colonos tarraconenses. En la isla de San Pietro se habla el carlofortino (o tabarquino), una variante del ligur.
En las nuevas generaciones, el italiano está sustituyendo a todos los idiomas indígenas, que, por lo tanto, van perdiendo parte de su uso. La lengua sarda, en sus distintas variantes, tiene entre 1,2 y 1 ,8 millones de hablantes, según distintas fuentes y encuestas, Según encuesta de 2017, un 46,7% de los sardos se declaraba hablante bilingüe sardo-italiano, un 26,5% hablante nativo de sardo y un 24,7% hablante italiano, la mayoría informan que usan el sardo todos los días en contextos informales más que formales. En contextos informales, como con la familia, amigos, parientes y en actividades recreativas, el sardo es utilizado todos los días por la gran mayoría. El uso escrito es mucho menos común, y su baja frecuencia  probablemente se deba a la falta de un estándar escrito hasta tiempos muy recientes a pesar de ello la reciente introducción de la Limba Sarda Comune como estándar escrito ha aumentado su uso escrito y en las escuelas e instituciones. Un caso aislado es de Alguer, donde el  88,2% conoce una variedad local del catalán, y el 36,4% lo habla fluidamente  según encuesta de usos lingüísticos de 2015.

### Emigración
Los primeros flujos migratorios considerables se registraron a finales del siglo XIX, tras la interrupción del tratado comercial con Francia en 1888. El punto álgido se alcanzó en 1896-1897, cuando más de 5.200 personas partieron principalmente hacia distintos países de América.
En el periodo de 1876 a 1903, los emigrantes sardos se dirigieron hacia la cuenca mediterránea y Europa (un total del 61,9%), mientras que el resto de los flujos de emigración se destinaron casi en su totalidad a América (más del 92% de los cuales se dirigieron a Brasil). Desde principios del siglo XX el flujo se hizo constante, de 1901 a 1905 el principal destino fue África (por el Imperio colonial Italiano). De 1906 a 1914 la media anual creció considerablemente y los destinos también cambiaron, de hecho América se convirtió en el destino más popular seguido de Europa, mientras que África era el menos popular.
Tras el intervalo de la Primera Guerra Mundial el flujo se reanudó y en el intervalo entre 1919 y 1925 Europa absorbió la mayor parte de los emigrantes. En total, en el intervalo de 1876 a 1925, hubo 44.619 emigrantes a Europa, 44.169 a América y 34.190 a África. De 1987 a 1999, según las estadísticas, emigraron 15 647 isleños (82% a Europa, 16 % a América), mientras que regresaron 12 869, una diferencia de 2598. La situación a principios del siglo XXI ve a la población sarda emigrar al extranjero asentada en un 81% de los casos en algunos de los principales países europeos (Francia, Bélgica, Países Bajos, Alemania y Suiza), otros destinos son naciones como Inglaterra, España, Argentina y Venezuela. Entre ellos, un número conspicuo son jóvenes licenciados universitarios. Una característica particular del movimiento migratorio sardo fue la emigración femenina, que en algunos períodos, como en los años sesenta, fue comparable en número a la masculina.

## Política y Gobierno

### Estatus especial
El estatuto especial sardo, aprobado por ley constitucional en 1948, está previsto en el ordenamiento constitucional italiano, donde el apartado 1 del artículo 116 sanciona formas y condiciones especiales de autonomía para cinco regiones, entre ellas Cerdeña.

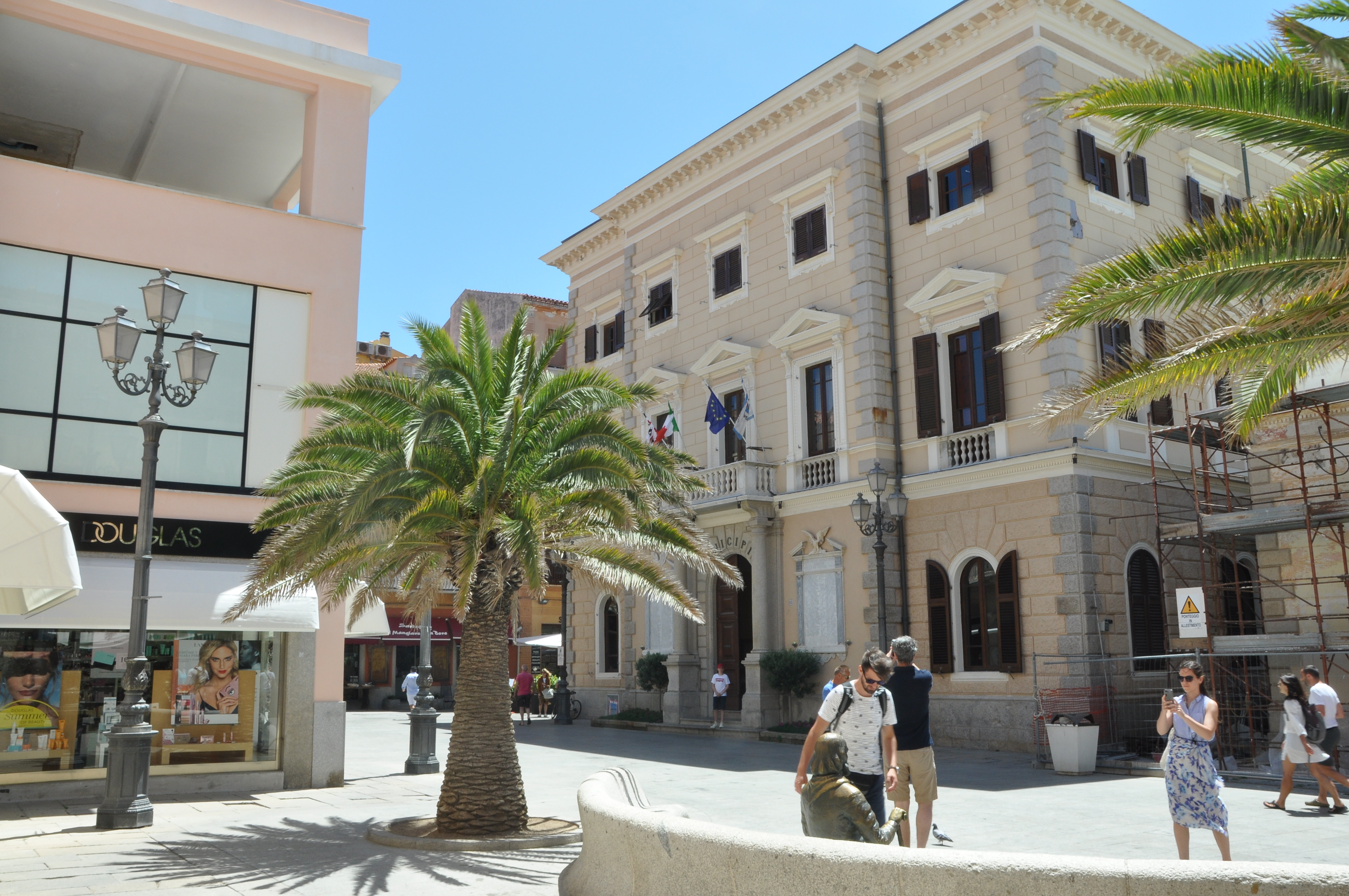
Ayuntamiento de La Maddalena

Para los estudiosos de Cerdeña, las condiciones especiales de autonomía son el reconocimiento de una situación histórica, geográfica, social, étnica y lingüística fuertemente caracterizada. En el marco de la situación estatal, según el entonces Presidente de la República Italiana Giorgio Napolitano, el estatuto especial representaría un unicum en Italia en respuesta a los compromisos, nunca plenamente respetados, contraídos anteriormente con los sardos por el Gobierno central.
El camino hacia las condiciones de una relativa autonomía estatutaria, tras su renuncia ofrecida por la clase dirigente de la isla a través de la Fusión Perfecta con los estados sardos peninsulares en 1847, fue largo y problemático y pasó por un difícil proceso de integración en el contexto de una forma unitaria de estado que exigía también un gran sacrificio de sangre durante la Gran Guerra. Según algunos historiadores, frente al sacrificio de la infantería sasarina en los frentes del Carso, Italia habría contraído una deuda con la isla.

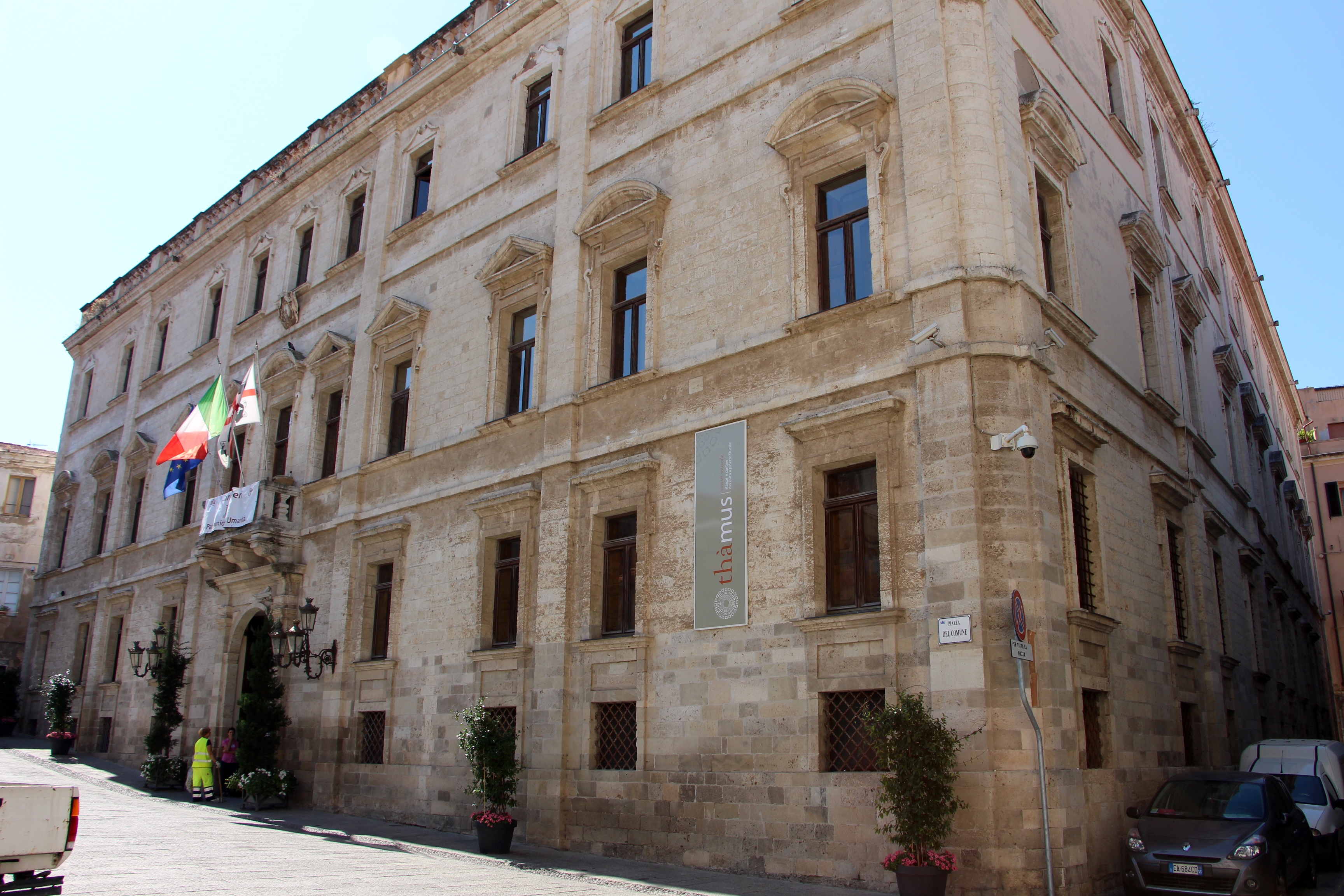
Palacio Ducal en Sassari (palazzo ducale)

El primer ministro Vittorio Emanuele Orlando, de visita en el frente en uno de los momentos más críticos, prometió recompensas al final del conflicto; a su regreso a Roma dijo en el Parlamento: "cuando vi a los soldados de infantería de la Brigada de Sassari tuve el impulso de arrodillarme. La nación ha contraído una deuda de gratitud por los sacrificios y el valor de los sardos en la guerra, y esta deuda la pagará". A su regreso del frente, los excombatientes se organizaron políticamente y dieron vida al Partido de Acción Sarda, cuya principal reivindicación era la autonomía, reconocida con el Estatuto Especial -tras el paréntesis fascista- por la Italia republicana el 22 de diciembre de 1947, cien años después de la fusión perfecta de 1847.
A diferencia del Alto Adigio, cuyo estatuto se basaba en responder a las necesidades de las minorías lingüísticas (en ese caso mayoría de lengua alemana en esa región), en el estatuto sardo no se hace referencia a la identidad geográfica y cultural de la isla: al contrario, la "particularidad" se remontaba a las medidas para contrastar el "atraso" económico-social de la región y las instancias independentistas presentes hasta entonces.
El Estatuto, así redactado, fue finalmente aprobado el 26 de febrero de 1948.

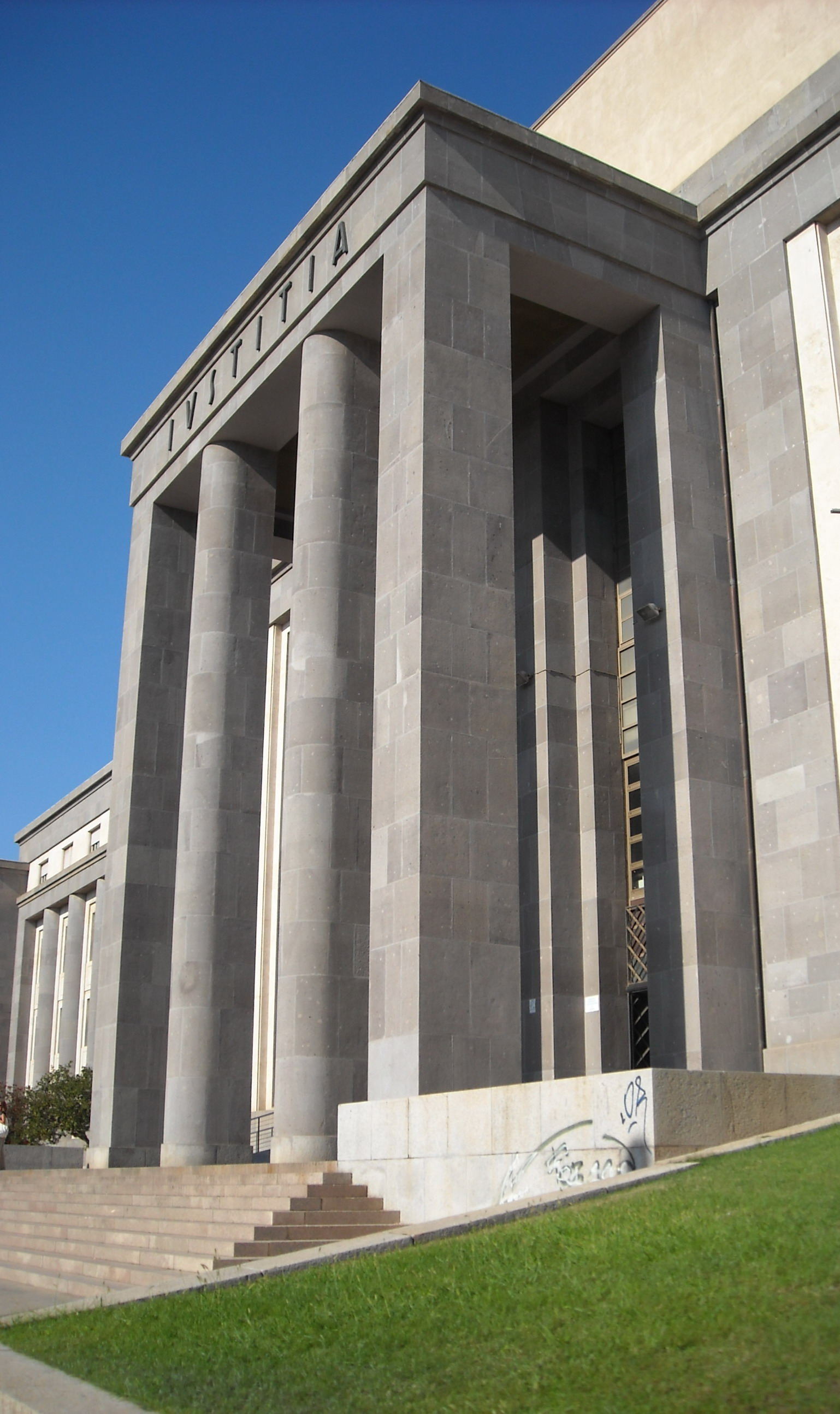
Palacio de Justicia de Cagliari (Palazzo di Giustizia)

### Independentismo
El independentismo sardo, también conocido como sardismo, (en sardo: sardismu) es una corriente social, cultural y política que aboga por la autodeterminación de Cerdeña respecto a la República Italiana, así como por el respeto de su patrimonio cultural y medioambiental. Pretende así conseguir, por métodos no violentos y democráticos, el que consideran un derecho, en forma de más espacios de autonomía idealmente proyectados hacia la independencia.
La isla se ha caracterizado históricamente por oleadas periódicas de tensión contra el gobierno en Roma y el poder central. La narrativa sarda actúa como contrapeso al fascismo y al nacionalismo italianos surgidos en la península durante el siglo XX. Una de las piedras angulares de este movimiento, que surgió y se sitúa tradicionalmente en el ala política del antiimperialismo, es identitaria y hoy más pluralista con vetas liberales, ya que reside, según sus adeptos, en la conciencia de pertenencia a una realidad humana y territorial caracterizada por intereses económicos específicos frente a los de la península, así como por peculiaridades históricas y culturales; esta corriente política también se basa en el principio de que los sardos nunca obtendrán el pleno autogobierno de su tierra si siguen formando parte del actual sistema central de gobierno italiano, y se muestra crítica con las líneas políticas aplicadas hasta la fecha con respecto a la isla.
Son atribuibles al área sarda diversas campañas de denuncia, algunas de las cuales, como la falta de autogobierno fiscal, la continuidad territorial la falta de representación en Europa debido a una circunscripción electoral problemática, la cuestión nuclear (de la que da fe el referéndum consultivo de 2011, propuesto por un grupo independentista) y la del servicio militar, también han entrado en la agenda política regional.

### Defensa
Alrededor del 60% de todas las instalaciones militares de Italia se encuentran en Cerdeña, cuya superficie es inferior a una décima parte de todo el territorio italiano y cuya población apenas supera el 2,5%. La isla alberga fuerzas conjuntas de la OTAN y fuerzas militares de Israel, que utilizan el territorio de la isla para simular juegos de guerra; el Campo de Pruebas y Entrenamiento Interservicios de Salto di Quirra (PISQ) es uno de los centros de entrenamiento militar experimental más importantes de Europa. Las bases, utilizadas para plantas de fabricación y campos de pruebas militares, ocupan en total más de 350 kilómetros cuadrados del territorio de la isla, (en un área  similar a la que ocupan Malta o las Islas Maldivas) lo que convierte a Cerdeña en la región más militarizada de Italia y la isla más militarizada de todo el continente.

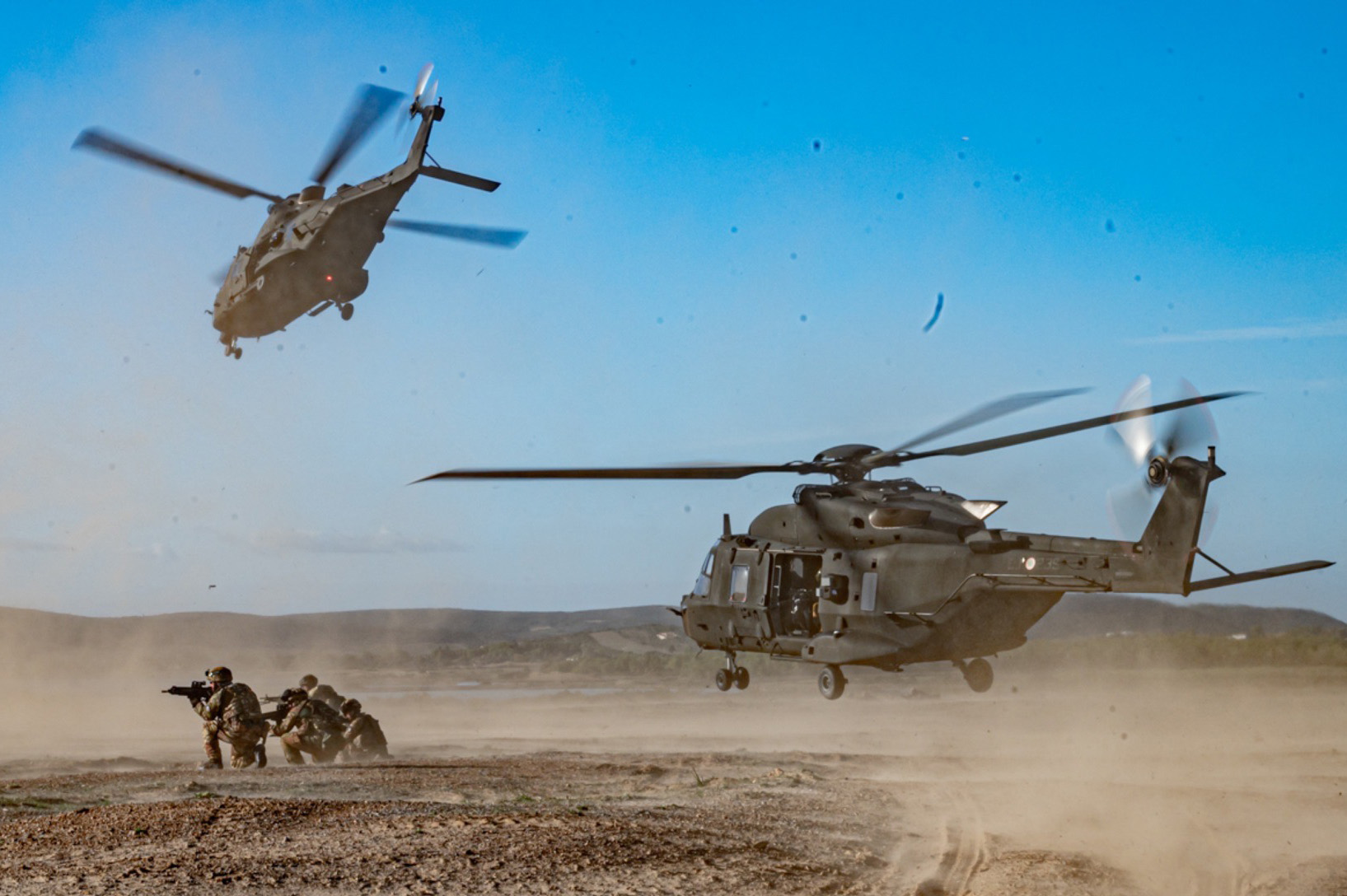
Brigada Aeromóvil "Friuli" del Ejército Italiano con Helicópteros NH90 desplegando tropas del 66.º Regimiento de Infantería Aeromóvil "Trieste" en Cabo Teulada

Además de las instalaciones terrestres, en las que se utiliza el 80% de los explosivos militares de Italia, también hay otras estructuras militares situadas en el mar y a lo largo de la costa, aproximadamente equivalentes a 20000 kilómetros cuadrados (poco menos que la superficie terrestre de la isla), que se hacen inaccesibles a la población civil cuando se realizan ejercicios militares.
Entre las bases militares más destacadas de la isla se encuentran los Polígonos Interagencias de Quirra, Capo Teulada y Capo Frasca, utilizados por las fuerzas italianas y de la OTAN para realizar pruebas de lanzamiento de misiles balísticos y armas, y por la Agencia Espacial Italiana y Europea para probar vehículos espaciales y para lanzamientos orbitales. Hasta 2008, la marina estadounidense también tenía una base de submarinos nucleares en el archipiélago de la Maddalena.
El polvo de uranio empobrecido y torio procedente de las pruebas de misiles se ha relacionado con un aumento de los casos de cáncer, según activistas y políticos locales. A finales de la década de 1980, se produjo un alto nivel de malformaciones congénitas cerca del emplazamiento de pruebas de armas de Salto di Quirra tras la destrucción de municiones antiguas.

## Divisiones administrativas

Las Provincias de Cerdeña tras la reforma administrativa del 2016.

Después de la Segunda Guerra Mundial, la Constitución italiana le reconoce cierta autonomía. Tradicionalmente, Cerdeña estaba dividida en subregiones que derivan directamente, en sus denominaciones y extensiones, de los distritos administrativos, judiciales y electorales, llamados en sardo curadorias.
Hasta 2005, Cerdeña había estado dividida en cuatro provincias: Cáller, Sácer, Nuoro y Oristán. En 2001 el Consejo Regional decidió crear cuatro nuevas provincias que entraron en actividad con las elecciones provinciales para Presidentes y Consejos celebradas en el año 2005: Olbia-Tempio, Ogliastra, Carbonia-Iglesias y Medio Campidano.
Como resultado del referéndum regional de 2012, la Ley Regional 2/2016 abrogó estas últimas provincias y se crearon: la ciudad metropolitana de Cagliari, en sustitución de la provincia homónima, formada por la capital Cagliari y otros 16 municipios; la provincia de Cerdeña del Sur, constituida por las antiguas provincias de Medio Campidano y de Carbonia-Iglesias, más los municipios residuales de la antigua provincia de Cagliari.
| Provincia                        | Superficie (km²). | Habitantes | Densidad (hab./km²). |
| -------------------------------- | ----------------- | ---------- | -------------------- |
| Ciudad metropolitana de Cagliari | 1 248             | 431 302    | 345,59               |
| Provincia de Cerdeña del Sur     | 6 339,46          | 358 229    | 56,51                |
| Provincia de Nuoro               | 5 786             | 213 206    | 36,85                |
| Provincia de Oristán             | 3 034,25          | 161 600    | 53,26                |
| Provincia de Sácer               | 7 692             | 494 471    | 76,92                |

## Economía

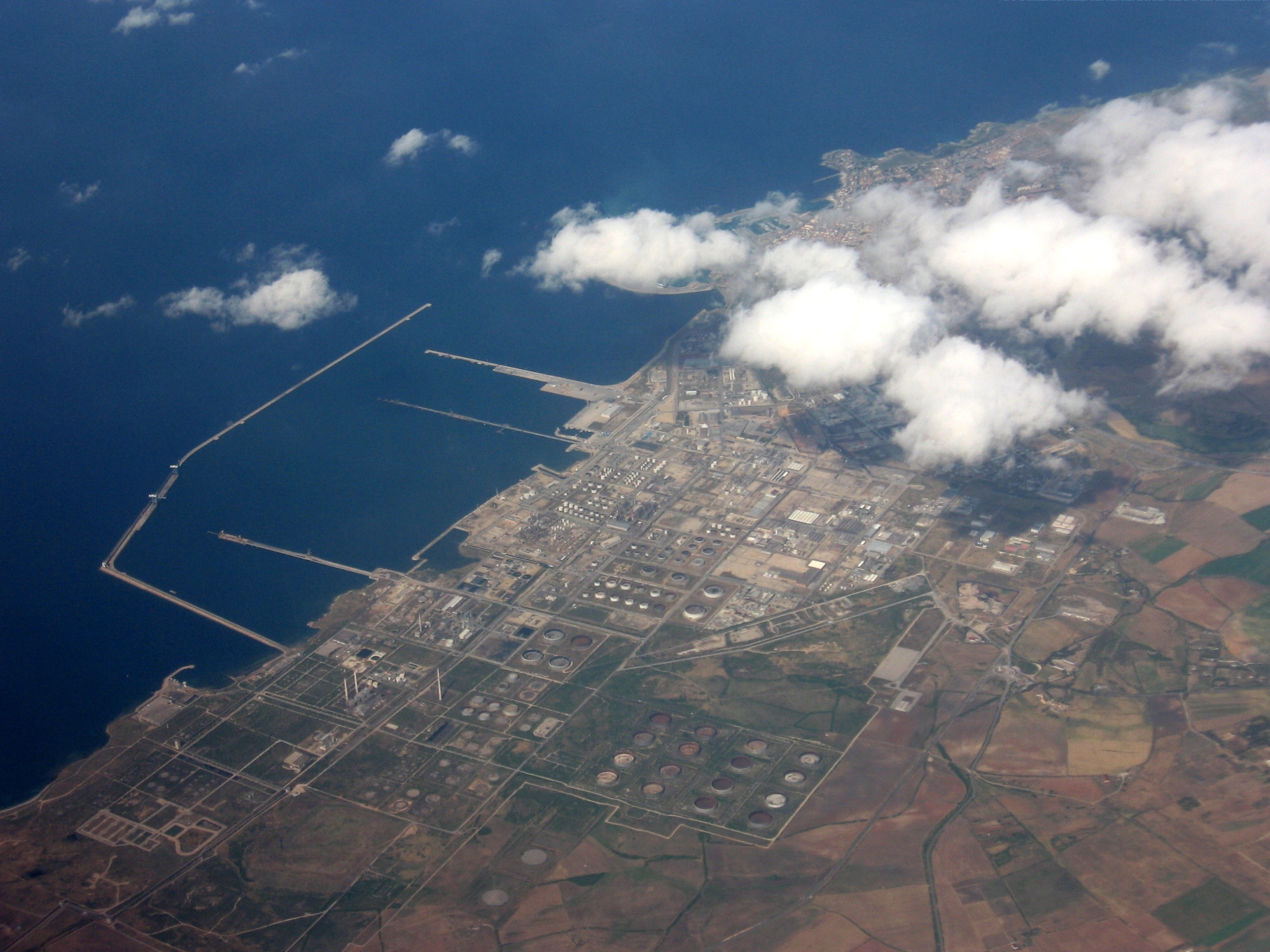
industrias químicas (Porto Torres).

Tomado en total, las condiciones económicas de Cerdeña son tales que la isla está en mejor posición que las regiones medias del sur. El mayor desarrollo económico ha ocurrido en el interior, en las provincias de Cagliari y Sácer, que se caracterizan por tener cierta cantidad de empresas. Según Eurostat, el PIB 2007 era 33 823,2 millones de euros, un PIB de 20 444,1 euros per cápita.
El sector primario es todavía de importancia excepcional, sobre todo la cabra y la cría de oveja (con buena producción de queso). La agricultura ha sido modernizada sobre el llano Campidano (verduras, cítrico, arroz), y los vinos sardos son famosos. Hay poca pesca (y ninguna verdadera tradición marítima), y la una vez próspera industria minera está todavía activa aunque restringida al carbón (Carbonia, Bacu Abis), el antimonio (Villasalto), el oro (Furtei), el plomo (la ventaja) y zinc (Iglesiente, Nurra). La extracción de granito representa la mayor parte de la floreciente industria en el norte de la isla.
El distrito de granito de Gallura está compuesto por 260 empresas que trabajan en 60 canteras, donde se extrae el 75% del granito italiano. El distrito de corcho, en la parte norte de la región Gallura, alrededor de Calangianus y Tempio Pausania, está compuesto por 130 empresas y son el conductor de desarrollo económico sardo. Cada año en Cerdeña 200 000 quintales de corcho son tallados, y el 40 % de los productos finales es exportado. La pesca a lo largo de las costas es también una actividad importante de la isla. Los atunes Portoscuso son exportados por todo el mundo, pero principalmente a Japón.
Las industrias principales son químicas (Porto Torres, Cagliari, Villacidro, Ottana), productos petroquímicos (Porto Torres, Sarroch), el trabajo en metales (S. Antioco, S. Gavino Monreale, Monteponi, Villasalto), cemento (Cagliari), farmacéutico (Sácer), construcción de barcos (Arbatax, Olbia, Porto Torres), construcción de plataformas petroleras (Arbatax), y alimento (refinerías de azúcar en Villasor y Oristán, lechería en Arbórea, Macomer y Thiesi, fábrica de producción de conservas del pescado en Olbia). Las artesanías incluyen mantas (Barbagia), encajes (Bosa), cestería, y el coral.

La economía sarda hoy está centrada en el sector terciario (el 67,8% de empleo), con el comercio, servicios, tecnología de la información, y sobre todo el turismo, que representa la industria principal de la isla con 2721 empresas activas y 189 239 alojamientos (habitaciones). En 2008 había 2 363 496 llegadas (por encima del 1,4% durante 2007). En el mismo año, los aeropuertos de la isla se registraron 11 896 674 pasajeros (por encima del 1,24% durante 2007).

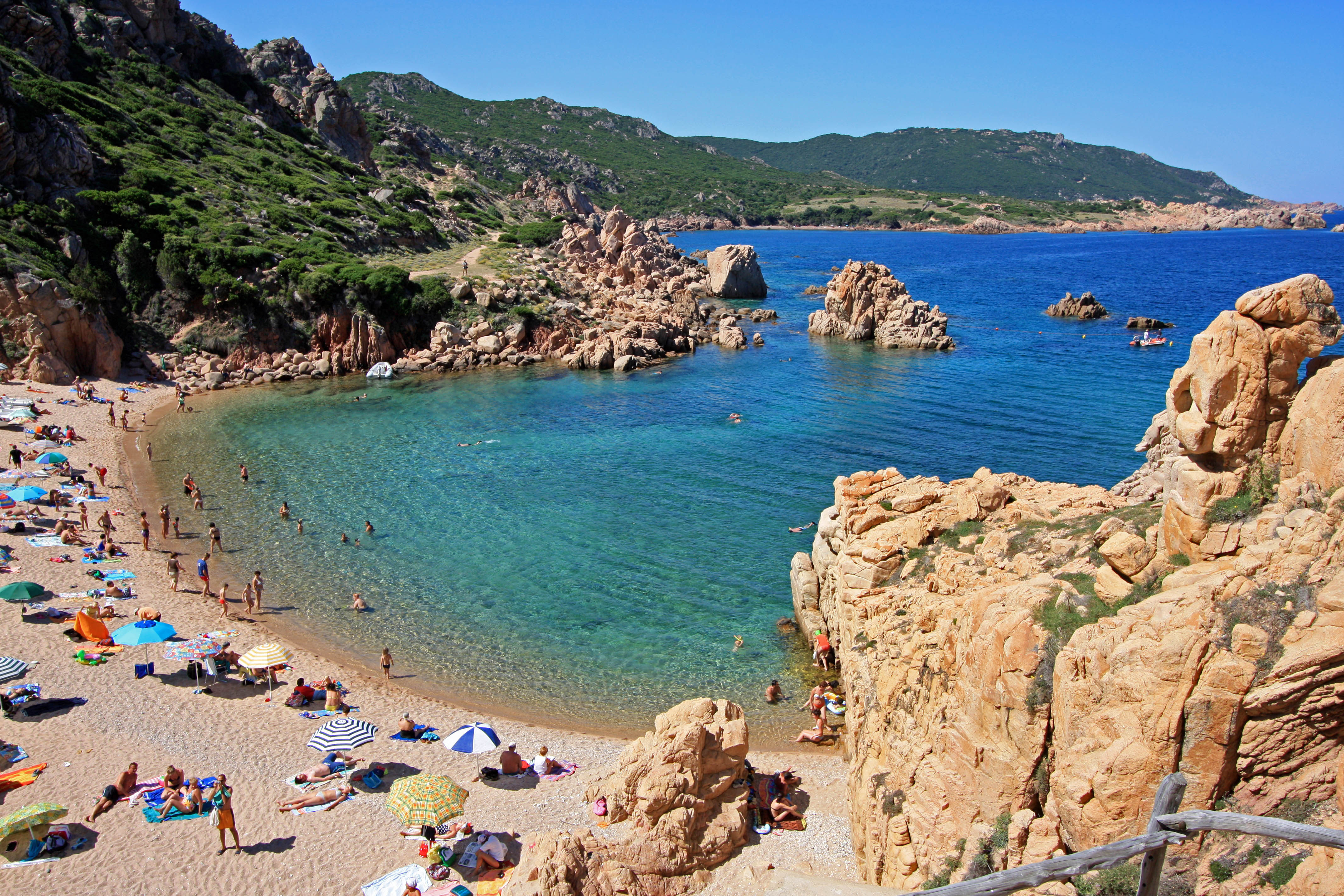
Trinità d'Agultu e Vignola.

La isla tiene numerosas y extraordinarias zonas turísticas, como la Costa Smeralda y Gennargentu. La isla es particularmente famosa por sus playas, pero también es rica en otros lugares interesantes.
Los restos arqueológicos nurágicos constituyen un aliciente turístico adicional y perfectamente válidos por ellos mismos.

### Turismo
El turismo en Cerdeña es uno de los sectores de mayor crecimiento de la economía regional. En los últimos años ha crecido considerablemente, tras una recesión en los años comprendidos entre 2010 y 2012, y atrae a numerosos turistas tanto de Italia (especialmente de Lombardía, Piamonte y Lacio) como de Europa (sobre todo de Alemania y Francia); según las estadísticas en 2016 las llegadas fueron de 2,9 millones.

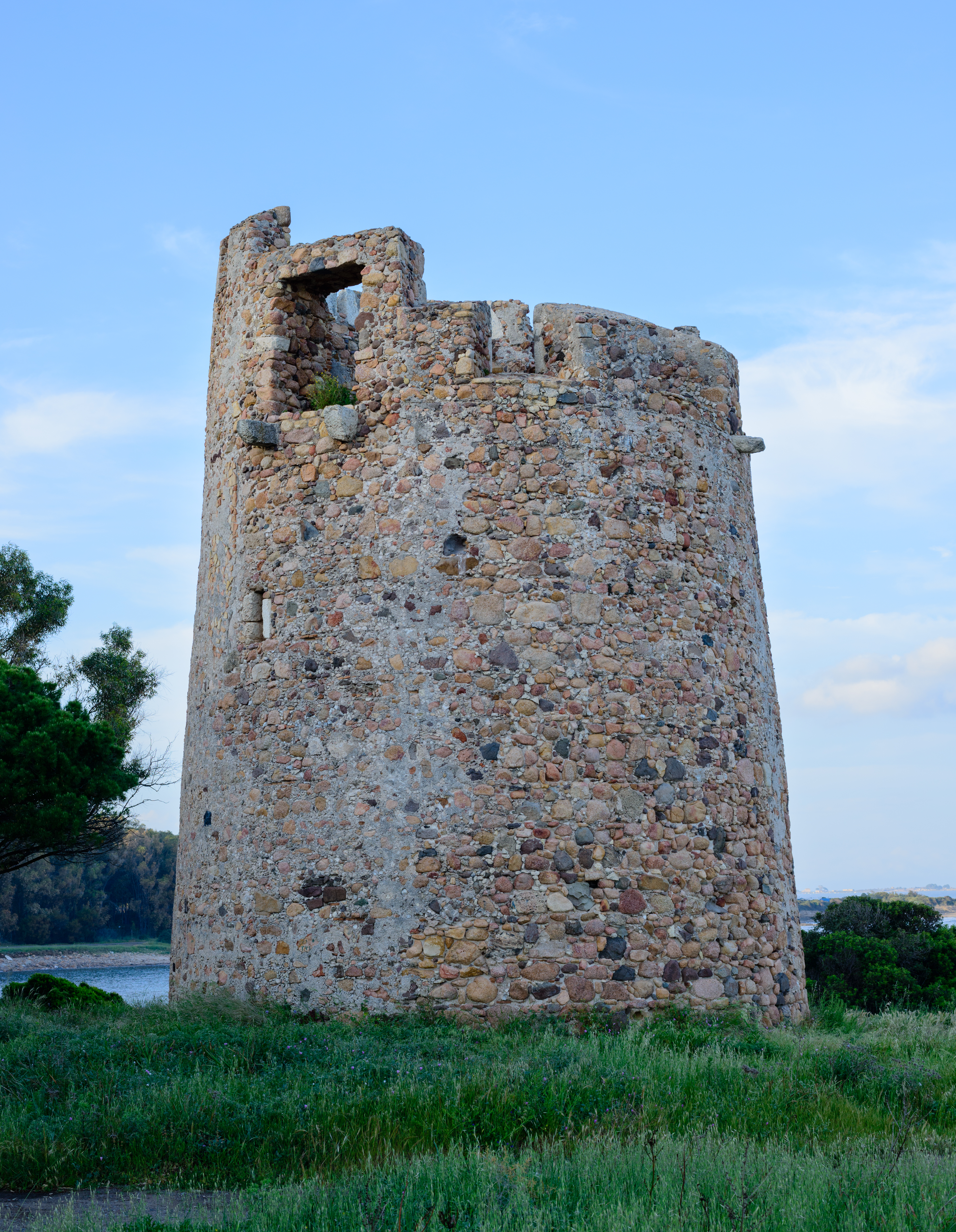
La Torre di Cala d'Ostia construida sobre una antigua estructura española

El turismo moderno en Cerdeña comenzó en 1948, cuando se iniciaron las primeras inversiones y planes de desarrollo coincidiendo con la adquisición del estatus de región autónoma y la derrota definitiva de la malaria en la costa. Las primeras promociones y realizaciones de infraestructuras se llevaron a cabo a través de la Oficina de la Industria Turística de Cerdeña (ESIT), que promovió y financió la construcción de varios hoteles, entre ellos el Hotel Miramar de Alghero (1953). El primer boom turístico se desarrolló a finales de los años 50 y 60, sobre todo en Alguer y su Riviera del Corallo.
Pero el despegue de la industria turística se produjo a partir de principios de los 60, cuando el príncipe ismaelita Āgā Khān fundó la Costa Esmeralda, con su lugar de elección Porto Cervo, en el municipio de Arzachena, que se convirtió en el símbolo del turismo de la isla. Varios arquitectos de renombre, como Luigi Vietti, Michele Busiri Vici y Jacques Couelle, contribuyeron a la construcción de los distintos asentamientos. A Porto Cervo pronto le siguieron Porto Rotondo, Romazzino, Cala di Volpe y Porto Raphael. A medida que la Costa Esmeralda se afianzaba entre la jet set internacional, comenzó la carrera por construir asentamientos turísticos en muchos de los municipios costeros de la isla.
A esto siguieron una miríada de otros asentamientos, con una oferta turística similar, como Baja Sardinia, Liscia di Vacca, por citar algunos en las cercanías, pero también en el resto de Cerdeña el sector se desarrolló exponencialmente, hasta convertirse en uno de los principales sectores de actividad económica de la isla. Sin embargo, a partir de los años setenta, tras el aumento sustancial del valor de las zonas, se ha producido una explotación excesiva del litoral con una miríada de nuevas construcciones (cementificación), principalmente segundas residencias, muy a menudo de mala calidad, hasta el punto de poner en grave peligro el equilibrio del sistema natural.

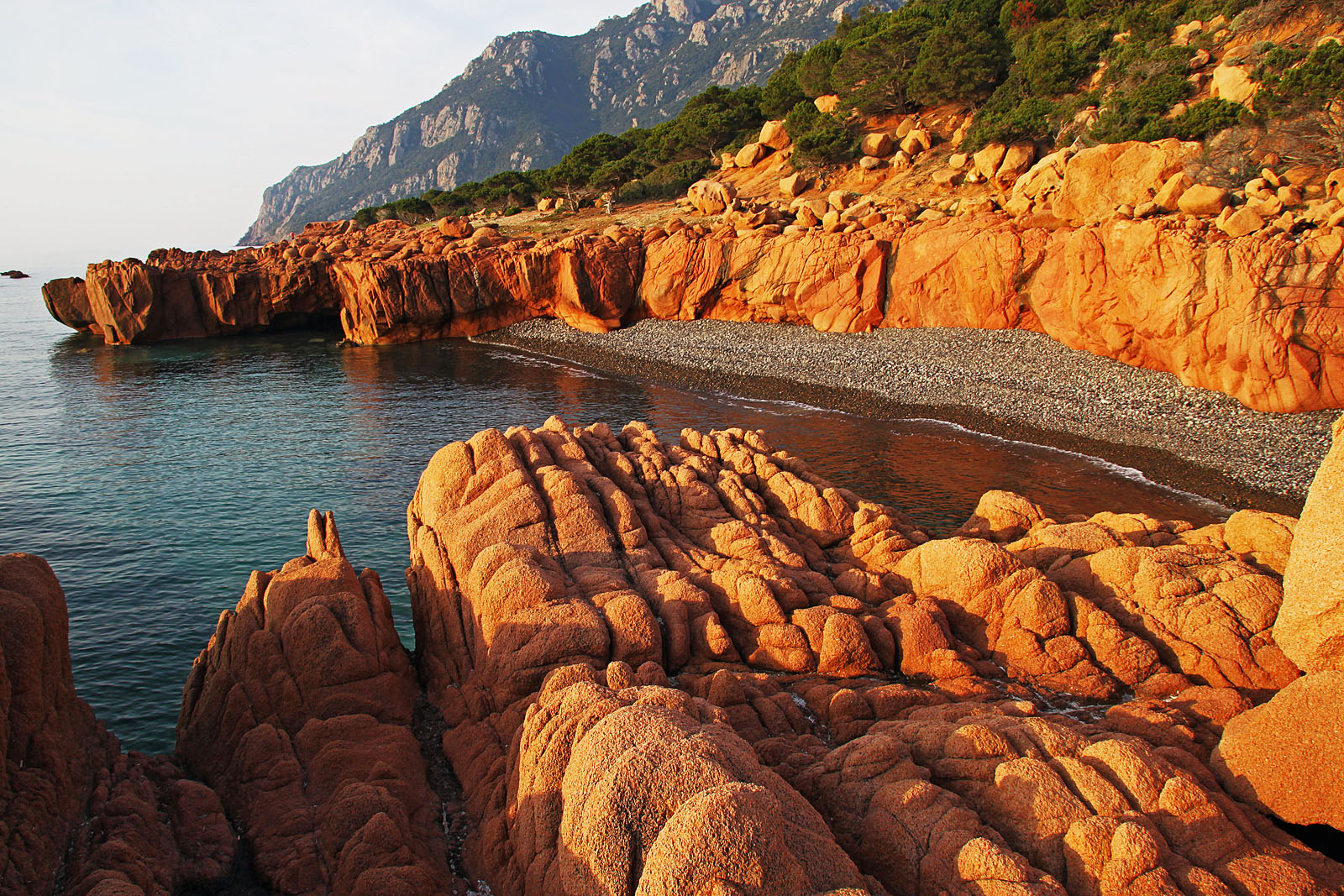
Playa Coccorocci, Cerdeña

Por ello, varios gobiernos regionales han intentado elaborar un plan paisajístico desde principios de los años noventa. Este plan sigue siendo objeto de controversia y de continuos intentos de cambios sustanciales. En los últimos años, la oferta turística ha cambiado y ha avanzado hacia la diversificación y desestacionalización: no sólo mar y playa, sino también nuevas propuestas como arqueología, arte y cultura, turismo de congresos, turismo ecuestre, senderismo, observación de aves, golf, vela, turismo subacuático y escalada libre, con el consiguiente aumento de las vacaciones en granjas y bed and breakfasts. En los últimos años, los numerosos vuelos de bajo coste que conectan la isla con varias ciudades europeas han supuesto un importante apoyo para el sector. En septiembre se celebra el Festival de Turismo Responsable de Ítaca en  la Provincia de Ogliastra.

## Transporte
Para contrarrestar eficazmente los efectos de la insularidad, se ha desarrollado con el tiempo una buena red de instalaciones y servicios portuarios y aeroportuarios. Bien distribuidas por todo el territorio, estas instalaciones conectan la isla con el continente italiano y europeo mediante líneas aéreas y barcos que parten de los puertos más importantes. Durante la temporada turística, el tráfico en todas las carreteras y en las estaciones marítimas aumenta considerablemente y los desplazamientos a las localidades del interior llevan su tiempo. Las carreteras suelen ser sinuosas y pintorescas (aparte de las rutas principales), con curvas y subidas y bajadas según la orografía del terreno: ir despacio es imprescindible.

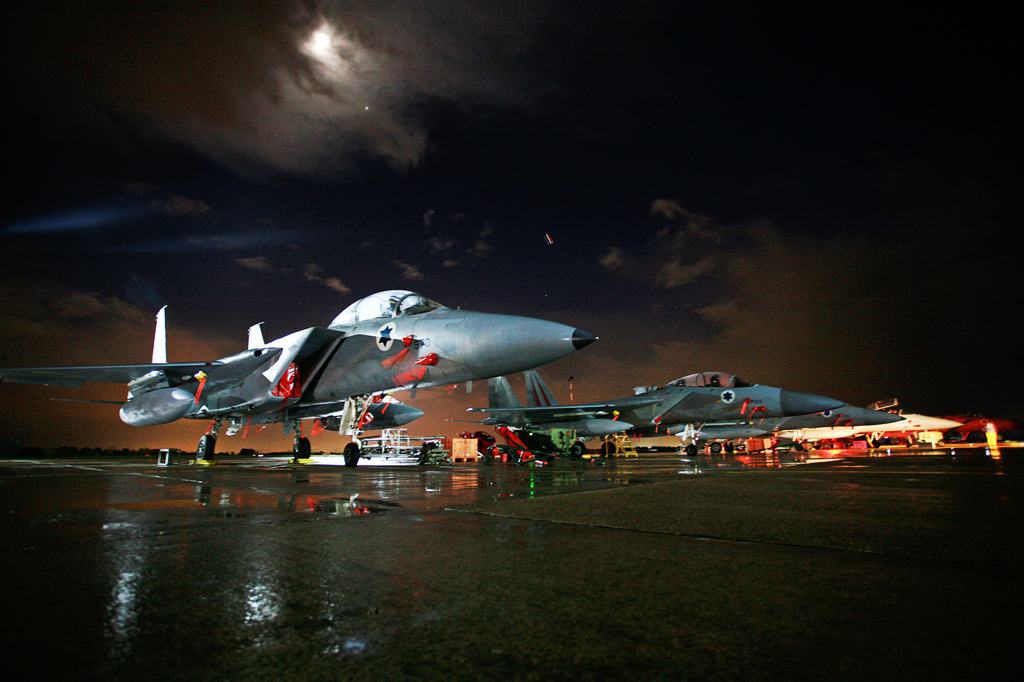
Base aérea de Decimomannu en Cerdeña

El servicio regional de transporte público ARST (Azienda regionale sarda trasporti) conecta todos los municipios en autobús con al menos un viaje diario y está presente en aeropuertos y puertos coincidiendo con la llegada de aviones y transbordadores. En cambio, las localidades más aisladas están atendidas por empresas privadas. En las ciudades de Alghero, Cagliari (con toda el área metropolitana), Carbonia, Iglesias, Macomer, Nuoro, Olbia, Oristano, Ozieri, Porto Torres, Quartu Sant'Elena, Sassari, Selargius y Tortolì existen sistemas de transporte público urbano.

### Aeropuertos
Cerdeña cuenta con tres aeropuertos internacionales (Aeropuerto de Alghero-Fertilia/Riviera del Corallo, Aeropuerto de Olbia-Costa Esmeralda y Aeropuerto de Cagliari-Elmas) conectados con las principales ciudades italianas y numerosos destinos europeos, principalmente en el Reino Unido, Francia, España y Alemania, y dos aeropuertos regionales (Aeropuerto de Oristano-Fenosu y Aeropuerto de Tortolì-Arbatax). Las conexiones aéreas internas entre los aeropuertos sardos se limitan a un vuelo diario Cagliari-Olbia. Los ciudadanos sardos se benefician de rebajas especiales en los billetes de avión, y varias compañías aéreas de bajo coste operan en la isla.

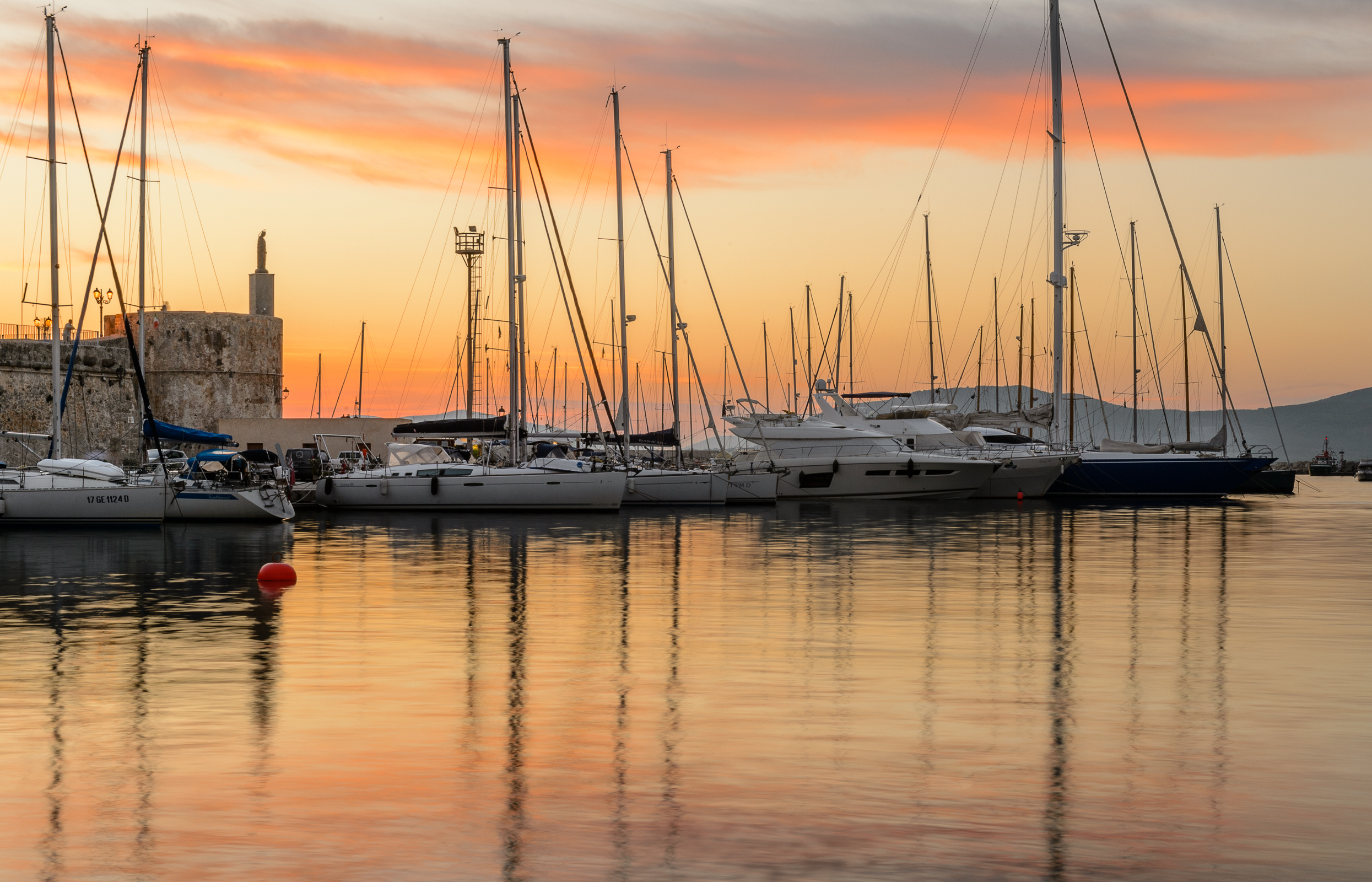
Puerto de Alguer, Cerdeña

Air Italy (antes conocida como Meridiana) era una aerolínea con sede en el aeropuerto de Olbia; fue fundada como Alisarda en 1963 por el Aga Khan IV. El desarrollo de Alisarda siguió al de Costa Esmeralda, en el noreste de la isla, un conocido lugar de vacaciones entre multimillonarios y actores de cine de todo el mundo.

### Puertos
Las compañías de transbordadores que operan en la isla son Tirrenia di Navigazione, Moby Lines, Corsica Ferries - Sardinia Ferries, Grandi Navi Veloci, Grimaldi Lines, Corsica Linea; conectan los puertos sardos de Porto Torres, Olbia, Golfo Aranci, Arbatax, Santa Teresa Gallura y Cagliari con Civitavecchia, Génova, Livorno, Nápoles, Palermo, Trapani, Piombino en Italia, Marsella, Tolón, Bonifacio, Propriano y Ajaccio en Francia y Barcelona en España.
Caronte & Tourist y Delcomar unen la isla principal con las islas de La Maddalena y San Pietro.
A lo largo de las costas sardas hay unos 40 puertos turísticos.

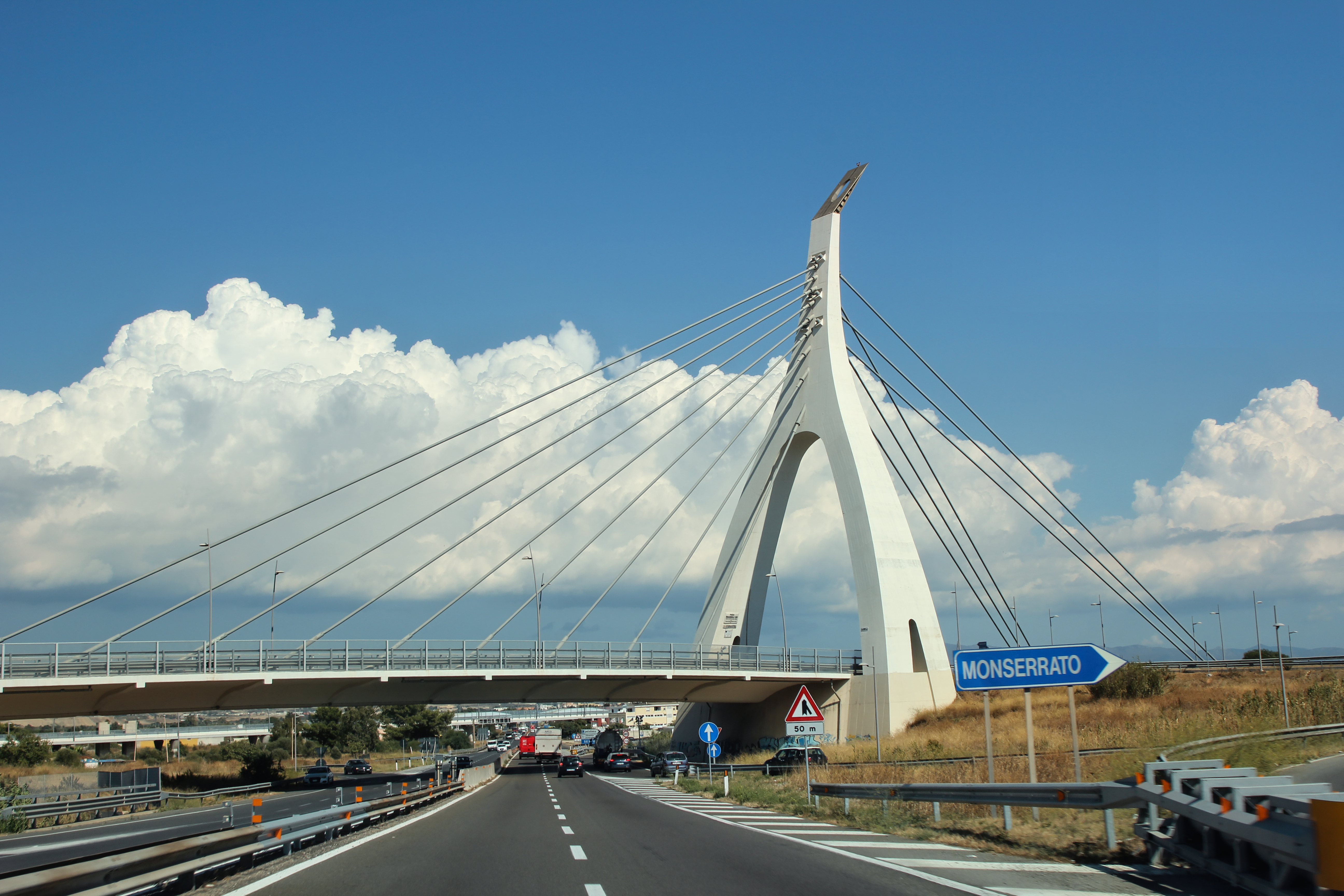
Puente Emanuela Loi

### Carreteras
Cerdeña es la única región italiana sin Autostrade (autopistas), pero la red de carreteras está bien desarrollada con un sistema de vías de doble calzada sin peaje, llamadas superstrade ('supercarreteras') que conectan las principales ciudades y los principales aeropuertos y puertos marítimos; el límite de velocidad es de 90 km/h (56 mph)/110 km/h (68 mph). La carretera principal es la SS131 "Carlo Felice", que une el sur con el norte de la isla y atraviesa las regiones históricas de Porto Torres y Cagliari; forma parte de la ruta europea E25. La SS 131 d.c.n une Oristano con Olbia y atraviesa la región interior de Nuoro. Otras carreteras diseñadas para el tráfico de alta capacidad enlazan Sassari con Alghero, Sassari con Tempio Pausania, Sassari - Olbia, Cagliari - Tortolì, Cagliari - Iglesias, Nuoro - Lanusei. Se está trabajando en la conversión de las rutas principales a las normas de autopista, con la eliminación de todas las intersecciones. Las carreteras secundarias del interior y de montaña suelen ser estrechas y con muchas curvas cerradas, por lo que los límites de velocidad son muy bajos.
Los autobuses de transporte público llegan a todas las ciudades y pueblos al menos una vez al día; sin embargo, debido a la baja densidad de población, a los territorios más pequeños sólo se puede llegar en coche. La Azienda Regionale Sarda Trasporti (ARST) es la agencia pública regional de transporte en autobús. Redes de autobuses urbanos dan servicio a las principales ciudades (Cagliari, Iglesias, Oristano, Alghero, Sassari, Nuoro, Carbonia y Olbia).

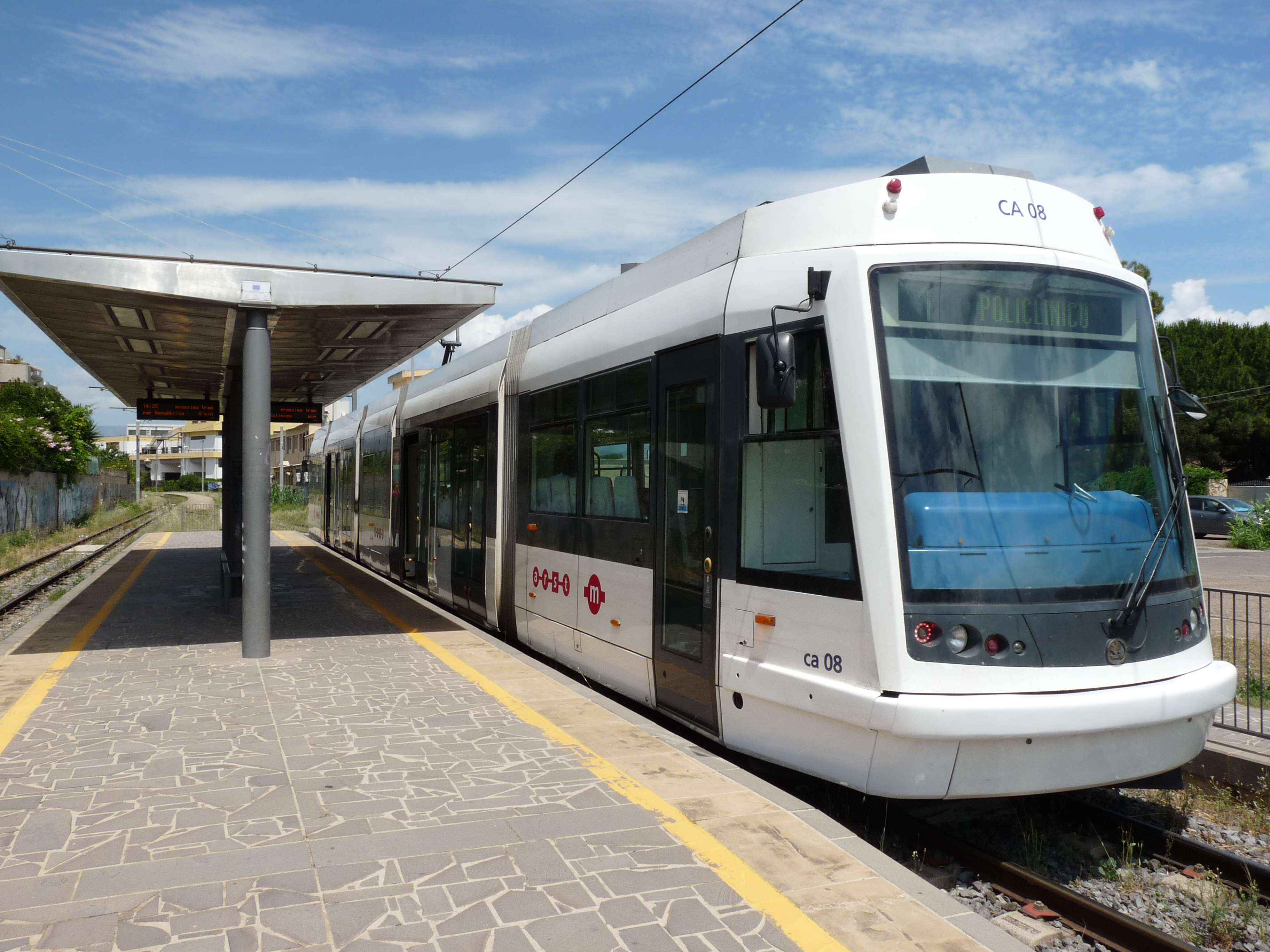
Tranvía en Cagliari

En Cerdeña circulan 1 295 462 vehículos, lo que equivale a 613 por cada 1000 habitantes.

### Ferrocarriles
El sistema ferroviario sardo fue desarrollado a partir del siglo XIX por el ingeniero galés Benjamin Piercy.
Hoy existen dos operadores ferroviarios diferentes:
Trenitalia, que conecta las ciudades más pobladas y los principales puertos. Esta red es la más moderna de la isla. Circulan principalmente locomotoras diésel, como el Alstom Minuetto y, desde 2015, el tren basculante más rápido CAF ATR365 y ATR 465, diseñado específicamente para la red ferroviaria de Cerdeña;
ARST: los trenes circulan por vía estrecha, son generalmente lentos, debido a la tortuosidad de las líneas, excepto los trenes-tranvía electrificados que operan en las áreas metropolitanas de Sassari y Cagliari.
El Trenino Verde es un servicio de turismo ferroviario operado por la ARST. Vagones de época y locomotoras de vapor recorren las zonas más salvajes de la isla. Permiten al viajero disfrutar de vistas panorámicas imposibles de contemplar desde las carreteras principales.

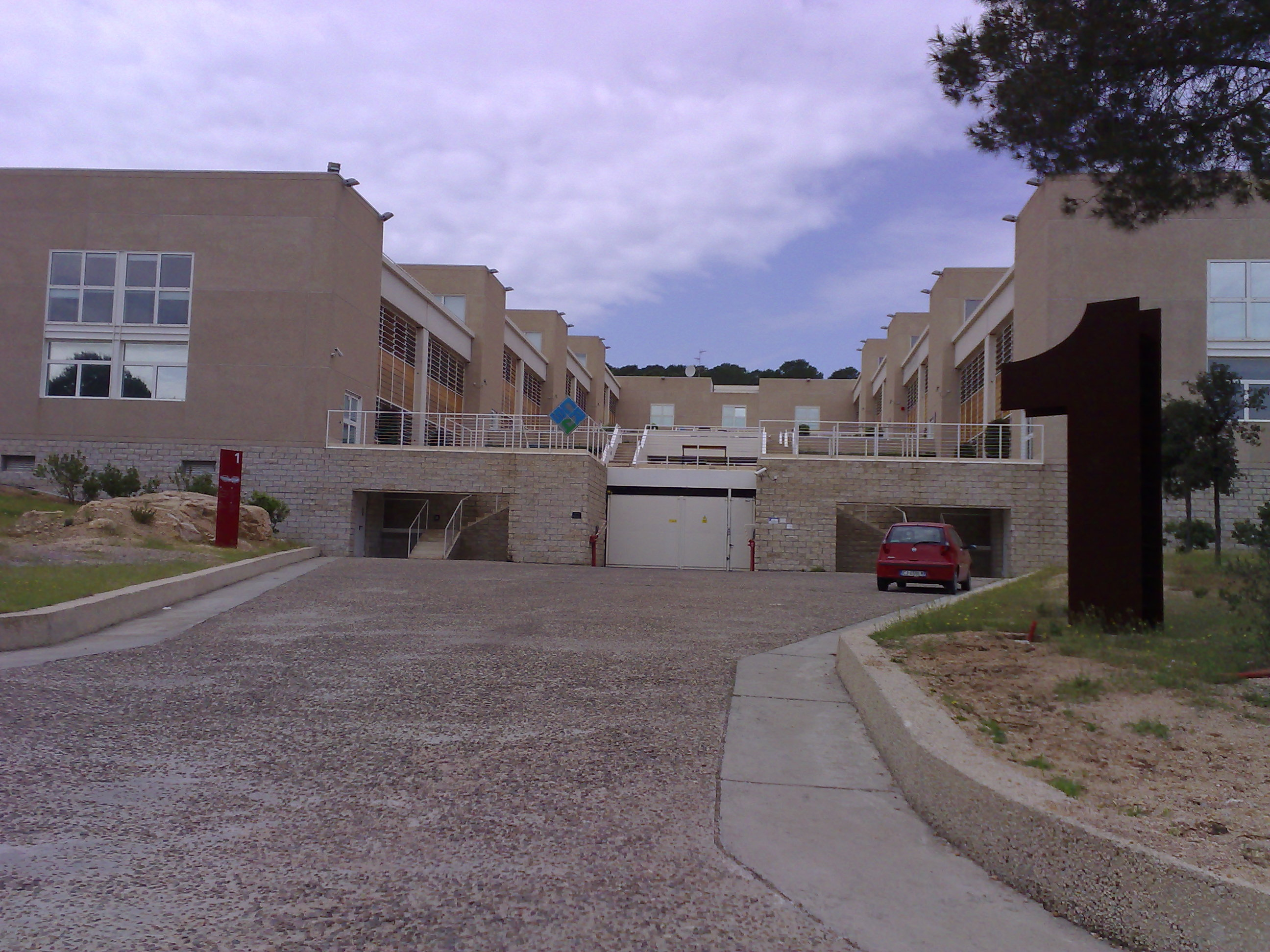
La sede del centro de investigación Crs4

### Ciencia y Tecnología
En Cerdeña se han consolidado desde principios de los años 90 unos sólidos conocimientos en tecnologías digitales. Pula alberga el CRS4 (Centro de Investigación, Desarrollo y Estudios Avanzados de Cerdeña, Centro di Ricerca, Sviluppo e Studi Superiori in Sardegn) que, bajo la dirección del Premio Nobel de Física Carlo Rubbia, ha permitido llevar a cabo proyectos de alcance nacional e internacional, como el primer sitio web italiano (1993) el primer periódico europeo en línea editado por la Unione Sarda (1994), uno de los primeros proveedores italianos de servicios de Internet, Video On Line, y propició el nacimiento de Tiscali, cuya sede se encuentra en el campus homónimo de Sa Illetta, en Cagliari, y varias iniciativas más. CRS4 también alberga centros de desarrollo y laboratorios de innovación de la multinacional china Huawei.
En noviembre de 2016, en el municipio de Codrongianos, el Grupo Terna creó su polo tecnológico más avanzado de Europa para apoyar y proteger las redes eléctricas nacionales con 250.000 metros cuadrados de investigación e innovación de alta tecnología. Al año siguiente, también en noviembre, se creó el C.E.S.A.R (Centro Servizi Ateneo per la Ricerca) en el bloque A de la Ciudad Universitaria de Cagliari, que alberga varios entornos de investigación multidisciplinares y polivalentes con equipos de alta tecnología, únicos en Cerdeña. 
En 2018, en las instalaciones de la mina de carbón de Seruci, en la zona de Gonnesa, está en marcha el "Proyecto Aire", con el que uno de los varios pozos de la mina se está utilizando como torre de destilación criogénica, es decir, una moderna planta de fraccionamiento de aire de alta tecnología para la producción de Argón, necesario para el estudio de la materia oscura, en colaboración con los equipos de los Laboratorios Nacionales Gran Sasso y otros isótopos diversos necesarios para la industria farmacéutica. 
El Distrito Aeroespacial de Cerdeña (DASS, Distretto aerospaziale della Sardegna ) colabora con el aparato del CRS4 y a través de este último en el municipio de San Basilio (SU) nació el Radiotelescopio de Cerdeña, que en 2017 permitió una fructífera colaboración con la NASA. En julio de 2018, en el municipio de Assemini, Eni instaló un laboratorio tecnológico permanente para resolver problemas en los ámbitos medioambiental y energético para la construcción de plantas tecnológicamente avanzadas como la CSP (Concentrated Solar Power) ya desarrolladas con el Politécnico de Milán (Politecnico di Milano); en la región también se encuentra el polígono experimental y de entrenamiento entre fuerzas de Salto di Quirra (Poligono sperimentale e di addestramento interforze di Salto di Quirra), en el que se está probando a partir de 2021 el Centro de Ensayos de Propulsión Espacial de Perdasdefogu (Space Propulsion Test Facility de Perdasdefogu). El telescopio Einstein está en estudio desde 2008; el emplazamiento sardo candidato a albergar este proyecto de tercera generación es la mina de Sos Enattos, en Lula.

## Cultura

### Literatura
La primera obra literaria en sardo data de la segunda mitad del siglo XV: un poema inspirado en la vida de los santos mártires turritanos, del arzobispo de Sassari, Antonio Cano. La producción literaria tuvo un notable desarrollo en el siglo XVI, el protagonista fue Antonio Lo Frasso, su Los diez libros de Fortuna de Amor se cita en Don Quijote de la Mancha de Miguel de Cervantes. La obra está escrita principalmente en español, pero hay partes escritas en catalán y sardo. 

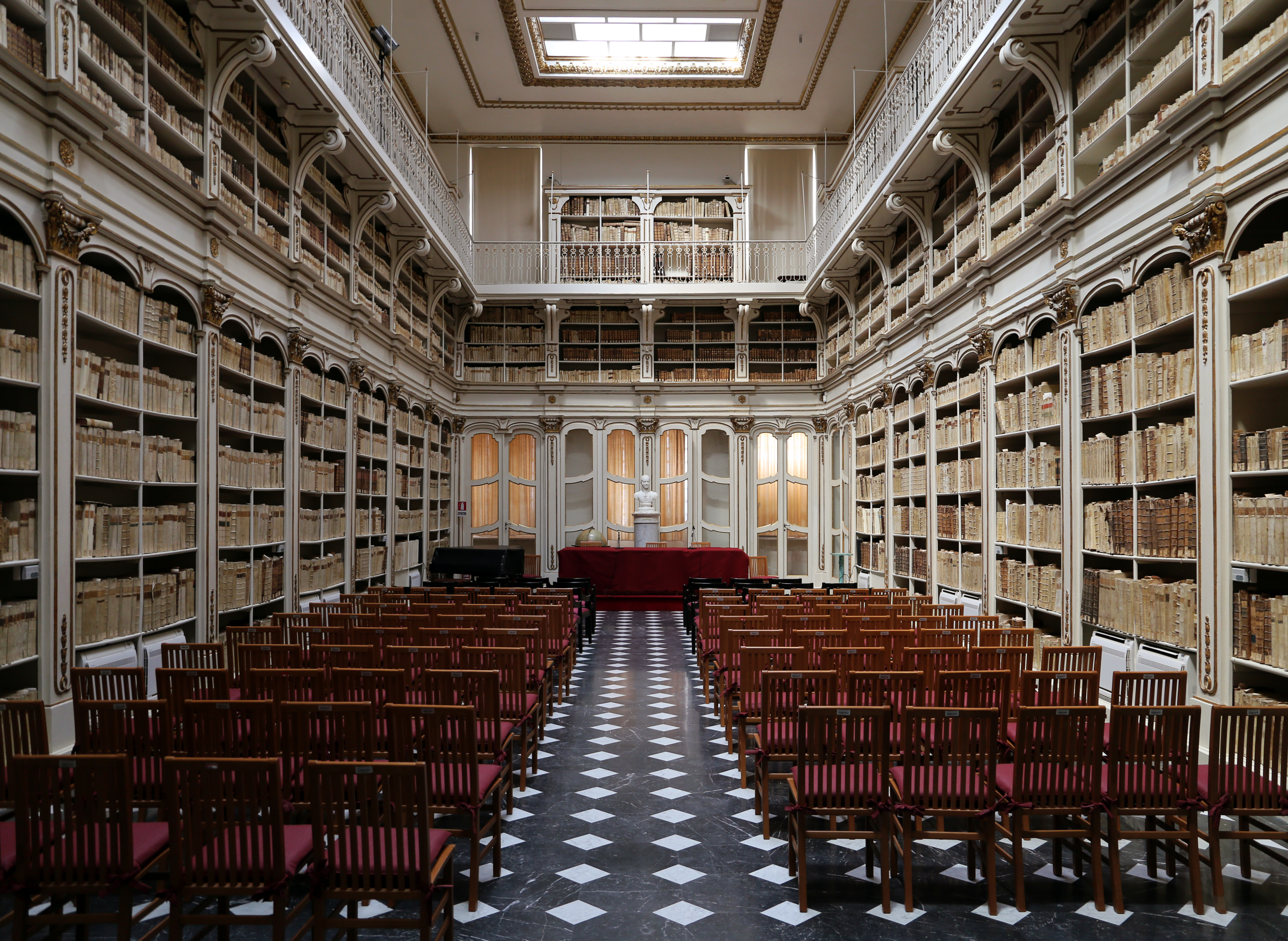
Biblioteca Universitaria de Cagliari

El multilingüismo era un rasgo característico de los escritores isleños de la época, entre ellos Sigismondo Arquer, Giovanni Francesco Fara y Pietro Delitala. Delitala escribió en italiano, luego en toscano, y Gerolamo Araolla en las tres lenguas. Pero ya en el siglo XVII se produjo una integración total en el mundo ibérico, como demuestran las obras en español de los poetas José Delitala y Castelvì, Josè Zatrilla y los escritores Francesco Angelo de Vico y Salvatore Vidal.
A partir de 1720, con la anexión del Reino de Cerdeña a la Casa de Saboya, el italiano se convirtió gradualmente en la lengua oficial. El siglo XIX fue testigo de un renovado interés de los autores sardos por la historia y la cultura de Cerdeña: Giovanni Spano emprendió las primeras excavaciones arqueológicas, Giuseppe Manno escribió la primera gran historia general de la isla, Pasquale Tola publicó importantes documentos del pasado y escribió biografías de sardos ilustres. Alberto La Marmora viajó a lo largo y ancho de la isla, la estudió en detalle y escribió una impresionante obra en cuatro partes titulada Voyage en Sardaigne.

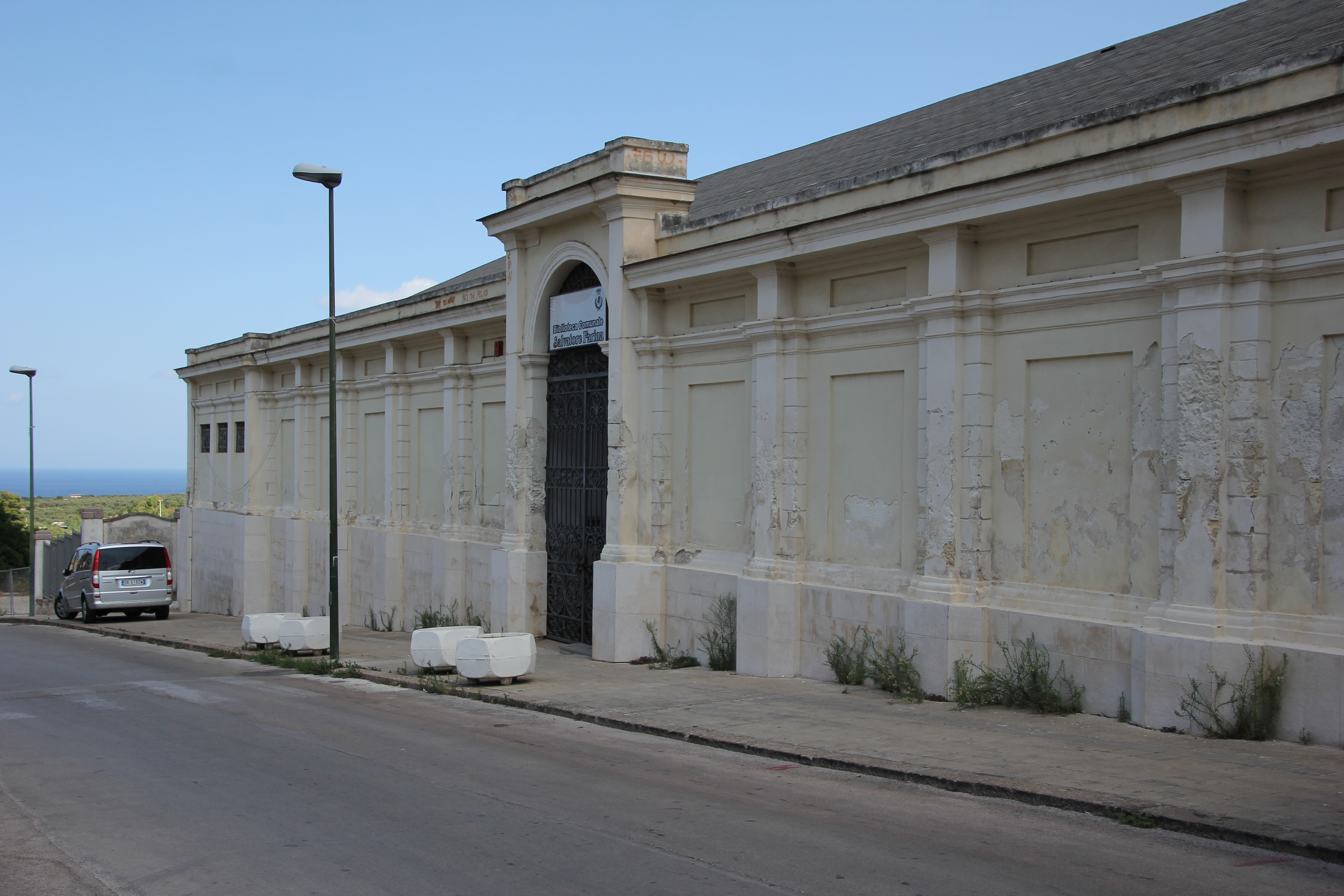
Biblioteca Salvatore Farina en Sorso

A principios del siglo XX, la sociedad sarda fue relatada por Grazia Deledda, Enrico Costa y el poeta Sebastiano Satta. Este siglo también fue testigo de la producción literaria de destacadas figuras políticas como Antonio Gramsci y Emilio Lussu. Después de la Segunda Guerra Mundial surgió Giuseppe Dessì, conocido sobre todo por su novela Paese d'ombre. En años más recientes, tuvieron un amplio eco las novelas autobiográficas de Gavino Ledda Padre padrone e Il giorno del giudizio, de Salvatore Satta, así como las obras de Sergio Atzeni y de los escritores vivos activos en las últimas décadas (Nueva Literatura Sarda).

### Arte
Lo más destacado de Cerdeña son las estructuras megalíticas llamadas nuragas, dispersas en gran medida por toda Cerdeña. Su Nuraxi di Barumini es un lugar declarado Patrimonio de la Humanidad por la Unesco. El poblado de Tiscali, atribuido por algunos autores a la cultura nurágica, es también un interesante yacimiento arqueológico.

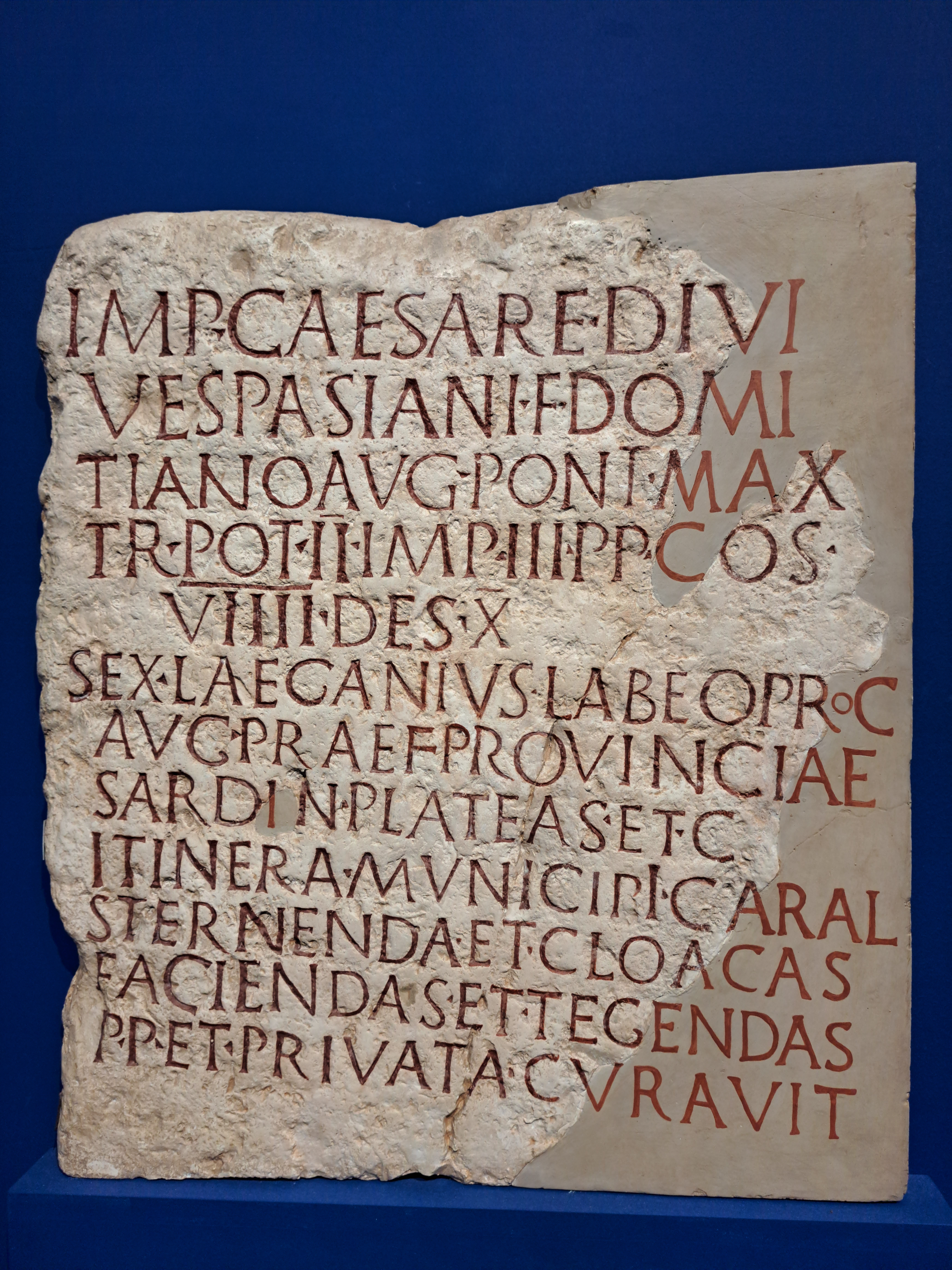
Antigua inscripción romana en Cagilari

Pero hay numerosos restos artísticos de otras épocas. De la Antigüedad quedan restos fenicios como Tharros, asentamiento púnico del siglo VIII a. C. Las catacumbas de la isla de Sant'Antioco son también fenicias, pero luego las usaron los cristianos. Se encuentran por debajo de la basílica de Sant'Antioco Martire, del siglo XII. También en esta isla se pueden ver el santuario Tphet y una necrópolis. La ciudad de Nora fue primero fenicia y luego romana. Se conservan los restos de un anfiteatro romano.

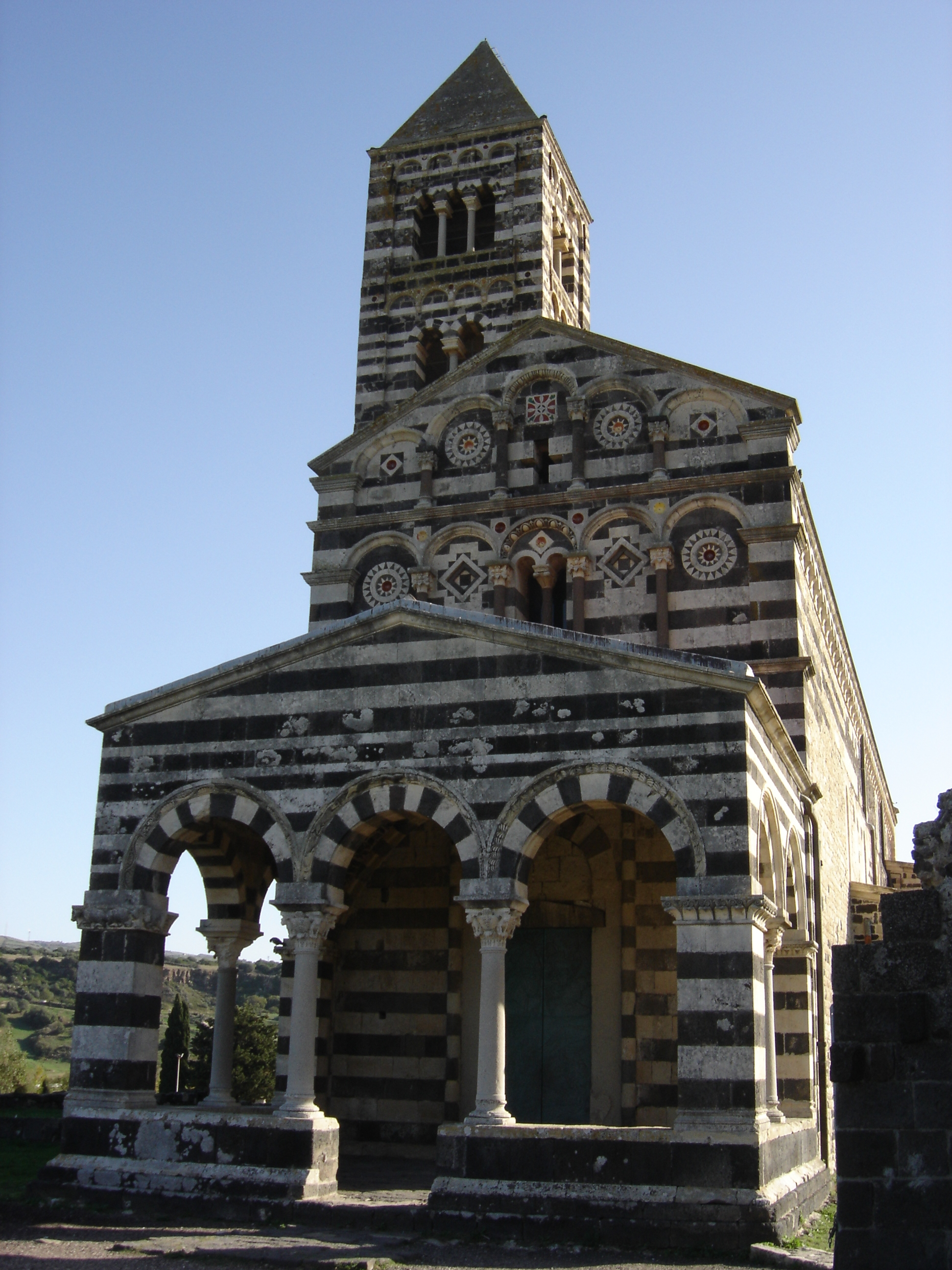
Basílica de Saccargia.

De la Edad Media, hay iglesias de estilo románico pisano, como la basílica de Saccargia, dedicada a la Santísima Trinidad en 1116, que tiene un ciclo de frescos del siglo XIII, Santa María del Regno o iglesia Negra en Ardara, iglesia de San Pietro en Bosa (siglo XI) con una fachada gótica posterior, la catedral de Santa Giusta en Oristán (siglo XII). Posteriormente, por la ocupación aragonesa, se construyó en estilo gótico, como puede verse en la catedral de Alguer (siglo XVI).
Entre los museos que se pueden visitar, cabe mencionar los museos arqueológicos "G. A. Sanna" de Sácer o el que se encuentra en la Cotadella dei Musei de Cagliari; hay dos Antiquaria: Antiquarium Arborense en Oristán y el Antiquarium de Sant'Antioco. De interés son también el Museo Nazionale Garibaldino en Frazione Caprera, Maddalena y el Museo della Vita e delle Tradizioni Popolari Sarde en Nuoro.

### Gastronomía
La gastronomía de Cerdeña se basa principalmente en la carne, los granos, las frutas y las verduras y, en menor medida, en la comida de mar como langosta de roca, gambas, botarga, calamares y atún. Se usan hierbas como la menta y el mirto. Gran parte del pan sardo se hace seco, lo que provoca que dure más tiempo que los panes con alto nivel de humedad. Los horneados, como civraxiu el coccoi pinatus, un pan altamente decorativo y pistoccu hechos sólo con harina y agua, originalmente tenían como destino los pastores, pero a menudo se sirven en casa con tomates, albahaca, orégano, ajo y queso fuerte, es muy importante la producción de una variante sarda de queso pecorino llamada precisamente pecorino sardo y una especie de queso típicamente sardo es el casu marzu.

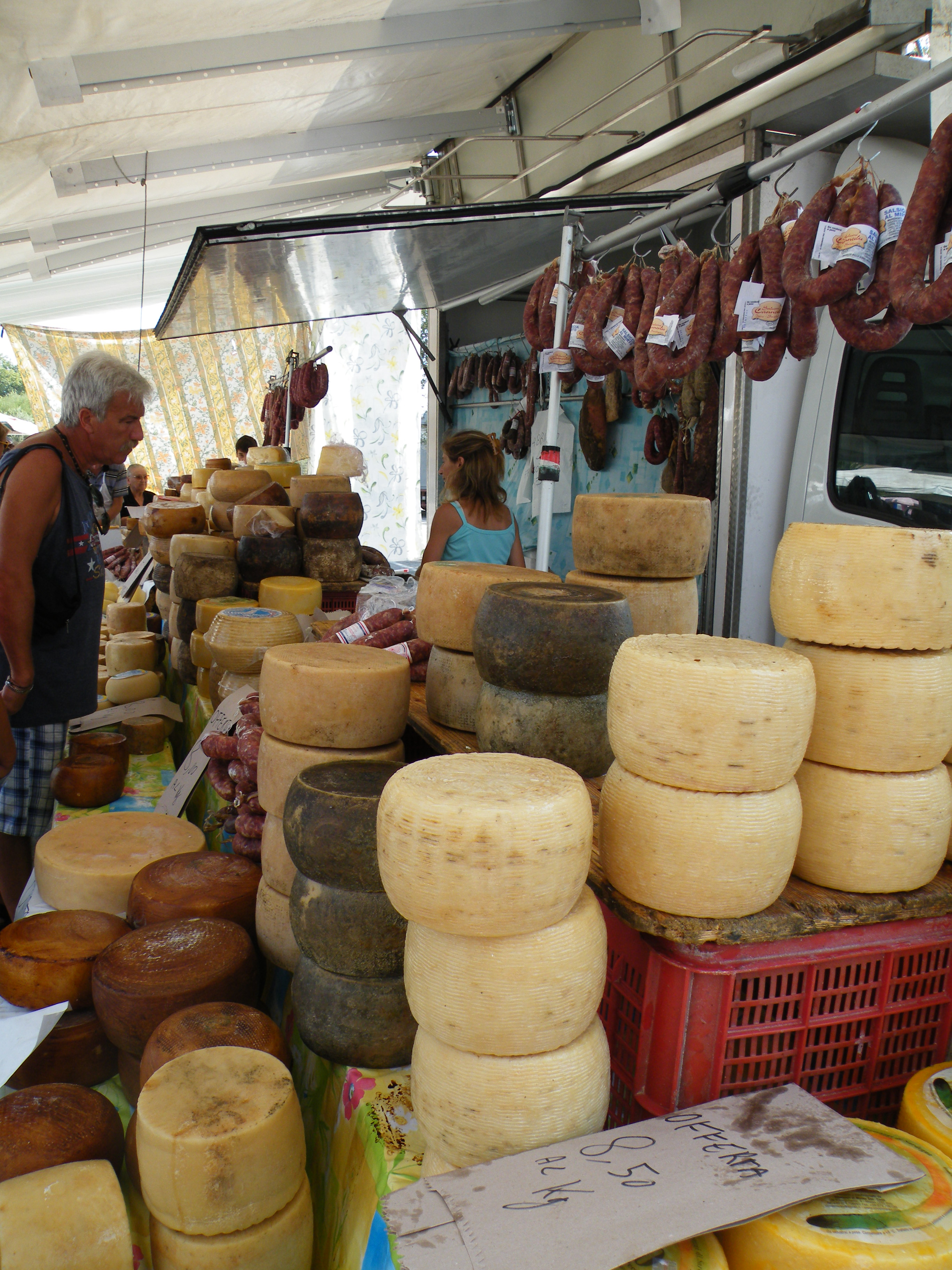
Quesos y embutidos en un mercado público de Alguer.

### Música
En Cerdeña hay una de las más antiguas formas de polifonía vocal, conocida como cantu a tenore; varios músicos famosos lo han encontrado irresistible, como Frank Zappa, Ornette Coleman y Peter Gabriel. Este último viajó a la ciudad de Bitti en la región montañosa central y la dejó registrada en el CD Tenores di Bitti. Los sonidos guturales producidos de esta manera son realmente notables, parecidos al canto de garganta tuvano. Otro estilo polifónico de canto, más como la paghjella corsa y de naturaleza litúrgica, se encuentra en Cerdeña y se conoce como cantu a cuncordu.

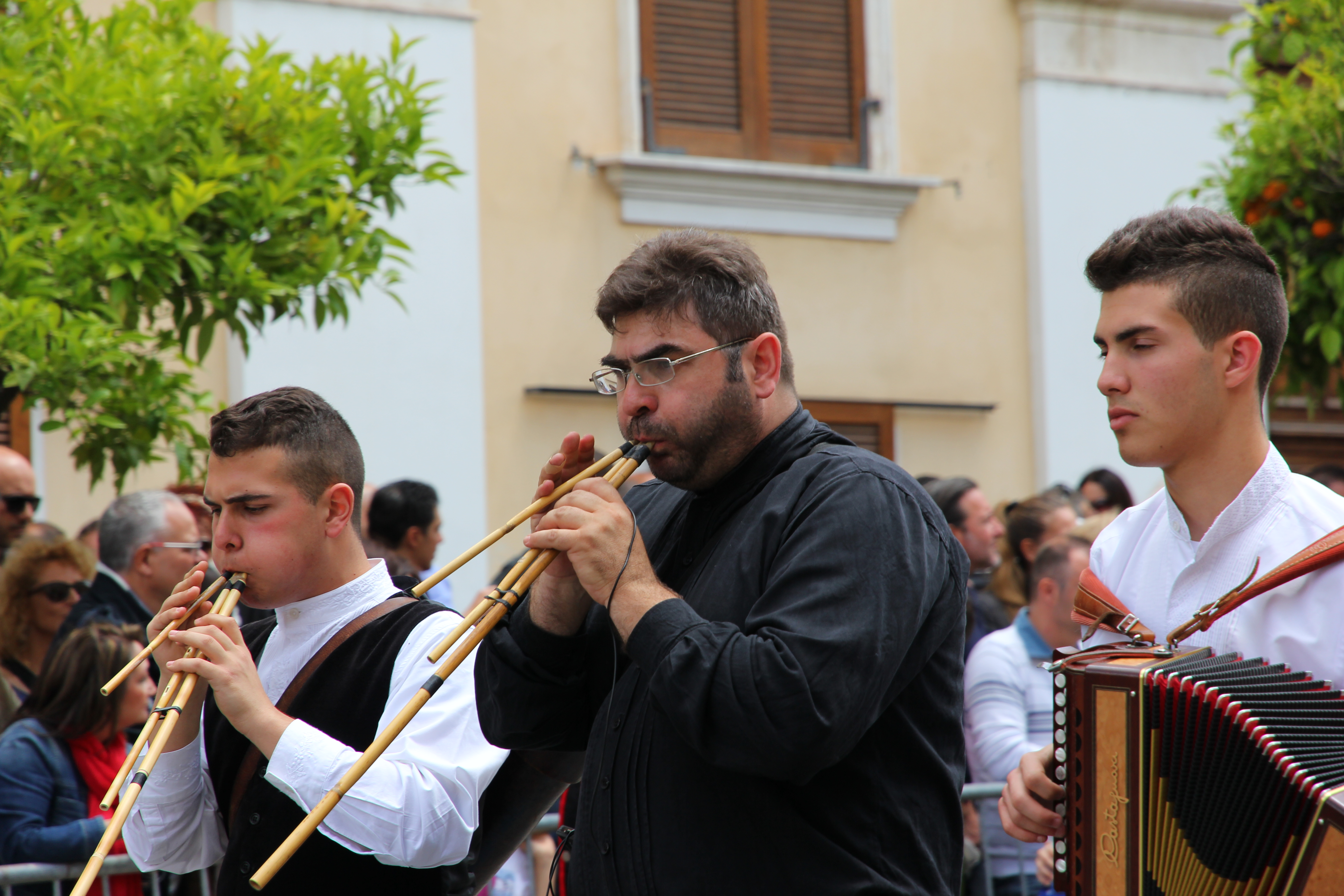
Launeddas

Otro instrumento único es el launeddas. Tres cañas de junco (dos de ellas pegadas juntas con cera de abejas) producen distintivas armonías. Tiene una antigüedad de varios miles de años, como se demostró por una estatuilla de bronce de Ittiri, de un hombre que toca tres cañas de junco, que data del 2000 a. C.
Además, la tradición de cantu a chiterra (canciones para guitarra) tiene sus orígenes en las plazas de las ciudades, cuando los artistas competían entre sí. Las cantantes más famosas de este género son María Carta y Elena Ledda.
En 2004, el presentador de la BBC Andy Kershaw viajó a la isla con el especialista en música sarda Pablo Farba y entrevistó a muchos artistas. Cerdeña ha producido músicos de jazz como Antonello Salis, Marcello Melis y Paolo Fresu.
El principal teatro de ópera de la isla es el Teatro Lírico en Cagliari.

### Vestimenta tradicional
De vivos colores y con las formas más variadas y originales, los trajes tradicionales representan un claro símbolo de pertenencia a identidades colectivas específicas. Se consideran un tesoro de tradiciones etnográficas y culturales con características muy peculiares, fruto de siglos de estratificación histórica. Aunque el modelo básico es homogéneo y común en toda la isla, cada pueblo tiene su propia indumentaria tradicional, tanto masculina como femenina.
En el pasado, la indumentaria también se diversificaba dentro de las comunidades y cumplía una función de comunicación precisa, ya que hacía inmediatamente evidente el estatus anagráfico y el papel de cada miembro en la sociedad, la región histórica o el país al que pertenecía, un estado civil particular (baghiàna/u, gathìa/u). Aún hoy, en varias partes de la isla, se puede encontrar a personas mayores vestidas con trajes, pero hasta mediados del siglo XX, los trajes representaban la vestimenta cotidiana en la mayor parte de Cerdeña.

### Símbolos
La enseña sarda utiliza una de las armas tradicionales del Reino de Aragón, la bandera de San Jorge con las cuatro cabezas de los "reyes" que resultaron muertos en la Batalla de Alcoraz. En la batalla ocurrida en 1096 en las cercanías de Huesca, que fue reconquistada por los cristianos, habría intervenido milagrosamente san Jorge en auxilio de las tropas aragonesas frente a los gobernantes de las taifas o distritos de Wasqa (Huesca) y la Cora de Saraqusta (Zaragoza).
Tras ser conquistada la isla por la Corona de Aragón, el rey les dio esta enseña como propia para la isla.

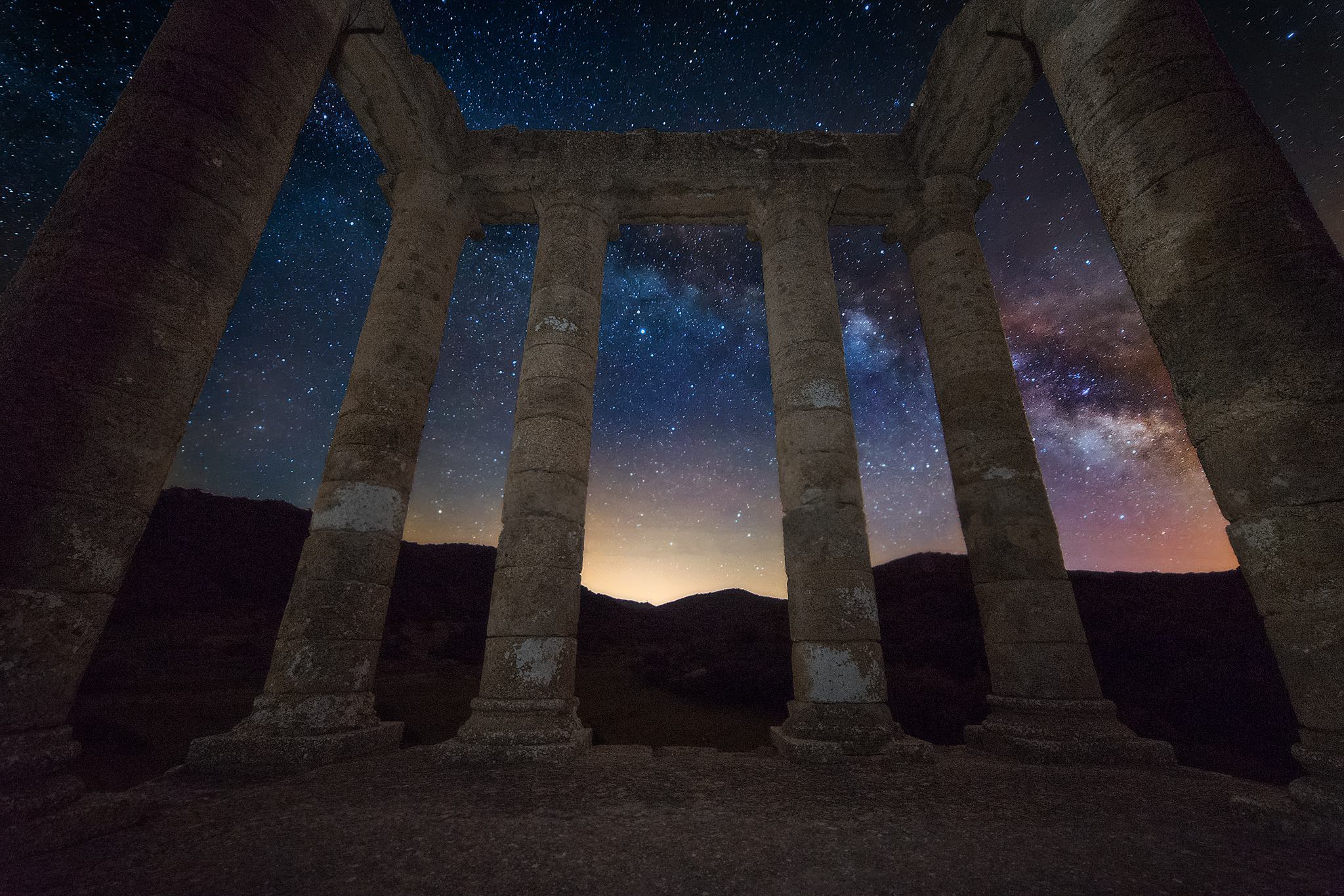
El Templo de Antas un antigua estructura del periodo romano-cartaginés

La descripción heráldica del escudo es: sobre campo de plata, una cruz de San Jorge, de gules, cantonada de cuatro cabezas de rey moro, de sable y encintadas de plata. Rememora la conquista de Huesca por el rey Pedro I de Aragón el 1096 en la batalla de Alcoraz.

### Arqueología
Los primeros asentamientos prehistóricos del género Homo (concretamente del Homo erectus) en Cerdeña se remontan al Paleolítico Inferior (450.000-150.000 a. C.), según los arqueólogos que en 1979-1980 descubrieron una industria lítica cerca del río Altana, en Perfugas, Anglona. En el interior de la cueva de Corbeddu, en el Supramonte de Oliena, se descubrió la prueba más antigua de la presencia de Homo sapiens en la isla, que data de hace unos 20.000 años.

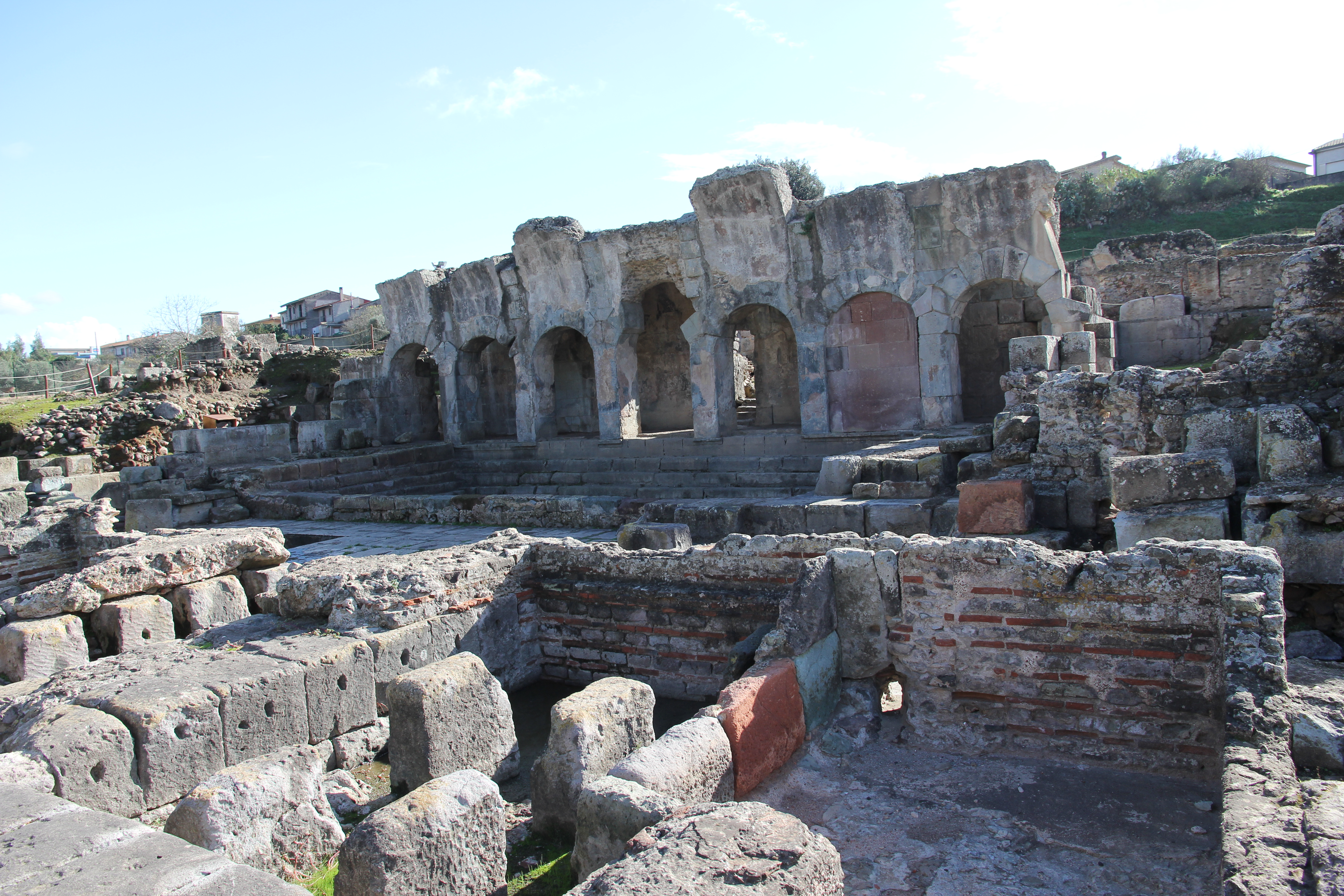
Antiguas termas romanas en Fordongianus

En la segunda mitad del IV milenio a. C. se desarrolló la primera expresión cultural, de la que se encuentran vestigios en toda la isla, la Cultura de Ozieri. Los hallazgos arqueológicos conservados en los museos más importantes de la isla han puesto de manifiesto el progreso social y cultural alcanzado por las poblaciones sardas prehistóricas.
Los testimonios arqueológicos de la civilización nurágica, originaria de la Edad del Bronce, son innumerables. Fragmentada en cantones y centro de un intenso comercio con los pueblos que habitaban la costa mediterránea, dejó en la isla numerosos e importantes vestigios. Los fenicios frecuentaron Cerdeña con asiduidad, introduciendo las primeras formas de urbanismo. Cartago y Roma se la disputaron, dejando huellas imborrables.
En el siglo XIX, el canónigo Giovanni Spano inició varias exploraciones de yacimientos importantes y publicó anotaciones y descripciones en el Boletín Arqueológico de Cerdeña. De 1903 a 1936, el arqueólogo Antonio Taramelli llevó a cabo una valiosa labor de recuperación y catalogación de yacimientos en la isla. Después de la guerra, Giovanni Lilliu sacó a la luz el poblado nurágico de Su Nuraxi en Barumini y contribuyó a abrir nuevas perspectivas y conocimientos sobre la historia de los antiguos sardos.

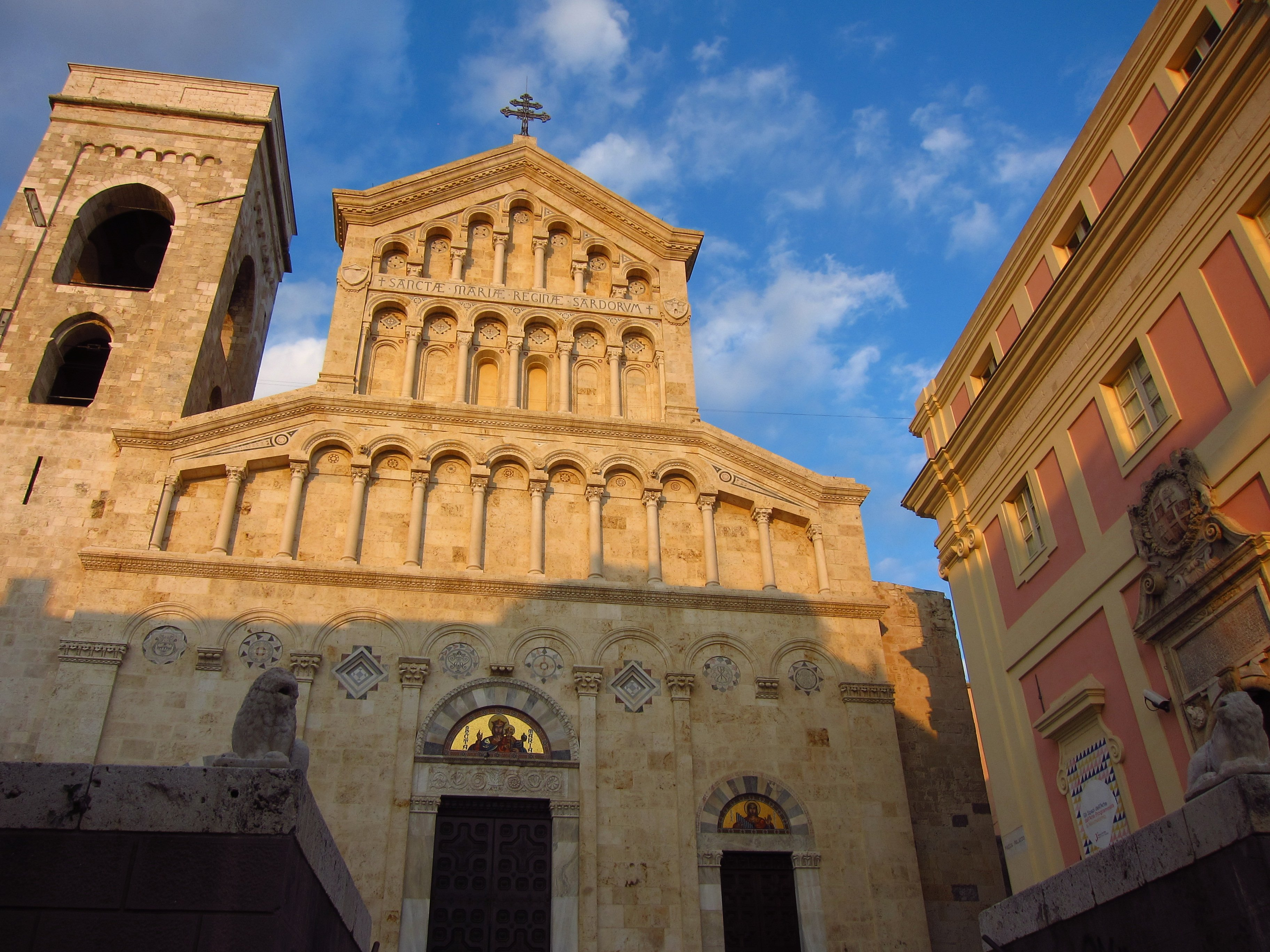
La Catedral de Santa María en Cagliari

### Arquitectura
Existen numerosos testimonios de arquitectura prehistórica en Cerdeña, como las domus de janas (tumbas hipogeas), las tumbas de los gigantes, los círculos megalíticos, los menhires, los dólmenes y los templos pozo; sin embargo, el elemento que más caracteriza el paisaje prehistórico sardo son los nuraghi; aún hoy son visibles los restos de miles de estas construcciones de diversos tipos (simples y complejas). También son numerosas las huellas dejadas por los fenicios, que introdujeron nuevas formas urbanas en la costa.
Los romanos dieron una nueva estructura administrativa a toda la isla: reestructuraron varias ciudades, crearon nuevos centros y construyeron numerosas infraestructuras de las que quedan ruinas, como el palacio del rey Barbaro en Porto Torres o el anfiteatro romano de Cagliari. También de los periodos paleocristiano y bizantino quedan varios testimonios en todo el territorio, tanto en las costas como en el interior, relacionados principalmente con edificios de culto.
La arquitectura románica tuvo un desarrollo particular en la época judicial. A partir de 1063, los jueces (judikes), a través de llamativas donaciones, favorecieron la llegada a la isla de monjes de distintas órdenes procedentes de diversas regiones de la península itálica y de Francia. Estas circunstancias propiciaron que en la isla trabajasen obreros de distintas procedencias: pisanos, lombardos y provenzales, además de la cultura árabe de la península ibérica, y dio lugar a manifestaciones artísticas sin precedentes.

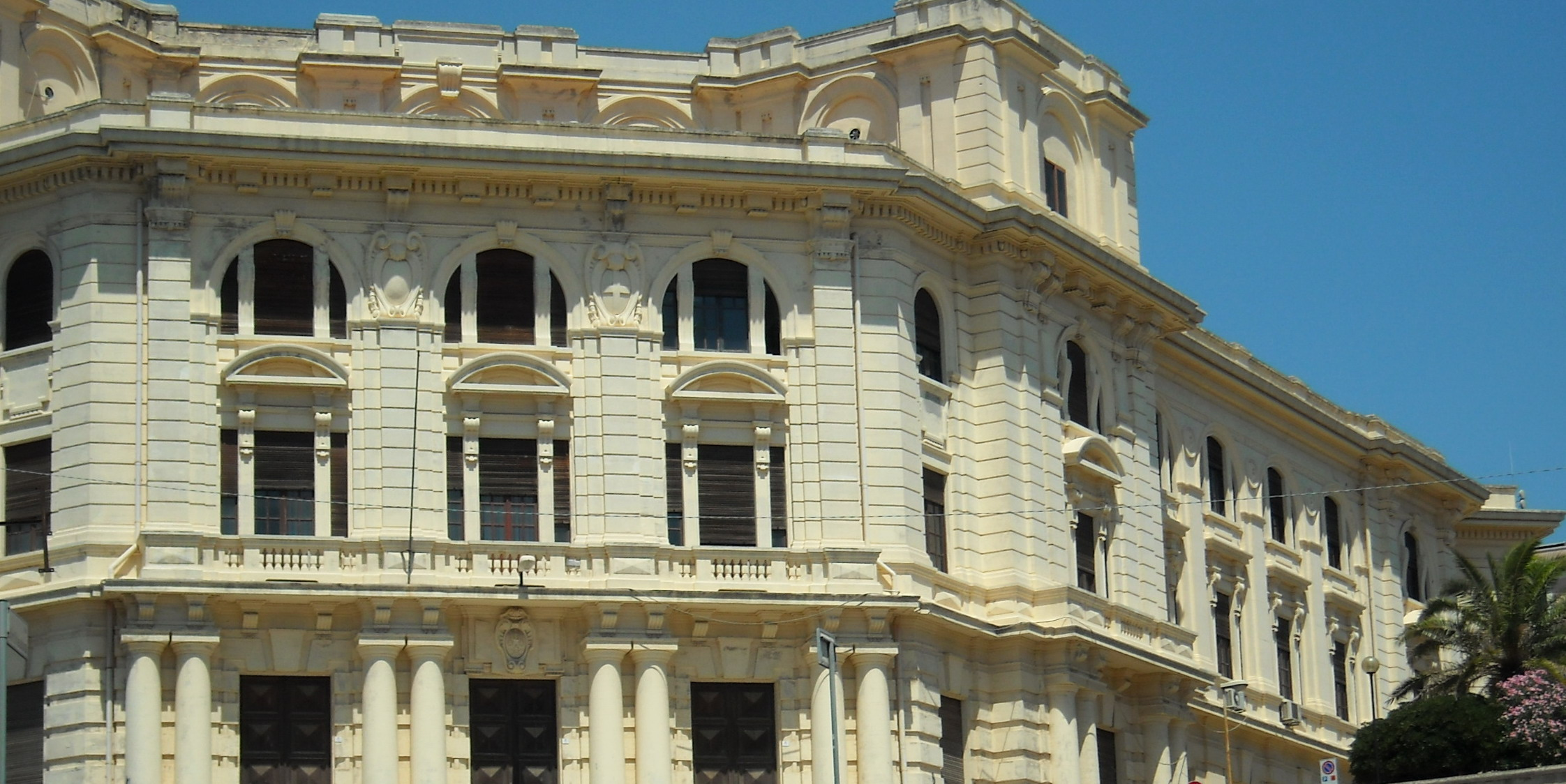
El Palacio de la Ciencia (Palazzo delle Scienze)

La basílica de San Gavino en Porto Torres se considera el referente arquitectónico del desarrollo del románico en Cerdeña. Entre los ejemplos más relevantes se encuentran las catedrales de Sant'Antioco en Bisarcio (Ozieri), San Pietro di Sorres en Borutta, San Nicola en Ottana, la capilla palatina de Santa Maria del Regno en Ardara y la basílica de Santa Giusta y la iglesia de San Nicola en Silanis. Además de las iglesias de Nostra Signora di Tergu, la basílica de Saccargia en Codrongianos y Santa Maria di Uta y, relativas al siglo XIII, las iglesias de Santa Maria di Monserrato (Tratalias) y San Pantaleo (Dolianova).

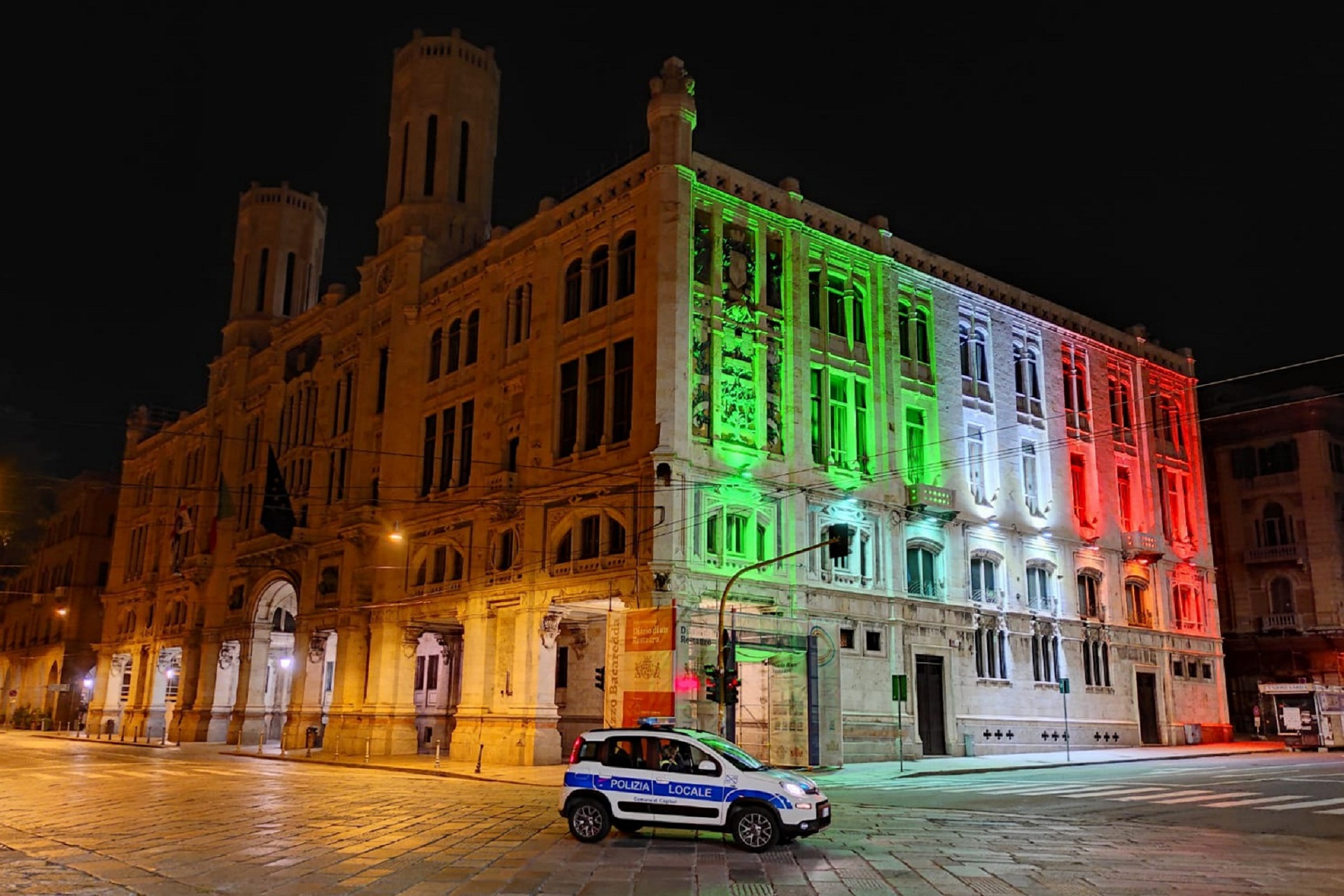
El Palazzo Civico con los colores de la Bandera de Italia

Tras su llegada en 1324, los aragoneses concentraron sus primeras realizaciones en Cagliari; la iglesia gótico-catalana más antigua de Cerdeña es el santuario de Nostra Signora di Bonaria. También en Cagliari, la capilla aragonesa del interior de la catedral fue construida en los mismos años. En la primera mitad del siglo XV se construyó una verdadera joya gótica, el complejo de San Domenico, que incluía la iglesia y el convento, destruido casi por completo durante los bombardeos aéreos de 1943, y del que sólo se conserva el claustro. Otras realizaciones fueron las iglesias de San Francesco di Stampace (de la que sólo queda parte del claustro), Sant'Eulalia y San Giacomo. En Alghero, en la segunda mitad del siglo XV, se inició la construcción de la iglesia de San Francesco y, en el siglo XVI, de la catedral.
La arquitectura renacentista está escasamente representada y se manifiesta generalmente en época tardía, a menudo como intervenciones parciales sobre la arquitectura preexistente, como en el caso de la catedral de San Nicola de Sassari o la concatedral de Sant'Antonio Abate de Castelsardo. La iglesia de Sant'Agostino de Cagliari es uno de los ejemplos más identificables de los estilos renacentistas.

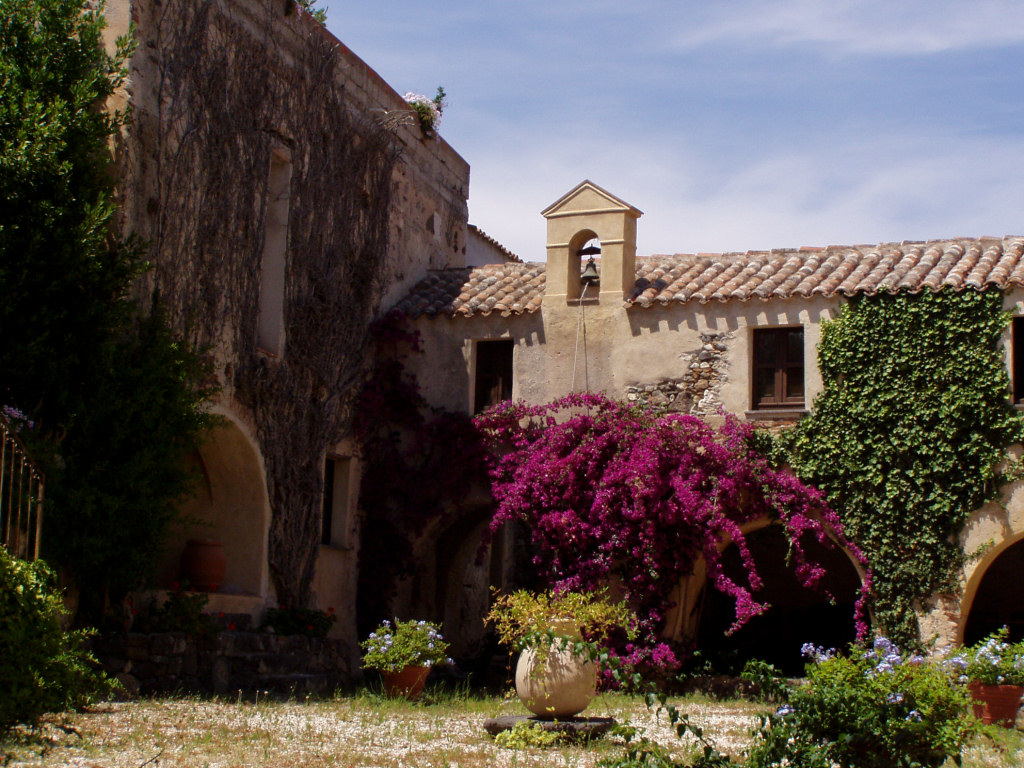
Abadía e Iglesia de San Antonio Abad en Orosei

La arquitectura barroca ha tenido bastante desarrollo: ejemplos interesantes son la fachada de la Catedral de San Nicola en Sassari y la Colegiata de Sant'Anna en Cagliari, la Iglesia de San Michele en Cagliari, la Iglesia de Santa Caterina en Sassari, la Catedral de Ales y la Catedral de Oristano, reconstruidas entre los siglos XVII y XVIII.

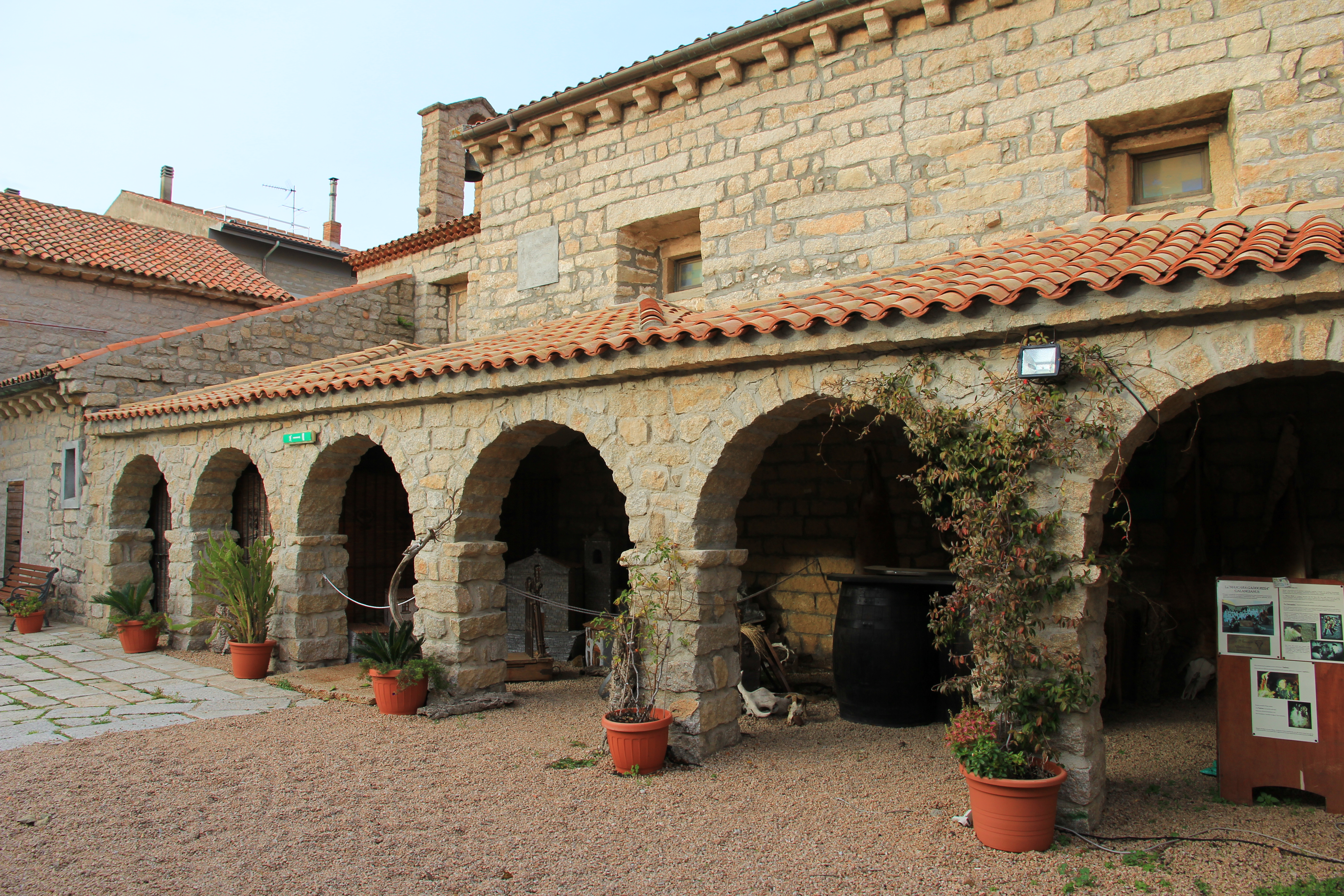
Antiguo convento de los hermanos capuchinos

A partir del siglo XIX, gracias a las nuevas ideas y experiencias importadas por algunos arquitectos sardos formados en Turín, se difundieron en la isla nuevas formas arquitectónicas de inspiración neoclásica[154]. Entre las figuras más representativas de esta fase arquitectónica se encuentra el arquitecto de Cagliari Gaetano Cima, diseñador del Hospital de San Giovanni di Dio de Cagliari y del santuario de la Beata Vergine Assunta de Guasila. También hay que mencionar a Giuseppe Cominotti, autor del Teatro Cívico de Sassari, y a Antonio Cano (cúpula de S. Maria di Betlem en Sassari y catedral de Santa Maria della Neve en Nuoro). En la segunda mitad del siglo XIX se construyó en Sassari el neogótico Palazzo Giordano (1878), uno de los primeros ejemplos de revivalismo en la isla, mientras que la fachada neorrománica de la catedral de Cagliari data de 1933.
Un interesante logro de gusto ecléctico, derivado de la combinación de modelos revivalistas y art nouveau, es el Palacio Cívico de Cagliari, terminado a principios del siglo XX. El advenimiento del fascismo influyó fuertemente en la arquitectura también en Cerdeña en las décadas de 1920 y 1930, interesantes realizaciones de ese periodo son los nuevos centros de Fertilia, Arborea y la ciudad de Carbonia, ejemplos de arquitectura racionalista.
El desarrollo del turismo iniciado en los años sesenta condujo a la construcción de edificios de considerable valor arquitectónico en la Costa Esmeralda, junto con el pueblo de Porto Cervo, y más recientemente la sede de la Banca di Credito Sardo en Cagliari, obra de Renzo Piano.
Numerosas manifestaciones de arquitectura espontánea con diferentes tipos tradicionales de viviendas se pueden encontrar en diferentes partes de la isla: entre ellas se incluyen las casas altas de las zonas de colinas y montañas, construidas en piedra y madera, y las casas de patio en ladiri (ladrillo de tierra sin cocer) del Campidano y diferentes tipos de asentamientos, como los stazzi en Gallura, los furriadroxius y medaus en Sulcis.

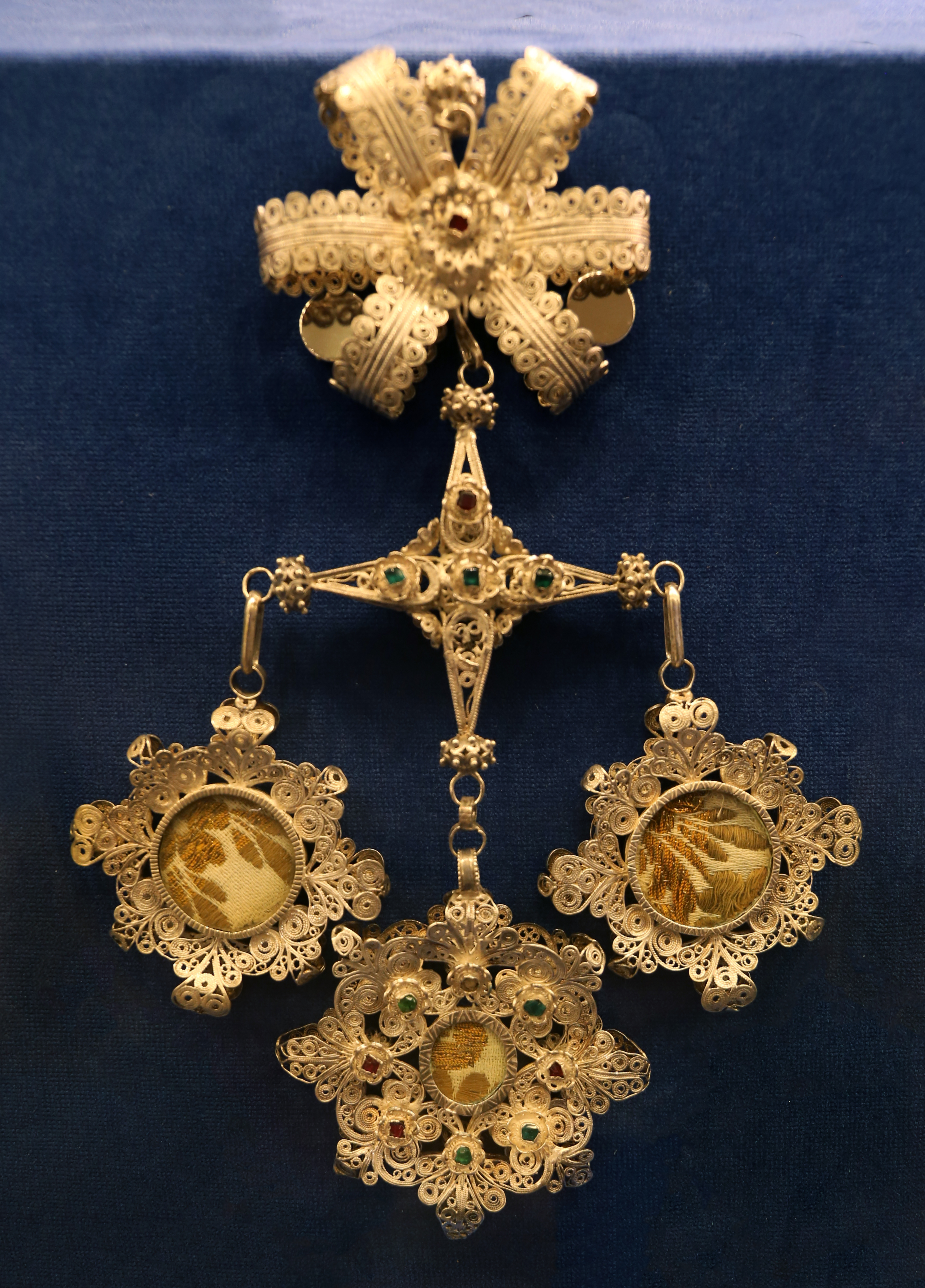
Los Rosarios son parte de la Joyería tradicional de Cerdeña

### Artesanía
La artesanía tradicional sarda es un conjunto muy variado de artes populares, desarrolladas en ámbitos muy diferentes, ricas en sabor y originalidad. Algunas de estas formas artísticas son de origen antiguo y han recibido la influencia de las diferentes culturas que han marcado la historia de la isla. Para conservar, transmitir y promover esta riqueza cultural y económica, la Región Autónoma de Cerdeña creó en 1957 el I.S.O.L.A (Instituto Sardo de Organización de la Artesanía), dirigido inicialmente por los promotores Eugenio Tavolara y Ubaldo Badas. Para una mayor protección de la artesanía, la Ley Regional n.º 14 de 1984 estableció la marca de origen y calidad de la artesanía típica sarda.
El tejido en lana, algodón y lino de alfombras, tapices, cojines y cortinas se sigue practicando en gran parte a mano con telares muy antiguos, pero muchas de las producciones mecanizadas mantienen las características de la tradición como, por ejemplo, el tejido de pibiones, muy extendido en Ulassai y Samugheo. La joyería representa una de las artesanías más auténticas y forma parte integrante de los trajes tradicionales, ricos en broches y botones de filigrana, collares enriquecidos con coral, piedras semipreciosas y perlas. La joyería tradicional, de gusto refinado, está hecha de filigrana. Entre las joyas de filigrana hechas a mano destaca la corbula, el botón sardo, símbolo de prosperidad y fertilidad que representa el seno materno; también es famoso el coral de Alguer.
El trabajo de la madera se caracteriza por productos originales como las arquetas talladas, las sillas con fondo de paja de Assemini, las biseras de los mamuthones, es decir, las máscaras tradicionales de Mamoiada, y los productos de corcho de Calangianus. La cestería está muy extendida, pero es en la zona de Oristan donde se procesan sobre todo materias primas como el junco, la palmera enana y el asfódelo, ideales para la fabricación de cestos, ménsulas y canastos. La cerámica tiene una forma sencilla y lineal.

Una tradición milenaria inspira diversas escuelas que transmiten las técnicas del trabajo en torno de alfarero, la cocción en horno y las decoraciones esmaltadas con colores naturales. Otra antigua tradición artesanal sarda es la de la arresoja, resolza o resorza (de la palabra latina rasoria, que indicaba un tipo de cuchillo con hoja plegable). Estos cuchillos no siempre son dentados, sino que también tienen un mango fijo, generalmente de cuerno de carnero o de muflón e incrustado a mano. Con la clásica hoja folla 'e murta (hoja de mirto), también se denominan impropiamente leppa y los aficionados las consideran verdaderas obras de arte.

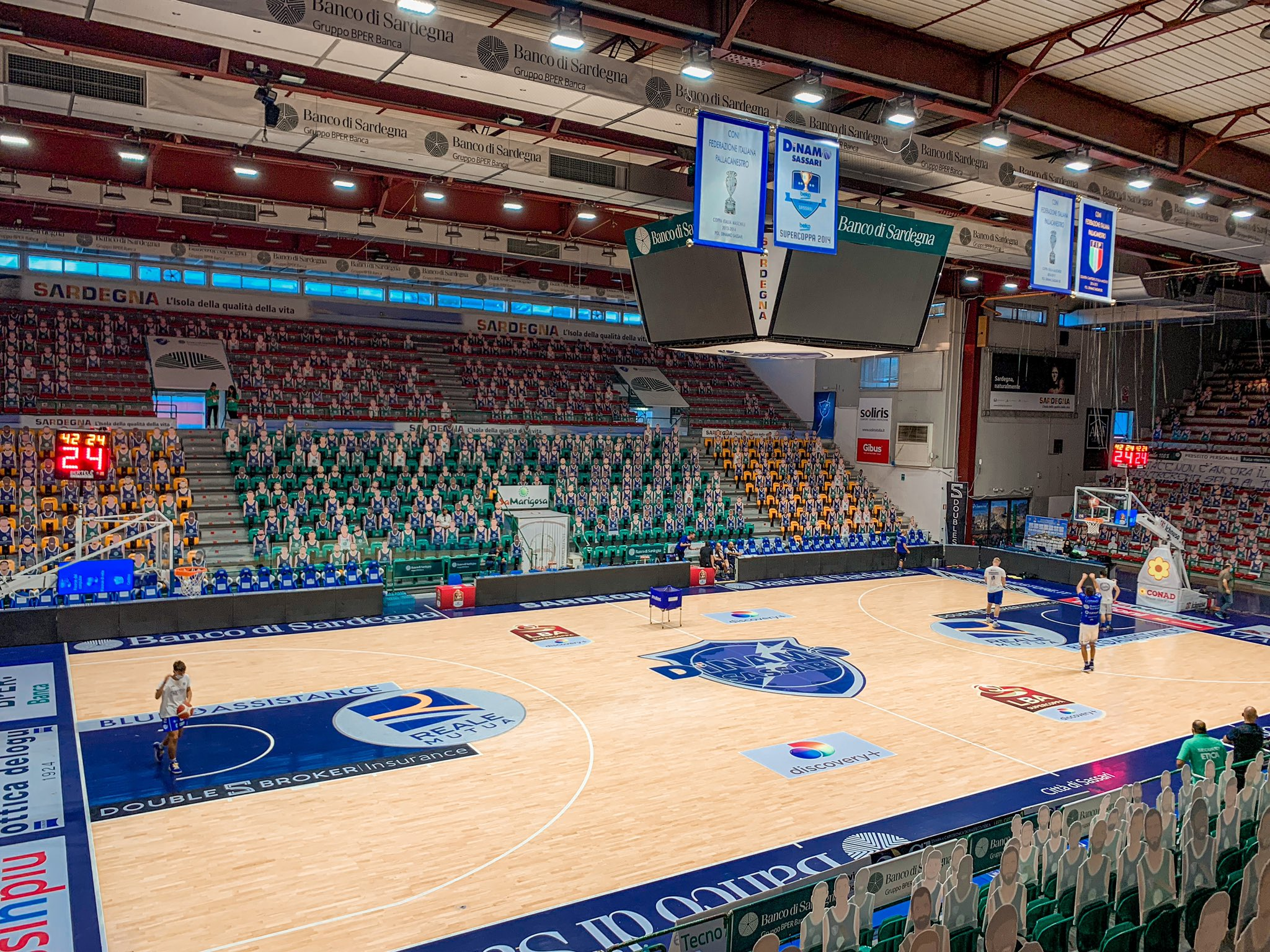
Palacio de los deportes Roberta Serradimigni

## Deporte
El principal equipo de fútbol de Cerdeña es el Cagliari. Ha jugado en la Serie A de Italia durante más de 30 temporadas, ha obtenido el campeonato en 1969/70 y el subcampeonato en 1968/69. Además obtuvo el segundo puesto en la Copa de Italia 1968/69 y fue semifinalista de la Copa UEFA 1993/94.
Otro equipo deportivo destacado de la isla es el Dinamo Sassari, que juega en la Lega Basket Serie A y que actualmente es el equipo Campione d'Italia. Ganador de 2 Copa de Italia (2013/14 y 2014/15) y de una liga (2014/15).

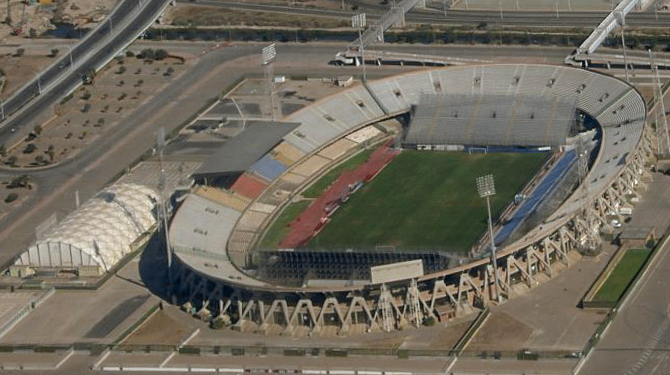
Estadio Sant'Elia

El Rally Costa Smeralda tuvo puntuación máxima en el Campeonato Europeo de Rally en las décadas de 1980 y 1990. En tanto, el Rally de Cerdeña, que también se corre en el norte de la isla, forma parte del Campeonato Mundial de Rally desde 2004.
La principal carrera de ciclismo en ruta de la isla es el Giro de Cerdeña, que se corre desde 1958 y pertenece actualmente al UCI Europe Tour. (Recién suspendida por falta de inversiones de los patrocinadores).
El ganador de la Vuelta a España 2015 Fabio Aru ha sido el primer sardo en ganar una gran vuelta, después de obtener 2 podios en el Giro de Italia (2014 y 2015).